# 三丁目の夕日の登場人物
三丁目の夕日の登場人物（さんちょうめのゆうひのとうじょうじんぶつ）では、西岸良平作の漫画である『三丁目の夕日』（単行本タイトルは『夕焼けの詩』）に登場する人物（動物や店舗なども含む）について説明する。
映画版は『ALWAYS 三丁目の夕日』・『ALWAYS 続・三丁目の夕日』・『ALWAYS 三丁目の夕日'64』を参照。

## 鈴木家
鈴木一平（すずき いっぺい）
小学4年生の男の子で、則文とトモエの間の一人息子。『三丁目の夕日』は話によって主人公となるキャラクターが毎回異なるが、一応彼が本作品の主人公的な扱いのキャラクターとなっている。
成績はあまり良くなく、生粋のいたずらっ子。作文やそろばん、図画工作全般が得意だが算数や社会は苦手。だがリーダーシップがあり、学級委員をつとめている。意外と推理力もあり、切れ者な一面も。しかしたまに調子に乗っていたずらが過ぎてしまい、騒ぎを起こしてトモエから尻を叩かれる。夏休みに赤痢にかかってしまったこともある。
切手やビンの王冠を集めるのが趣味。トランプの手品も出来、それがきっかけで鈴木家で見合いをし会話が弾まない雨宮と木島紀子を盛り上げた。小遣いをすぐ使ってしまうことから母・トモエに貯金をするよう言われた結果貯金に嵌り、逆に守銭奴のようだとトモエに言われたことがある。動物好きで、これまでにジュウシマツのペッカー（を含む数羽）、ハツカネズミのチュウ公、ノラネコと生活していた白ウサギのミミちゃん、小鳥、カメを飼育したことがある。
ミス・ユニバースに影響されて「4年3組美人コンテスト」を三郎・雄一郎・健一と共に企画して審査員となるが、ノミネートした候補たちからプレゼントを貰ったり過去の出来事を脅迫されたりした挙げ句、そうした関係のなかった倉田マリ子のみ落選とし残りは適当な賞をでっち上げて誤魔化す。更に賄賂目的で再度美人コンテストを開こうとしたこともあってクラスの女子の顰蹙を買い、一平は罰として「4年3組のサイテー男」にされている。
意外な活躍をすることも多々あり、「ハックルベリー・フィンの冒険」に憧れ家出をした際、庭野千草という少女の誘拐現場に遭遇し、彼女を助けて犯人逮捕に協力し警察から感謝状を貰った。また都電に乗る時運転席の後ろによくかぶりついて見ており（一時期、将来の夢として都電の運転士に憧れていたため）、とある日に運転士が脳卒中で倒れて電車が暴走したインシデントに立ち会うものの、機転を利かせていつも見ていた運転士の感覚でブレーキ操作をし、先行列車への追突事故の危機を間一髪で止めた事もあった。身長は130cm。尊敬している人物は野口英世。
鈴木則文（すずき のりふみ）
鈴木オート社長。40歳。自動車修理工で心優しい父親。トモエに比べ、一平のやんちゃぶりには甘く、妻の尻に敷かれる等少々情けない面もあるが、反面スパルタ教育や収集趣味など、色々なものに影響されやすい所がある。愛煙のたばこは「しんせい」。いとこと顔が似ている（いとこの奥さんは妻のトモエに似ている）。太平洋戦争中は南方戦線に出向き、同じ部隊には後にトモエとともに幽霊を見る戦死した戦友の牛島一等兵がいた。終戦後除隊、神田川そばのアパート（管理人は神保ハル）に住みながら、大日本帝国陸軍での自動車整備の技術を生かし、「ジ（ヂ）ャイアント自動車」という会社に勤め、そのたくわえを生かして鈴木オートを開業。夕日町の草野球チームでは1番レフトを務める。
映画版では原作とは正反対のキャラクターであり、かなりの関白亭主気質で気性が荒く、本気で怒ると手が付けられなくなる人物に変更された。また、一平の頭を容赦なく殴るなど、原作で言うトモエに近い部分がある。
鈴木トモエ（すずき トモエ）
則文の夫人。鈴木オート副社長。31歳。三丁目の多くの人が認める美人である。普段は専業主婦だが、夫の鈴木オートの仕事を手伝ったり、六さんが来てからは鈴木オートの経理などもする。山本信夫という幼馴染の婚約者がいたが戦争で生き別れ状態になり則文と結婚した。信夫と後に再会し、一平が桜の木から落っこちた際に病院まで運んでくれた。三丁目に越す前は神田川そばの小さいアパート・若芽荘で家族3人で住んでおり、ビーズ刺繍の内職をしていた。普段はやさしい女性だが、一平が起こすトラブルは絶対に許さない（お仕置きに一平の尻を叩くなど）。綺麗な包装紙を集めるのが趣味。家事の合間に生け花を嗜む。若い頃に則文にオート三輪を買い与えるなど内助の功がある。従兄の三女は杏子。
実写映画版では原作以上に穏やかな人物像であり、一平を叱り飛ばす事もない。
星野六郎（ほしの ろくろう）
鈴木オート従業員、東北から集団就職した。八人兄弟の六人目。特技欄に『自転車修理』と書いたつもりが「転」の字のつくりの部分を「力」と間違えて書いた為、自動車修理ができるものと思われて雇用された。則文は当初は一人前の自動車整備工にしようと厳しく指導していたが、その事が六郎を追い詰めていた事を知り、今は優しく教えている。その後は順調に腕を上げ、則文の勧めで研修にも出張しさらに腕を磨き、技能オリンピックの国内選考会に出場した時は最終予選のメンバーに残るほどになっている（61巻『六さん技能五輪へ行く』より）。最終予選では上位入賞者のあまりの技術の高さに圧倒され、「まだまだ井の中の蛙でした」と則文に報告していた。
基本的には真面目で温厚な働き者。年齢は20歳前後、ニックネームは「六さん」。猛男とのり子という同級生がいる。オートバイにも乗れる。長嶋茂雄のファン。救急車を修理したところ、偶然長嶋に見られていて、長嶋が来賓であった夕日会館の成人式で褒められている。一時期、自家用車を持ったことがあるが、運転すると性格が変わってしまい、結構乱暴者になってしまう困った癖がある。
月賦でステレオを買ったが、支払いが出来ず返品した事がある。鈴木オートの客に財布の盗難の疑いを持たれたが、その客の勘違いだった。
恋愛に夢中になることが多いのだが、大抵の女性には歯牙にもかけてもらえないまま一方的に振られてしまう（または、想い人がいてあきらめざるを得なくなる）など女運に恵まれておらず、作中ではたびたび失恋のシーンが描かれている。髪の毛をあげると実はハンサムで、イメージチェンジして海で恵子という女性といい感じになったこともあったのだが、結局それも実らなかった。隣の部屋に引っ越してきた松原千代子という息子（政男）連れの女性に一目ぼれしたが、プロポーズを決意した矢先に別れた夫が連れ戻しにきてしまい、諦めたこともある。
鈴木オートで3年住み込みをした後に上京した妹と同居。夕日町の草野球チームでは6番ピッチャーを務める。映画版では「六子（むつこ、愛称「六ちゃん」）ちゃん」という少女に変更されている（雇用された原因も則文が読み間違えたことになっている）。
星野サクラ（ほしの サクラ）
六郎の妹。八人兄弟の七人目。中学卒業後、東北から集団就職で入社した電機メーカー、松上電機工業に勤務。17歳前後。中学時代に県で2位になったほど習字が上手く、初期は工場で製造ラインに勤めていたが、工場内の標語をしたため掲示していたところ、その筆さばきを見た会社の会長に気に入られ、事務職に転職した。また、そろばん2級も持っている。営業の東山さんに可愛がられており、サクラも好意を持っていたが、東山は大阪の本社に栄転してしまった。山口という元全学連の男性を家に連れて来た事がある。先輩の松岡慶子に親切にされるが、彼女は失恋で会社を辞める。体はあまり丈夫ではなく、特に乗り物酔いが激しい。夜は夜間高校に通い、通信教育で簿記を習うなど、勉強熱心である。六郎と第一もぐら荘というアパートで暮らす。六郎と海へバカンスに行った際、派手な若者4人（河田、山本、松下、陽子）と知り合う。中学校の修学旅行で東京に来た時、六郎に有楽町に連れて行ってもらった。

## 茶川家
茶川竜之介（ちゃがわ りゅうのすけ）
三丁目で駄菓子屋の茶川商店を経営している50代男性。12月5日生まれ。東京帝国大学（現東京大学）文学部卒。○○県遠井郡蛇口村出身。東大卒らしくインテリ風の風貌であるが、普段はそれよりもうらぶれた印象の方が強い。少年時代は頭が良く「神童」と呼ばれ、後に東大へ進学するも、卒業後に家を継がなかったことから、本家の叔父からは絶縁される。以来小説家を目指し奮闘するも、芥川賞に29回連続落選（第6回だけは「悲恋東海道」で一次選考を通った）。妻も子も無く、店のクジのスカを水増ししたり、若夫婦の大石一家を妬んで嫌がらせをするなど、ひねくれた親父と言われるようになる。しかし子供向けの冒険小説「少年冒険団」の執筆と、後述の淳之介を引き取った辺りを境に転機が訪れ、それまで不運続きだった人生も好転しつつあり、人柄も丸くなりやさしくなる。ただし、店のクジのスカを水増しする行為は続けている模様。
女性とは縁がなく、それなりに色気はあるのだが未だ独身。木下志麻という未亡人と文通をしたことがあり、途中までは中々盛り上がっていたのだが、向こうに乞われて自分の写真を送ったとたん返信が来なくなってしまい、自然消滅した。その後、小森民子というおばあちゃんに恋したことがあり、こちらはお互いに憎からず想い合っていたものの、民子側の子供達（皆民子の遺産を狙っており、がめつく意地悪な言動を繰り返していた）に阻まれて結ばれず、民子は後に親戚をたらいまわしにされた挙句、亡くなってしまった。サギ商売のニコニコ結婚相談所に入会した事がある。
冒険小説が単行本化されたことから、故郷の村では地元の有名人として一目置かれ、帰郷した際には本家とも和解した。叔父は死去しており、本家は長男で竜之介のいとこ耕之介が継いだ。冒険出版社の中村編集長の子ども達も彼のファン。その他の連載作品は「電人少年」(初の単行本となった)、「銀河少年ミノル」、「宇宙少年ヤマト」、「魔獣男爵｣。アイディアに詰まった時、淳之介の書いた小説のアイディアを拝借したことがある。学生の頃、仲間と同人誌「エスプリ」を作っており、そこでの名前は「茶川竜之助」であった。実は「人形砂吉」のペンネームで、カストリ雑誌「猟奇エロス」に官能小説「女体曼陀羅」、「淫欲の獣人」の執筆もしている。夕日台高校の文化祭の講演会を依頼されたが、当日になって断られたことがある。女優の京チマ子のファン。夕日町の草野球チームでは監督を務める。なお映画版では主役の扱いになり、年齢も32歳という設定に変更された。
石崎宏美（いしざき ひろみ）
ホステスの女。水商売を中心に全国の様々な場所を転々としており（三丁目のキャバレー「天の川」で松下平吉の相手をしたり、「キャバレーバスガール」ではバスガイドのコスプレをしたりした）、そのため人脈がかなり広い。茶川とは恋文の代筆をしてもらうという形で知り合った。淳之介を茶川に紹介したのも彼女であり、母の和子とは旧知の仲。居酒屋やまふじの女将の代理をした時は、自身の人脈を利用して客を呼び寄せ、やまふじの年間売上額を1ヶ月で稼いだ。
明るく天真爛漫なキャラでそれなりに可愛い女性なのだが、男運が無いので数ある恋も成就せず未だ独身。元ネタはベティ・ブープであり、作品中において、ベティ朝岡の芸名でピンク映画に出演したこともある。出身中学は松原中学校で、同窓会中に憧れだった石坂考次が逮捕されるのを見た。
ただ、本人もわりとちゃっかりしたところがあり、世間体などの都合で茶川の姪を勝手に名乗っている。結婚詐欺などを働いたり、警察に追われたりしたこともある。幕之内伝二郎という70過ぎのパトロンを見つけ、夢だったバー「ヒロミ」という自分の店を持つが、彼はボケていて家のお金を持って家出をしていた身だった為、家族が引き取りにきて店は畳む羽目になった。
母親は箱根湯本の芸者で、形見の箱根細工を開けるために茶川と箱根に行き、製作者の定九郎を訪ねたことがある。中身はヒロミ名義の通帳とハンコと指輪だった。なお映画版では居酒屋「やまふじ」の店主を務めている。
古行淳之介（ふるゆき じゅんのすけ）
小学4年生の少年。母親が公然わいせつ罪で警察に逮捕拘留されたことから、宏美の紹介で茶川宅に居候することになる。しかし釈放後も母親は失踪して引き取りに現れず、その後も茶川との同居生活が続き現在に至る。血は繋がっていないが茶川の子供の頃に似ており、頭も良く素直でやさしい子なので、茶川は実子同然に淳之介を育てている。小説の才能もあり、小学生作文コンクールで特選を取ったり、茶川の原稿の清書や字の校正をしたり、彼のアイディアが茶川の少年冒険小説に使われたこともある。将来の夢も小説家。
母親とは時々会ったり手紙を貰うこともあるが、彼自身は母に見切りをつけている節があり、茶川の方に信頼を寄せていることから復縁は難しい状態である。68巻で母が病気で他界し、最後まで復縁は叶わぬままだった。
運動が苦手で、同じクラスの一平に逆上がりを教えてもらったことがある。金魚を飼っている。生まれつき心臓に持病があったが、手術して治った。茶川が用意したサンドイッチマンが化けたサンタクロースからクリスマスプレゼントに万年筆を貰って大喜びした。
物心ついた頃から母親が数多の男性と付き合っていたことから、父親は不明。なお、一度父親を名乗る川淵康成（文壇の大御所とされる小説家、モデルは川端康成）に引き取られたが逃げ出し、後に血液型鑑定で血縁関係に無いと証明された。なお映画版では川淵の職業や年齢が異なり、実父とされている。
実母の死後は茶川の養子となる形で「茶川淳之介」に改名した。
古行和子（ふるゆき かずこ）
淳之介の母。美人でスタイルも抜群だが、付き合う相手をコロコロ変える天性の男殺しでストリッパー。芸名は「ローズ星」。いつも淳之介を連れて劇場で働いていたが、ある時公然猥褻罪で逮捕され、宏美を通じて茶川に淳之介を預けることになる。
釈放後は行方不明だったが、その間も様々な男と付き合っていた。使える男に対しては金などを出せるだけ出して貰い、使えない男に対しては情け容赦なく見切りをつけるという、非常に自己中心的で打算的な性格の持ち主。それでも実子の淳之介に対してはそれなりに愛情はあるのか、淳之介の心臓の手術費用と手術の同意書をこっそり病院に持ってきたり、時々会ったり手紙を出すこともある。しかし先述の通り淳之介は彼女に対し良い感情を抱いておらず、茶川の方を実の父のように信頼していた。
68巻で半年前に病で倒れて入院し、もう長くないことが判明した。紆余曲折あり、それを知って茶川と共に見舞いに来た淳之介と再会した日の夜に他界。 死ぬ間際まで淳之介の写真を大切に持ち、淳之介を迎えに行けなかったことを悔やんでいた。 名前は「吉行和子」をもじっている。映画版では原作と性格がやや異なり、どちらかというと原作の石崎宏美に近いものとなっている。

## その他主要人物
連載初期のみなど一時期だけ登場していた人物もいる。幼い頃から大人までの成長が描かれている人物の世代分けに関しては、基本的にこの作品の舞台である昭和30年代時の年齢の世代に分類する。

### 三丁目の商店　関係者
鈴木オート
自動車修理販売店。詳しくは上記の鈴木家の項を参照。
ナチュラル電気
三丁目の電気店。三丁目の家電関連の販売修理は主にここが請け負っている。高度成長期の家庭電化時代を迎え忙しくなる。
松下平吉（まつした へいきち）
ナチュラル電器店店主。妻・久子の父親が開いていた小さなラジオ修理屋を1件の電器店に拡張させた。かつては妻や義母に逆らえなかったが、同じ婿養子であった西郷さんの話を聞き、一家の主人としての地位を確立した。夕日町の草野球チームでは2番セカンドを務める。
下町電機商会
三丁目の電気店。鈴木則文がトモエに洗濯機と電気釜を買った店。
松沼おもちゃ店
三丁目で人気のおもちゃ店。大型店の進出などで一時期経営が苦しくなるも、息子のひろしら子どもたちの口コミ作戦などで持ち直した。羽子板も売っている。
大木戸建具店
三丁目の建具店。
大木戸留男（おおきど とめお）
妻の春代を亡くし、娘のミチコと二人で暮らしている。14歳の時に松竹屋建具店の松竹杉太に弟子入りし、娘の桐子の婿になり店を継いで欲しいと言われていたが、戦争により杉太と桐子は死亡。それ以降、残された杉太の妻の元を何度も訪れタダで仕事をしたりしている。隣に住む戦争未亡人の細川宮子に惚れるも、彼女はミステリー作家で妻を亡くしている西村静一に惚れていた。ミチコに凧を作ってと頼まれたとき、建具の戸を凧にして作った。野口京子という女性とお見合いをするも断られた。夕日町の草野球チームでは7番ファーストを務める。
高木寫眞館
技術の高さが評判の、三丁目で唯一の写真館。小さいながらも撮影スタジオなどを構え、町内の冠婚葬祭や学校の行事などの写真撮影を一手に引き受けている。現在は婿養子が店を継いで経営している。
高木さん（たかぎさん）
高木寫眞館の店主。眼鏡をかけた中年男(推定40代半ば～後半)で、娘のモモ子と二人暮らし。腕は良いがケチで、フィルム代やバイト代を極端にケチるため、従業員の北原としょっちゅう口論になっていた。
北原健二（きたはら けんじ）
かつて高木寫眞館で働いていた、カメラマン志望の青年。天涯孤独で金も無く、カメラや引き伸ばし機はガタガタ。フィルム代や印画紙代にも苦労した事から、高木家の娘モモ子に取り入り、店を自分のものにしようとした。彼が来てからは店も繁盛し、店主も彼を気に入り店を継がせる気でいたが、ある時、彼の撮った写真がカメラ雑誌で優秀賞を取る。それがきっかけでもっと高みを目指そうと決心し、全てを投げ打ち高木寫眞館を出て行く。
5年後に望み通りプロカメラマンとなるも、ヌード写真中心で写真が載るのもほぼエロ雑誌なこともあって、心のどこかに虚しさを感じるようになる。そして再び高木寫眞館を訪ねるが、モモ子は夫と幸せな家庭を築いており、自分はもうここへ帰ることは出来ないのだと悟ることになる。
日真田探偵事務所
雑居ビルの2階に事務所を構える三丁目で唯一の探偵事務所。住所は夕日町3丁目3番地。1階は薬局の三共ファーマシーが入っている。
日真田大造（ひまだ だいぞう）
三丁目で探偵事務所を個人で経営している私立探偵。第8集の「日真田氏飛出す」で初登場。三丁目の夕日のミステリー関連のエピソードはほとんどが彼絡みの話となる。探偵としての推理力は確かであり腕も立つが、普段は人探しや興信所まがいの仕事が多い。
第11集「忘年会の夜」では、出版社社員の金田文男の依頼で無くした多田野一作の原稿を探すが、犯人はスランプに陥っていた多田野本人だった。第15集「飛べ！伝書バト」では探偵に憧れる小学生の小林が助手になった。第22集「サンセット33」での茶川さんがのぞき疑惑を持たれた事件では、名推理で真相を解明して事件を解決した。第25集「ねぎぼうず」では、ヒマにもかかわらず仕事が忙しいともったいぶりつつ、淳之介の母親を捜して欲しいという茶川先生の依頼を引き受ける。第45集「追跡」では、女性の捜索の依頼に奮闘しようやく見つけたその女性の正体はタヌキであった。第46集「出血サービス」では、小松由紀と進という子どもから家出した母の江美子を探してくれと依頼され、少ない依頼費で捜索し足取りが掴めないでいた所、小松家の前に帰ってきていた江美子を発見し、夫との関係を修復させた。
たまに探偵仲間の3人と麻雀をすることもある。九州出身。粉末ジュースをよく飲む。夕日町の草野球チームでは3番ショートを務める。
居酒屋 やまふじ
居酒屋。安くて料理が美味く、美人女将のお富さん目当てに通う常連客も多い。三丁目の男性は、辛い目に会うとここに来て愚痴をこぼしお富さんに慰めてもらう。
お富さん（おとみさん・本名不明）
居酒屋「やまふじ」を経営する美人女将。若干無愛想であるが、茶川など男性客にファンや常連客も多い。なお、映画版では石崎宏美が店主となっている。長谷川一夫の大ファンで、思いつめ過ぎて自殺未遂をしたことがある。宏美の死んだ母親に似ているらしい。
薄井文房具店
子供たちに人気の文房具店。子供たちに対し親切で丁寧なことが人気である。
薄井信夫（うすい のぶお）
薄井文房具店の若主人。大学を中退して死んだ父のこの店を継いでいる。子供たちに対し親切で丁寧な接客をする、真面目で働き者の三丁目でも評判の好青年。山の手のお嬢さんとモールス信号を使って密かに交際していた。
前田孔版
印刷屋。いわゆるガリ版刷り専門だが、技術は高い。
前田さん（まえださん）
前田孔版の店主。頭の薄くなった中年男性(推定40代末)で、大きな角眼鏡をかけている。孔版にかけては日本一と言われるほどの腕だが、オフセット印刷を導入した同業者に客を取られ、店が閑古鳥。
当時現実に起こったニセ札事件にヒントを得、当時の千円札を模したチラシを作って、技術力をアピールしようとした。しかしスクーターで運んでいる途中で落としてしまい、鈴木則文に拾われる。
警察で大目玉を食らうが、この件が評判になって店はまた繁盛した。
稲葉流空手道場
2年もの間入門者がいない空手教室。やがてケンカに強くなりたいという理由で一人の学生が入門する。
稲村妻三郎（いなむら つまざぶろう）
空手五段の師範。通称「稲妻五段」。イナズマ型に薪や瓦を割ることができる。空手をバカにされたと勘違いし、竜巻五段に果し合いを挑む。壮絶な大激闘の末引き分けに終わり、三丁目の人々を感動させ、空手の入門者を増やすことができた。
柔道 竜巻道場
一平たちが通う柔道教室。
竜田巻五郎（たつた まきごろう）
柔道五段の師範。通称「竜巻五段」。稲妻五段と決闘をするも、実はもともと二人は仲良しで決闘は出来レースだったという噂もある。
柳生道場
石橋ワタルが通う剣道教室。
大石商店
三丁目の燃料店。炭や石炭、練炭、薪などを扱う。
大石さん（おおいしさん）
大石商店の主人。ケチな性格で家の火鉢の炭を少なくしたりして、冬でも家の火の気は少ない。一方ではクリスマスの日にサンタクロースのコスプレをして、聖小羊園などの施設を回って子ども達にプレゼントをあげるというボランティアをしている（曰く「道楽」）。このため、クリスマスの日だけは妻が店番を一日中行う。妻と息子がいて、息子の溜男は一時家出をしていたが後に戻り店の仕事を手伝う。留吉という従業員がいた時は家族はいなかった。
留吉さん（とめきちさん）
大石商店の従業員。鹿児島出身で9人兄弟の末っ子。大の寒がりで暖かい仕事だろうと燃料店に就職。冬の寒い配達が多く当てが外れるが、一生懸命仕事をする。駒子という女性に惚れ、クリスマスにカメオのブローチをプレゼントしたりするが、駒子は田淵という暖房器具会社に勤める男と結婚した。
石野豆腐店
三丁目の豆腐屋さん。
石野吉男（いしの よしお）
石野豆腐店の息子。忙しい両親の代わりにおばあちゃんの世話をするのが役目。おばあちゃんはやがて死に、妹が生まれる。
丸山精肉店
三丁目の肉屋さん。第4集の「コロッケ戦争」の時には、店の前に出店して来た松坂屋精肉流通センターと、3ヶ月間に及ぶコロッケの安売り戦争を繰り広げた。
丸山さん（まるやまさん）
丸山精肉店の店主。丸顔で小太り、人の良さそうな中年男性(推定30代後半)。奥さんがヒステリーで、夫婦喧嘩が多い。その時に奥さんが投げつける皿がUFOと勘違いされて、｢三丁目七不思議｣の一つにされている。たまに三丁目の商店経営主の面々を集めて、キャバレーや競馬やブルーフィルム（今で言う裏ビデオ）鑑賞会に繰り出すことがある。なお、他の店と異なり丸山家の奥さんは作中一度も姿を見せたことが無い。夕日町の草野球チームでは5番キャッチャーを務める。
夕日キネマ
映画館。浅丘ルリ子に似た女性がチケットのモギリをしていて六さんが惚れるも、その子は辞めていなくなってしまった。以降、六さんは映画を見るのを辞めてしまった。
八百銀商店
三丁目の八百屋。
若尾アヤコ（わかお あやこ）
八百銀商店のおかみさん。テレビ番組の変身コーナーに出演したことから化粧やファッションに凝りだし、八百屋の仕事を犠牲にするが、化粧のし過ぎでかぶれてしまい、元通りに戻った。夫と三人の子どもがいる。
八百清
八百屋。加藤姉弟が買い物をした。
田所青果商
三丁目の八百屋。
田所正平（たどころ しょうへい）
田所青果商の息子。貧乏だったが「青井電機」で働きながら夕日高校の定時制に通い、「AOI電機」の係長になり、現在は「タイガースマンション」で妻と息子と暮らす。10歳の時に姉が他界し、その姉の幽霊が息子の洋一郎を自分の昔の時代へ連れて行った。弟や妹もいる。
鮮魚 魚清
魚屋。三丁目の猫にはよく売り物の魚を取られる。そのため後に番犬のポン太を飼っている。不動産詐欺に引っかかりそうになったが、危ういところで逃れる。主人夫妻は容姿や年齢が全く変わらないのに対し、子供たちの構成は登場する度に異なっており、何人いるのかはっきりしない。娘の和子の登場回では、和子の彼の鴨池ダン吉を紹介されるが商売敵のスーパーの息子と知り主人は大反対するも、「魚の雨でも降らない限り認めない」と行った矢先に空から魚が大量に降ってきて（ファフロツキーズ）、和子の結婚を認めざるを得なくなってしまった。
タキダ洋裁店
三丁目の洋裁店。
滝田セツ子（たきだ セツこ）
洋裁店を経営する女性。10年前に戦争で家族を亡くし、残った娘の葉子を生活苦で孤児院に捨てた。娘のことを忘れられないでいるある日、森山という男性が娘の淳子の服を作りに店に来店。森山と親密になったセツ子は淳子の母になってくれと言われ、同時に淳子が10年前に捨てて捜し続けた葉子だと判明し、森山と結婚した。葉子には本当の事を言わないでいるが、それでもセツ子はようやく会えた娘と暮らせて幸せだった。
テーラー森
三丁目の7番地にあるオーダーメイド紳士服店。
森新一（もり しんいち）
戦争から戻り、酒癖の悪い父の代わりに店を立て直すことを決意。最初は軍服をスーツに仕立てていたが、父の友人である「巴里テーラー」の中野さんが居候したことで研究をし、店も繁盛していく。後に妻をもらう。
中野さんは戦争で行方不明になった婚約者を5年間探し続けていたが、諦めて新宿に同じ名前の店を出す。実は赤線で働いており、丁度救急車で運ばれるところを新一は見かけたのだが、中野さんには黙っていた。
三河屋酒店
酒や調味料を計り売りする酒店。
千代子（ちよこ）
中学卒業後すぐに店の手伝いに入る。本当は高校進学に憧れていた。数年後、お見合いで吉岡英二という男性と出会い嫁に行く。
酒井酒店
酒や調味料を計り売りする酒店。
酒井美佐子（さかい みさこ）
夫と酒井酒店を経営。夫の母が他界後にルビーの指輪を授けてくれた。娘・陽子と息子がいる。夫の妹、和子はルビーの指輪を欲しがっていた。
藤川酒店
酒や調味料を計り売りする酒店。ミッちゃんが父のお酒を買いに行く店。
信州屋酒店
酒や調味料を計り売りしたり御用聞きをする酒店。
大田大介（おおた だいすけ）
信州屋酒店で御用聞きや配達をするまじめな16歳。だが集金だけはなかなか任せてもらえない。そろばん二級を持っている。迷子になっていた長江由美子を家まで送り届けた。
田村乾物店
三丁目の乾物店。ご主人の死後は乾物屋を廃業し、妻が飲み屋の「小料理田村」を開業。妻の再婚後は儲けの薄い飲み屋を廃業し、金物店の「堅井金物店」を開業した。
田村優子（たむら ゆうこ）
お店を手伝う暗算が得意な可愛い一人娘。赤ちょうちんで飲んでいる父や他の大人を見て酒飲みが嫌いになるが、大人になって酒飲みの気持ちがわかるようになる。母の再婚後、二人の義弟ができる。
雨宮カサ店
三丁目の傘屋。4年3組の雨宮由美が店番をしている。
夕日町三丁目教会
三丁目の聖マルコポーロの教会。
高田神父（たかだしんぷ）
キリスト教の中でも厳格な聖マルコポーロ「原罪派」のエリート青年牧師。「過去三人の神父が全て失敗した恐ろしい町」と言われる夕日町三丁目の教会にやって来る。しかしそこは前任の関根神父の影響で、日曜学校に来る子どもはカード目当て、老人はおしゃべりの場、若者はフォークダンスをしに来るという場になっていた。初めは改善しようと試みるも、厳格なやり方では人が集まらないことを知り、やがて柔軟に対応するようになる。
ある時女性と逃げたという関根神父と偶然再会し、『この町は皆善良で「人はみな罪人」という教えが信じられなくなり、自分自身の幸せを見つけたくなり教会を辞めた』という話を聞く。その後、高田神父は頑張って信者を増やしていき、「神の愛」を説諭していく。
カナカナ寺
夕日町唯一の寺。カナカナ寺は通称で正式名は日暮寺。夏休みに子供たちが掃除に来たり、境内で肝試しが開かれる。テレビ番組「正義の味方スーパー仮面」のロケ場所となったことがある。初代住職は円空海僧正。
日暮行徳（ひぐらし ぎょうとく）
日暮寺(カナカナ寺)の三代目。二代目の父に反抗し坊主にはなりたくないと思っていたが、父の弟の五色坊弁慶が寺を壊して金儲けに走る姿を見て、寺を継ぐことを決意した。
日の出ソロバン塾
一平たちが通うソロバン塾。
甲森書道塾
坂上やす子が通う書道塾。
甲森先生（こうもりせんせい）
甲森書道塾の先生。60歳を越えているのに若々しくハンサムなので三丁目の奥さま方に人気があったが、実はカツラと入れ歯をしており、やす子が母に喋ったために町中にその事実が知れ渡ってしまった。
駅前不動産
夕日町の不動産屋。社長は熱帯魚を飼育している。北条夫婦、角松子らが物件を見に来た。
茶川商店
駄菓子屋。三丁目の小学生たちがよく利用する店。1回5円のくじ引きは、店主の茶川さんがスカを水増ししている為に、まともに引いて当たりが出たのは作中でも数回しかない。店主の茶川さんについては上記の茶川家の項を参照。
うさぎ屋
菓子店。洋菓子、和菓子他、ABビスケットやゼリービーンズなどの小菓子の量り売りもやっており、安く大量に買えるので、三丁目の小学生もよく利用している。
甘井菓子店
菓子店。アイス会社の手違いで、すべての棒アイスから当たりが出るという珍現象が起こった。
はづき
三丁目の和菓子屋。加藤ひろ子とひろしが祖母のために水ようかんを買いにいった。
川上商店
三丁目の雑貨店。
川上金太郎（かわかみ きんたろう）
若い頃はプロ野球の2軍選手だったが、戦争に招集され、終戦後カムバックするも引退した。妻と二人の子どもがいる。夕日町の草野球チームでは4番サードを務める。
岩本小鳥店
三丁目の小鳥店。一平がジュウシマツを買った。
高田洋品店
三丁目の洋品店。ミッちゃんが叔母の秋子にあげるエプロンを買った。
板井歯科医院
一平たちがよく連れて行かれる歯医者。
歯医者の名前の通り、治療は痛い。
吉田屋商店
食パンやお菓子などを扱っている商店。食パンにはジャム、バター、ピーナッツバターをたっぷりと塗ってくれるので、地元の高校生が下校時によく買っている。
バーバー野村
理髪店。後に息子の義男が継ぐ。
スミちゃん
バーバー野村の住み込みの従業員。お客の槇原さんが殺人犯の巻田熊男に似ていて警戒するが、槇原は三丁目の人々に好印象を持たれている。正体を暴こうと槇原とデートを重ねるうちに彼は刑事だと知り、後に二人は結婚する。
野村義男（のむら よしお）
バーバー野村の一人息子。いつも見習い従業員の練習台にさせられている。中学生の時の見習いに来た順子さんに恋心を抱いた。その頃から親に反抗し練習台を拒否し、自分でレザーカットするようになる。その後バーバー野村を継ぐ。母はシゲ子。ひいおばあちゃんの田舎でキノコ狩りをしてたくさんマツタケを採った。中学生になるとなかなか田舎に行くことができず、知らぬ間にひいおばあちゃんは99歳で死んでいてショックを受けた。
間黒寿司
三丁目の寿司屋。
間黒須志夫（まぐろ すしお）
間黒寿司の二人息子の長男。お正月に忙しい両親がかまってくれないことを僻むが、友人の川村章一の父は九州に単身赴任していて普段はずっと会えないということを知り、いつも父が家にいることを改めて嬉しく思った。
大森庵
三丁目の蕎麦屋。大晦日に大繁盛し、主人と妻、息子、九、飼い猫のタマらで協力しながら三丁目の人々に出前を届ける。
カワシマ美容院
ご主人は貴金属のブローカーをしていて、家計を支えているのは美容院を経営している奥さん。二人の娘と、従業員の宏美（ある日いなくなるが）がいる。ご主人はよく料理をする（得意料理はライスカレー）。
近藤スポーツ用品店
三丁目のスポーツ用品店。
近藤さん（こんどうさん）
かつて甲子園に出場しプロを目指したが、戦争の負傷により断念。息子の豊に夢を叶えてもらうべく、一平達が所属する少年野球チームの監督をしながら実力もない豊を4番バッターにし、無理だという言い張る豊を厳しく特訓するが、本当は漫画家になりたい豊は、野球を強要する父から逃げるため家出した。そして同じく勉強を強要されたチームの山下大助も家出してきて、二人は豊の祖母の家がある北海道にいくため、貨物列車に乗り込んで逃げようとする。だが冷凍車だったため危うく命を落としかけ、病院行きとなった。助かった豊を見て、近藤さんは豊に夢を押し付けるのをやめようと決意した。
美咲園芸店
三丁目の園芸店。大杉勝男が母にあげる花を育てるため花の種を買った。
古池流生け花教室
三丁目の生け花教室。ハンサムな男が先生をしている。トモエが通う。
中田運送
三丁目の運送屋。
中田四郎（なかた しろう）
中田運送の経営者。家族に妻の新子、娘の真美と飼い猫のタマがいる。実家は熱海の旅館で、年末に家族で呼ばれ大型三輪トラックで行ってみたら従業員の人手不足のために仕事の手伝いをさせられた。その際、タマが三丁目の猫達を引き連れてトラックに乗り込み、旅館で新年旅行をしていた。
喫茶 スワン
昭和30年代には珍しく本格的なコーヒーを出す喫茶店。六さんが入り浸っていた時期もある。
松原チエ子（まつばら チエこ）
クラブ歌手をしており、レコード会社の人間(を装うサギ師)に騙されたところをマスター・白鳥さんに助けてもらって結婚し、今は一緒にスワンで働いている。26歳の時、再度レコード会社からオファーがあって乗り気になったが、またもやそれはサギだった。
名曲喫茶 ロンド
多数のSP盤が並ぶ喫茶店。
大原さん（おおはらさん）
重役昇進の話を断り、定年退社後、趣味のSP盤と好きなコーヒーを仕事にしたいと、この喫茶店を奥さんと始める。
安野書房
書店。鈴木則文がスパルタ教育の本を買った。
キンタロウ文庫
三丁目の貸本屋。一平や大石キミ子らが借りに来る。
森進一（もり しんいち）
キンタロウ文庫の経営者で、劇画家志望の21歳。苦労の末、単行本を1冊出す。
古本堂
古本屋。主人は郷土史の研究をしており、一平が夕日小学校のOBの山本竜馬の宝探しをしていた時に、同じ場所で夕日城の城跡を発見することができた。
東部警察署
夕日町の警察署。
人見鬼吉（ひとみ おにきち）
超人的な勘を持つ東部警察署の敏腕刑事。50歳。妻・春代を亡くしていて娘の愛子を男手ひとつで育ててきた。ある日、愛子が彼氏の黒沼健一を連れて来たが、彼を指名手配の凶悪犯・黒星源太と勘違いする。
夕日町派出所
三丁目の派出所。夕日町三丁目は日本一犯罪の少ない町。
松谷（まつや）
三丁目の派出所に勤務するお巡りさん。息子は正義（まさよし）で、子どもの頃は父を尊敬していたが中学生になると反発し始め、大学ではデモなどをしていたが、真面目に就職した。孫（正義の息子）は洋平。
鬼熊（おにぐま）
凶悪犯罪多発日本一の仁王署から、乱暴ですぐ発砲するから頭を冷やせとの理由で転属された巡査。初めは人相が悪いと怖がられていたが、三丁目の人々の温かさに触れていくうちに表情も柔らかくなり、町にとけ込んでいった。半年してもとの仁王署に呼び戻されるが、いつか平和で暖かい三丁目に戻りたいと願う。
山口四郎（やまぐち しろう）
24歳の巡査。野村美衣子というネコ顔の女性に一目ぼれしプロポーズする。彼が昔親に内緒で飼っていたネコの名前もミーコだった。美衣子も小さい頃、シロという四郎似の犬を飼っていた。
夕日台郵便局
切手収集が趣味で一平とよく切手の話をする職員がいる。電報も扱っている。
坂東高広（ばんどう たかひろ）
三丁目の郵便配達員。茶川竜之介によく似ている。四畳半二間の家に妻と4人の子どもと暮らす。悩んだ挙句、妻の理解もあって70歳の母を引き取ることを決意。田村家に養子に行った弟の正和と妹の和子と三人で田舎に迎えにいった。長男の和夫がタローという犬を拾ってきて一度は飼うのを反対するも、その後坂東家の一員となる。タローは6年目の春に病気で死んだ。
関谷時計店
三丁目の時計店。
関谷さん（せきやさん）
子どもたちに「天文好きのおじさん」と呼ばれる人気のおじいさん。自宅の屋根の上に作った天文台から新すい星を発見し、孫のとも子の名を付けた。
松の湯
夕日町唯一の銭湯。昭和30年代はお風呂の無い家も多かったので、作中では町内の住人によく利用されている。なお浴槽内には、鈴木オートなどの三丁目の商店の広告も入っている。
宅間医院
内科・小児科の医院。作中では宅間先生が町内をスクーターで往診に回るシーンが頻繁に出てくる。
宅間史郎（たくま しろう）
宅間医院の医師。推定50代ないし60代。戦争の空襲で妻とおかっぱ頭の娘を亡くしており、現在は一人暮らし。貧しい家の人も無料で診療することから三丁目の人間に敬われているが、注射嫌いの子供からは「アクマ先生」と怖がられている。クラシックが好きでバイオリンが弾ける。作中では、スクーター（ラビット）に乗っているシーンが多い。また『鎌倉ものがたり』にも登場している。
竹矢部総合病院
三丁目にある病院。宅間医師が手に負えない病気や交通事故などで登場する。車にはねられた一平や胃潰瘍になった茶川先生、心臓病で倒れた淳之介が入院したことがある。
竹矢部医師（たけやぶいし）
竹矢部総合病院の院長。推定40代後半～50代初め。助からない病気の患者には「ストレス性胃潰瘍」との診断結果を出すくせがあるらしい。虫歯持ち。相当な鉄道模型マニアで、西ドイツ（当時）のメルクリン社製の模型を多数所持し、国産モデル派の山浜さんとよく言い争いになる。
和仁病院
皮膚科の病院。八百銀商店の奥さんが慣れない化粧でかぶれた時にはここを利用した。
夕陽総合病院
近藤正彦が一目ぼれする松原小百合が入院していた。
雨宮病院
第26集「もがり笛」で堀チエミが入院した病院。
アサノ薬局
三丁目の薬局。六さんが熱を出したサクラのために、夜中に主人を叩き起こして薬を買った。一平が風邪薬を買いに行ったら主人も風邪のために店は閉まっていた。ビタミン剤と睡眠薬をよく間違えるおばあちゃんがいる。
夕日町消防署
三丁目の消防署。
署長（しょちょう・本名不明）
火災死者ゼロ連続3000日達成に向けて、防災運動に熱心に取り組む消防署の署長。そんな彼に家族は愛想を尽かし家を出てしまうが、身を寄せた妻の実家が火事になり、夫の信念を痛感して戻ってきた(実家の家族も連れてきた)。
くじら家
大衆食堂。安いので近くの工場の従業員や学生に人気。
西岸眼科
三丁目のどこかに存在するらしい眼科。作中のあらゆるシーンに電柱看板だけは頻繁に出てくるが、連載開始から30年以上経った現在も詳細は一切描写されていない。大きな目の絵が看板の特徴で、比較的夜のシーンに多く登場するため、不気味さも醸し出している。アニメ版では名称が山岸眼科に変更されている。

### 社会人
大石キミ子（おおいし キミこ）
タケオと16歳の時に結婚し夕日町三丁目に引っ越してきた若夫婦。旧姓は中村。世の中の右も左も分からない10代の若い時期に娘のミヨ子をもうけてしまい、生活に追われ子育てにも苦労していたが、三丁目の町内の住人の暖かい助力などもあり次第に大人へと成長していき、現在は貧しいながらも親子3人で幸せな日々を送っている。本作でのキミ子は、主に初期〜中期によく出演していたキャラクターだったが、本人らの生活が安定してくるとあまり登場しなくなる。その後しばらくの間は作中での出演機会に恵まれなかったが、2000年代に入ると再び登場するようになった。年頃になると容姿やスタイルが良くなり、街を歩くと道行く男の人に美人だとチラチラ見られたり、夏の旅行の際には水着コンテストで優勝したこともある。本人は自分が美人であることを自覚しておらず、周りに子供っぽく見られる事を多少気にしている。昔実家の隣に住んでいた中学時代の二つ年上の先輩に、雑誌社に勤める桜井和歌子という女性記者がいる。彼女の仕事に助手として同行した際、取材した人気作曲家の小倉新一に一目惚れされ結婚を前提に交際を申し込まれたことがある（この時は自分は既婚で子供がいることは明かしていない）。胸にお風呂に入ると現れる桜の花のアザがあり、大金持ちの令嬢だと勘違いされたことがある。村田さんという隣人にお世話になっている（この家の幽霊を雪明かりの中で見たこともある）。他作品の「蜃気郎」や、短編「マンモスの謎」では、「黒猫やまと(くろねこ やまと)」というキミ子と容姿が全く同じキャラクターが登場しているが、性格の方は本作とは正反対である。
大石タケオ（おおいし タケオ）
18歳の時にキミ子と結婚して夕日町三丁目に引っ越してきた若夫婦。下田ハガネという金属加工の工場に勤める。若いながらも働き者であり、キミ子とミヨ子を養う為に残業もいとわず日々がんばっている。好物はマグロの刺身。ギターが弾ける。子供ができた頃は生活に追われ苦労も絶えなかったものの、キミ子とともに彼も次第に大人へと成長していく。現在は仕事の腕も上がって昇給し、若い従業員達のまとめ役にもなっており、社長にも一目置かれるまでになった。たまに自身の貧しい暮らしを気にしたりもするが、妻のキミ子を働かせたくないと自分ひとりで養っていこうと思っている。
源さん（げんさん）
今はおちぶれているが、昔は鳶の頭で三丁目を仕切っていた男性。祭りの楽しさを三丁目の人々に教えた。入れ墨をしている。茶川竜之介とともに居酒屋やまふじの常連客でお富さんに憧れている。松の湯に良く来ている。夏休みのきもだめしでは、大田キンとともに子ども達に怪談話を聴かせた。俳句の会に所属しており、雅号は「木角」。
朝田一郎（あさだ いちろう）
連載初期に登場。子供の頃から賭け事好きであり、賭け麻雀で生計を立てていた男。さくらという妹がいたが、白血病のため死去。一時期、妹のために堅気になろうと、タケオの勤める金属加工場に勤めていた。妹の死に気落ちしていた頃、タケオが一郎を元気づけようと自宅へ招き夕食をご馳走したことがある。その後やる気を取り戻したかに見えたが、溶接の火花が燃え移った時に間違って洗浄用の油をかけてしまい、火事を起こしてクビになる。その後は再び賭博師に戻り、さすらいの放浪生活を送っている。松本聖子という女性に惚れたことがあるが、自分の立場を考え諦めた。賭け事狂ではあるものの、性格そのものはやさしい。
朝田さくら（あさだ さくら）
朝田一郎の妹。兄の賭け事好きや借金に泣く人生を送る。その後白血病を患い早世。生前には一郎と散歩で一緒の時にタケオとキミ子の夫婦と会ったこともある。
満州健（まんしゅうけん）
朝田一郎の同業者で、よくコンビを組んで賭け麻雀に臨んでいる。彼も一度は足を洗って麻雀店を開業したが失敗。再びさすらいの賭博師に戻っている。
秋間千也（あきま せんや）
45歳のサラリーマン。会社をクビになり自殺を図るも、睡眠薬のつもりで飲んだ薬がビタミン剤だったので死ぬことが出来ず、その間見たアリの夢のおかげで、生き直すことを決心した。妻と子どもが3人いる。
夏目さん（なつめさん）
「大手建設株式会社」を定年退職した元部長の男性。本来は取締役として会社に残るはずだったが会社に切られ、仕事一筋だった彼は長い夏休みを抜け殻のように過ごしている。その後、前の会社とのゴタゴタを経て、新しい職場へ再就職が決まり夏休みが終わった。
夏目朴念仁（なつめ ぼくねんじん）
小説家。22年連れ添った珠代という飼い猫が死んで葬式をあげる。一番売れた作品は珠代をモデルにした「我が家の猫」。妻は里子。
横山雨雄（よこやま あめお）
鈴木則文の遠い親戚の息子。親戚の間でも有名な雨男。それが原因で恋人に振られるも、晴れ女の大空晴子という新しい恋人ができる。
白鳥真知子（しらとり まちこ）
独身OLの27歳。大学時代の友人の赤井の誘いで当時付き合っていた青木修一と三人で会うことになる。
白鳥日美子（しらとり ひみこ）
女優志望の24歳。男に捨てられ自殺しようとしたところに出くわした猫を「ドジ」と名付け飼うことに。東野京太郎という脚本家の恋人が出来るも彼は猫恐怖症だったが日美子はドジの事を見捨てることはできず、京太郎は我慢してドジと生活することを決めた。
縦溝清一（たてみぞ せいいち）
ミステリー作家の卵の27歳。同じ大学のミステリー研究会の同期だった江戸川乱介が先に作家デビューして先輩風をふかすのが気に入らず、彼を殺害する凧を使った完全犯罪を企て実行するが未遂に終わる。その後作家デビューすることができた。
上野のぼる（うえの のぼる）
毎売新聞社の社会部に勤める28歳。学芸部の石川小百合を他の同僚に紹介しようとするも、彼女の魅力と自分を好いていてくれていた事に気付き、プロポーズを決意する。人の顔をあまり見ないという癖がある。小百合と結婚してからは二人で葉桜荘というアパートで暮らしている。大晦日の夜、外に出ている間に部屋で二人でいるプレイボーイの立木ヒロユキと小百合のことが不安になって急いで帰る途中、飛び込み自殺をしようとした親子3人を救った。
立木ヒロユキ（たちき ヒロユキ）
上野のぼるの同僚。何人もの女と関係があったプレイボーイだが、園山早苗という女性と結婚することになり身辺整理をする。髪の毛が固いので夜セットして寝ないと翌朝ボサボサになるのが悩み。六人兄弟の五男。大晦日に上野と小百合の部屋を訪ねた際、出かけたきりなかなか帰らない上野を小百合の父と一緒に探し回った。
石川小百合（いしかわ さゆり）
上野のぼるの学生時代の後輩で、同じ新聞社の学芸部に勤める女性。上野には学生時代「黒豆」と呼ばれていた。上野の事がずっと好きだったが、彼はなかなか振り向いてくれなかった。家に彼が来た際、母が彼に対する娘の思い出話をして、彼は結婚を決意してくれた。大学祭の「クレオパトラ」の演劇ではヒロインを演じたことがある。以前はメガネをしていた。上野に作ったハンバーグが美味しくないと言われケンカしたが、すぐに仲直りした。
園山早苗（そのやま さなえ）
立木ヒロユキと結婚した女性。「トミー」というウサギのぬいぐるみがないと眠れない（話し相手でもある）。毎日帰りが遅い夫を心配し、変装して夫をつけ回したことがある。
杉田純子（すぎた じゅんこ）
「美津井物産株式会社」に勤める昭和23年8月14日生まれのO型の女性。付き合っている杉田純一とは名前も似ていて誕生日も同じ。その話を純一にするととんでもない事実が発覚する。
杉田三郎（すぎた さぶろう）
松原商事株式会社に勤める真面目な29歳。上司は山田さん。年老いた父と母に仕送りをしている。兄と妹が二人ずついるが、兄二人は死去し妹二人は中学生。恋人の立川澄子に苦労をかけるという前提でプロポーズするも、澄子も病気の年老いた親を持ち、結婚は無理だと二人は別れることとなるが、澄子に協力し合って互いの親の面倒を見ようと再度プロポーズをする。
高村さん（たかむらさん）
松原商事株式会社に勤める山田さんの同僚の課長。妻の千恵子は終戦後に結核に侵され6年も湘南の療養所「湘南サナトリウム」に入院し続け、毎週日曜に湘南電車に乗ってお見舞いに行っている。薬代や入院代がかかるため家を売って三丁目に引っ越した。
立川澄子（たちかわ すみこ）
喫茶店に勤務する女性。貧乏住まいで年老いた両親と暮らしている。恋人の杉田三郎に婿に来てもらおうと彼に好かれるよう努力する。
森川さん（もりかわさん）
某女子大の教授で、雑誌に評論やエッセイも書く。軍隊出身。エッセイでは男女平等を主張するも、家ではどうしようもない亭主関白ぶり。妻が不満を爆発させたら反省したのか少しは優しくなった。嫁に行ったシゲ子という娘がいる。
古橋さん（ふるはしさん）
妻・春代を亡くし、娘の百合子と息子のトモと暮らす男性。やがて死んだ春代がこの世の動物の生を奪いこの世に戻ってくるが、生命力がなくなり子どもたちをあの世へ連れて行こうとするところを制止する。
角田仙平（かくた せんぺい）
下町信用金庫で働くサラリーマン。50歳。サボテンの栽培が趣味。家でも仕事中でもサボテンのことばかり気にして、上司や家族からも愛想を尽かされる。息子の一郎夫婦と同居するにあたり、大切なサボテンのほとんどを手放したが、彼が売ったサボテンが家の増築費用をほとんど賄ってしまったため、気が強い妻は夫の趣味を見直した。
山浜さん（やまはまさん）
佐々木機械工業の課長。鉄道模型が趣味。定年退職しレイアウト製作に没頭する。同じ趣味を持つ竹矢部医師とは時に意見の衝突もあるが良き趣味仲間である。妻は夫が長くない命だと知らされレイアウト製作を手伝い、なんとか生きている間に完成させることができた。その1ヵ月後、死去。
大田キン（おおた キン）
タバコ屋の元気なおばあちゃん。作中で喜寿を迎えていることから、年齢は77歳以上。作中のストーリーから最終的には100歳以上まで生きている可能性がある。夫に先立たれ、さらに息子の孝太郎を太平洋戦争で亡くしている（本人は生きていると信じている）。貯金家で新しいもの好き。ケチでひねくれ物とも言われているが心優しい一面もある。夕日公民館で行われた暑さ我慢大会でイカサマをし1等の扇風機を獲得した。ヌートリアを使った株の詐欺に遭い10万円損した。あるエピソードで自転車を練習したことがきっかけで、現在は難なく乗りこなす。おタケさんと呼ばれる時もある。
大田菊子（おおた きくこ）
64歳のおばあちゃん。36年連れ添った夫は他界し、三人の子どもは独立している。佐伯正雄という男が名前で近づいてきて、初めは詐欺師と疑っていたが徐々に親しくなり結婚を申し込まれる。
小梅（こうめ）
梅干しを作るのが得意なおばあちゃん。義娘はトミ子、孫は章太、曾孫は慎一。96歳で他界。
徳川須磨子（とくがわ すまこ）
夫を戦争で亡くし、5人の子どもも成人していて一人暮らしをしているおばあちゃん。優雅な暮らしに見えるが家の維持費が大変でお茶の販売や茶道教室をやるも大した収入にならず、新橋の「天辻」という天ぷら屋でパートをしている。大田キンと仲良くなる。
霧野タケ（きりの タケ）
70歳のおばあちゃん。目と耳が悪かったが手術して治した。すると今までボヤけて見えなかった自分の顔が老け込んでいるのを知り、耳がよくなったことで息子の嫁の順子や近所の主婦達が話す自分への悪口が聞こえるようになり、ショックを受ける。が、大田キンに励まされる。やがて中島文蔵というおじいちゃんと親しくなる。
小森民子（こもり たみこ）
63歳のおばあちゃん。茶川竜之介と知り合い、文学論で意気投合する。茶川より年上なのを気にして、年齢については黙っていた。それなり以上に財産を持っていたらしく、生前贈与という形で息子や娘にある程度分けていてもなお、息子や娘に遺産を狙われていた。やがて茶川から告白されるも息子や娘から反対され（芥川と結婚すれば自分たちの遺産の取り分が減るため。「言うことを聴かないならもう孫には会わせない」など、育ててもらった恩も忘れた発言が目立った）、断念せざるを得なくなる。その後、子ども達の家をたらい回しにされているうちに心臓発作で亡くなってしまった。
佐伯正雄（さえき まさお）
大分前に一世を風靡し現在も売れているミステリー作家の69歳。本名は大蔵平之介。大田菊子に近づき、結婚を申し込む。実は43年前に別れた大田菊子の元夫だった。
轟渓谷（とどろき けいこく）
小説家の58歳。妻は7歳年下の八重子で子どもはいない。趣味は写真で腕前はそこまでいいわけではないが写真展まで開く。八重子は突然死に、もっと妻を撮ってやればよかったと後悔する。家の位置に「春のおへそ」が現れ、夕日町に春がまったく来ないことがあった。
百年野不作（ひゃくねんの ふさく）
推理小説家の53歳。料理が嫌いな41歳の妻・花子に不満をもっていたところ、包丁を研ぎ屋に研いでもらったらその切れ味に目から鱗が落ち、自分が料理にハマッてしまう。後に料理のエッセイも出版する。
田中栄作（たなか えいさく）
鈴木オートのお得意様、ニコニコタクシーの社長。息子は7歳の栄太郎。前妻は栄太郎が2歳のときに死亡しており、栄太郎が7歳のときに再婚した。弟がおり、出産間際の妊婦のフミ子との結婚式には鈴木家も出席した。区議選に立候補したこともあり、三丁目の商店街の主人達の支持も虚しく落選した。
桜隼人（さくら はやと）
35歳の「凸凹銀行」の課長。胃潰瘍で「東都総合病院」に入院中、実は癌で命が長くない事を知ってしまう。小さい頃に戦死した父の事をよく覚えていないので、息子の鷹男には同じ思いはさせまいと、働きづめだった彼は退院後は時間を作り鷹男との思い出作りに励む。妻は鳩子。
岩田内蔵助（いわた くらのすけ）
夕陽区役所（夕日区役所との表記時もあり）に勤める男性。厳格で時間にうるさく他人から頂き物も受け取らない性格で職場でも疎ましく思われている。長男（実は養子）の和夫が私立大学に入学する際、大切にしていたオメガの時計を質に入れ入学費用をまかなった。その後、しょっちゅう時間が狂う安物の時計をし始め、多少角が取れた性格となった。和夫はその後トモ子という女性と結婚し文化アパートで暮らす。息子が「カズちゃん」と呼ばれていることを知り憤慨し和夫夫婦の住まいを訪ねたが、二人の仲の良さを羨ましく思い、自身の夫婦間の口数の少なさを嘆く。結婚記念日は昭和19年9月1日。銀婚式に妻の松子に旅行のプレゼントをした。松子は再婚だったがそれを承知で結婚した。松子の姉は鶴巻家に嫁ぐ。次男の次郎は一平たちの同級生。
岩田トモ子（いわた トモこ）
若い主婦。夕日町の草野球チームでは9番ライトを務める。
山さん（やまさん）
刑事。仕事熱心だが家族とは別居中。殺人容疑者の佐藤一郎が来るであろうと踏んだ彼の弟の家を張り込み、やってきた佐藤を捕まえるものの同姓同名の別人であり、彼も彼の弟の家も事件とは無関係だった。
魚住四郎（うおずみ しろう）
夕日高校の教師で55歳（現代）。若い頃は正義感が強く熱血教師と呼ばれ、成績至高主義の教頭と争ったり生徒と体を張って向き合ったりしていたが、30年の月日を経て、受験受験と口うるさい教師となってしまった。教え子との再会で、かつての心を取り戻す。
厚木清俊（あつき せいしゅん）
夕日ヶ丘高校の新人の英語教師で3年1組を受け持つ。留年組の倉井啓介を更生させようとサッカーをやらせたり職員室を禁煙にしたりと若さ溢れる熱血漢。しかし彼のクラスの成績はかんばしくなく悩んでいる。実家は寺。
亀田先生（かめだせんせい）
夕日ヶ丘高校のベテラン教師。厚木清俊の若さをうらやましく思う。受け持ちのクラスの成績は学年一。厚木から留年組の倉井啓介の成績のことを頼まれる。
桜田門長介（さくらだもん ちょうすけ）
夕日ヶ丘高校の数学教師で、生徒指導も行っており生徒から恐れられている。猪木という不良をさんざん厳しくしたため卒業式で仕返しされると思っていたが、彼のグループからプレゼントを貰った。
天川星彦（あまかわ ほしひこ）
東都電気株式会社に勤めるサラリーマン。水野織江と七夕の日に結婚するはずだったが織江は事故で死亡。だが天の神様のはからいによって毎年七夕の晩に織江は会いに来てくれる事に。そのためお見合いもせず独身を貫き、織江を愛し続ける。
山内日夜子（やまうち ひよこ）
箱入りに育てられたためキスすらも恥ずかしく思う、うぶでお堅い23歳。チンピラに絡まれているところを黒沼錠二に助けられ、初めは彼をやくざと勘違いして怖がりつつ付き合っていたが、次第に彼を愛するようになる。
三ツ星マミ（みつぼし まみ）
新青葉商事株式会社に勤める料理が得意なOLで24歳。憧れの営業部のエリートの花形さんに得意の料理を振舞うべく自宅の尾石荘アパートへ招くが、ドタキャンされ、作った料理を同じアパートの住人へおすそ分けすると、その料理に感動した住人達から求婚される。
村畑タツオ（むらはた たつお）
15歳の時にヤエちゃんという恋人を捨てて上京し、都立轟北高校の夜間部へ通いながらアルバイトに励み、ニッハツ自動車の優秀な営業マンとなった23歳。星野六郎と同じ村出身だった。新規事業戦略（農機具の製造・販売）により特命として社長直々に東北地方にある新設営業所への異動を命じられた。窓際族の上司とのふたり部署で退職を考える程に大きな不満を抱えていたが、何苦楚魂でそこでも実績を挙げて課長に昇任。再び本社に呼び戻された。
黒沼錠二（くろぬま じょうじ）
東風アパートに住む映画俳優。山内日夜子に惚れ、声をかけて付き合うことになる。主演作品が決まり、日夜子の両親に挨拶に行った。
田代和子（たしろ かずこ）
24歳の女性。村上陽介との結婚式を目前に控え、高校時代の初恋相手の山口平吉を思い出し、友人の森下フミエの助言で故郷に会いに行く。山口も婚約相手がいたが、和子の一言で別の女性と駆け落ちしてしまう。
三島ユキオ（みしま ユキオ）
妻と息子がいる男性。高校では柔道部のキャプテンを務めた。小学生の頃、父が上京したまま行方不明になり、母と東京に来て母は宝くじ売りをしながら父を捜す。一度母の売り場に父と思しき人物が宝くじを買いに来たが、母に気づくと逃げてしまった。それ以降母は深酒をするようになり、ユキオが高校を卒業して3年後に母は肺炎で死んでしまった。
矢利貝一家（やりがいいっか）
主の卓、妻の松代、息子の洋太郎の三人家族。夢だったマイホームを手に入れるも、床上浸水する低い土地だったことがわかり愕然とする。しかし台風が来て浸水中、隣の沼田さんの話を聞き元気を取り戻す。松代は第22集「二百二十日」では「幸子」と呼ばれていた。
お種さん（おたねさん）
田舎から出てきて娘の矢利貝松代の家に同居し始めたおばあちゃん。庭に勝手に畑を作って松代に怒られるも、おタケさん（大田キン）の入れ知恵でボケた振りをして畑仕事を獲得する。
井戸山一家（いどやまいっか）
夢だったマイホームを手に入れるも、手違いで井戸がひいていなかった。井戸をひいた後、時代は水道水へと変わっていくが、井戸山家では一人娘の和子が嫁に行った後も井戸が健在している。
三島さん（みしまさん）
チューブ入りのソフトチョコレート会社の三島屋製菓の社長。会社が潰れそうになり借金取りが押し寄せる中、上野駅から最終電車に乗り故郷に帰ろうとするも、途中駅で下りてもう一回戻ってやり直そうと決意する。
宮島洋助（みやじま ようすけ）
私立の二流大学の広告研究会に所属していた彼は、三友銀行の重役である父のコネを使わずに自力で大手広告社に就職した。そこで頭角を現すも、裏で父が手を回していることを知り辞職して家を出る。そして2年後、三丁目に「宮島デザイン」というデザイン会社を立ち上げた。
大原庄助（おおはら しょうすけ）
鳥目のおじいちゃん。のぞき犯を目撃し日頃ねたんでいた茶川竜之介を犯人に仕立て上げた。
三浦千秋（みうら ちあき）
カメラが趣味の新橋商事のOL。27歳独身。男性に興味がなかったが、田村陽介というカメラ好きの男性と出会い、色々あったが結婚した。
代和木さん（よわきさん）
角丸商事に勤めるサラリーマン。キューバ危機を危惧し核戦争で人類が死んでしまう前にと、憧れだった同じ会社の友子にプロポーズしてOKをもらう。
砂原次郎（すなばら じろう）
茶川先生と同じ冒険出版社で「ワイルドキッド」という漫画の連載を始めた新人漫画家。桃子という同棲相手がいたが徐々に漫画が売れて何本も連載を抱えるようになると派手な女性と付き合うようになり、桃子を捨て留美子という2つ年下の女と結婚した。
松尾宅男（まつお たくお）
食虫植物栽培が趣味の32歳独身男。身長160cm。息子の嫁を見つけるのに奔走する世話焼きの母と二人暮らし。その母が見つけた由紀子という女性と結婚する。
松尾蓮太郎（まつお はすたろう）
55歳の男性。松原商事株式会社を定年退職した晩に女房に逃げられた。俳句が趣味で、雅号は「芭蓮」。松の湯で知り合った源さん率いる俳句の会のメンバーと鎌倉へ俳句を詠みに行く。他のメンバーは「逸茶」、「夢村」。じきに元の会社に再就職する。
水沼さん（みずぬまさん）
大木戸留男の友人。戦争中、南方でヘビやトカゲを食べたことがあり、自分の鼻を舐めるという特技を持っている。ミッちゃんからは気味悪く思われている。
杉田さん（すぎたさん）
あけぼのアパートに住みハナコという猫を飼うサラリーマン。大阪に転勤が決まりハナコの貰い手がいないので置いていくが、テレビで夕日台駅で毎日杉田の帰りを待つハナコの姿を見て、三丁目に帰ってハナコを迎えに行く。
花水木里美（はなみずき さとみ）
女性。中山文男と言う男性と結婚し嫁に出るも、二年も立たずに離婚して実家に出戻りし、肩身の狭い思いをしながらパチンコに明け暮れる日々を送る。
武智小五郎（たけち こごろう）
私立探偵。日真田大造のライバル。大財閥の幕之内家から多額の礼金を貰う約束で遺産を相続する孫娘の捜索を依頼され、大石キミ子をこの孫娘と決め付け、「母親の実の子ではない」という内容で嘘の調査報告書を書いて依頼者へ渡してしまう。痣の花びらの枚数が違うことからキミ子は幕之内家の令嬢ではないことが分かり、依頼者に大激怒されてしまう。クビを言い渡され、調査費用すら払って貰えず、自身の探偵としての信用まで失くしてしまった。
大公路文子（おおこうじ あやこ）
「東都大学」の学部長の娘。理学部助教授で婿の直樹が入試問題を盗んで漏洩するという事件が発覚し、無実と言い張るも信じてあげられず彼は家を出てしまう。真実がわかった時彼は既に消息不明で、7年間捜し続けてようやく三丁目で銀行員をしているのを知る。彼は失踪後に自殺未遂をして記憶を失い、今は熊という名前になっていた。文子は彼の通う「くじら家」で働き彼と同じアパートに越し、彼のそばにいることを決意する。
大田福子（おおた ふくこ）
売れない大部屋女優の26歳。芸名は夏木麻美（なつき あさみ）。山口栄太郎（ペンネームは風間竣）という脚本家志望の大道具係と4年前から付き合っているが、最近は倦怠期。母からお見合いを勧められ、会場で男性と出会う。
岡田俊吉（おかだ しゅんきち）
50歳の男性。友人の浮田に紹介された、息子の勇作（27歳）の見合い相手の野口すみれ（23歳）を気に入るも、勇作は別の恋人と結婚しショックを受ける。すみれに似ている女優のSのファン。釣りと将棋が趣味。
木下里子（きのした さとこ）
夫が病気の為内職で一家を支える主婦。買い物で相手がオマケしてくれたり夫の訪問販売の仕事の手伝いで物を売りつける超能力を持っているが自覚はなく、また三丁目でしか効果がない他生活が困窮していない時には効果が薄くなる。慎太郎、裕次郎という名の2人の息子がいる。二人が稼いだお年玉を預かる振りをして食費にあてた。中学生の頃に実家の下宿屋「下宿館」に下宿していた美大生の藤田祐一が描いた里子がモデルの油絵を質屋で偶然発見し、購入した。この一家の話のラストは必ず「その後父の病気はよくなり、生活は楽になった」である。
西郷さん（さいごうさん）
三丁目に住む会社社長。婿養子で義父の会社を大きくした。家では亭主関白であるが趣味の最中では子供っぽい一面もある。
後藤さん（ごとうさん）
三丁目に来る紙芝居のおじさん。無償で病院にも紙芝居を見せに行くが、そこに入院しているマサル君のために紙芝居の内容（「宇宙犬ライカ」）をハッピーエンドに変える事にし、原作者の茶川先生の元を訪れる。
八重子さん（やえこさん）
戦争未亡人。生き別れた娘・由紀を15年捜し続けようやく見つけるも、人生に疲れたようなやつれた姿の自分が会いに行ったら迷惑がかかるとバーで悲しんでいるところ、その話を聞いていた日銀図正人という大学教授から「娘に会えるよう上品な貴婦人にしてさしあげる」と持ちかけられ、彼の豪邸で暮らし始める。彼の厳しい教育のおかげで見違えるような貴婦人に生まれ変わり、娘と感動の再会を果たす。
日銀図正人（ひぎんず まさと）
東京国立大学の心理学の教授。バーで会った八重子を上品な貴婦人に変えるが、その姿は彼が戦争中亡くした妻にそっくりだった。八重子が娘と再会をした後にプロポーズをした。元ネタは「マイ・フェア・レディ」のヘンリー・ヒギンズ教授。
熊沢さん（くまざわさん）
男性。犬走刑務所から出所し、家族の元へ帰る。息子の勇太には外国へ行っていたと思わせていたが、勇太は父が刑務所にいたのを近所の噂で知っていた。嘘をついていたと嫌われるが、妻のフミ子が「罪をつぐなってきたからもう悪い人じゃない」と言い、勇太は許してくれた。
吉田志郎（よしだ しろう）
吉田シゲルの父。元は姉の嫁ぎ先（吉田シゲル曰く「みやのおじちゃん」の家）に一家で居候していたが、後に独立。仕事が見つからず、借金取りに追われる生活をしていたが、シゲルがラッキーを拾って以後、東都工業株式会社（第32集「ありの実に頃」では矢車物産株式会社）という勤務先が見つかり、以後の生活は安定している。その後係長に昇進。礼儀正しい性格。高熱を出し大雪で電車が止まって歩いて帰っている時、鬼島という家で休ませてもらったことがある。吉田シゲルが大人になるころにはすでに故人となっている。生活がかかっているためか、パチンコは堅実に打ち、また腕はピカ一である。一郎となっていた話（第29集「お歳暮エレジー」）もある。
吉田ヨシ子（よしだ ヨシこ）
吉田シゲルの母。勝男の母と並ぶケチな性格で、1〜2円安いだけでわざわざ遠くの店まで行くことも。間違って届いたお歳暮のハムを家族で食べてしまった時は、警察に捕まるのではないかとハラハラしていた。後に懸賞小説に受かって女流作家（代表作・「猫と女」）となる。
加藤光吉（かとう こうきち）
加藤ひろしの父。40歳。妻は加藤スミエ。老けて見られる上に髪が薄くなったり腹が出ていることを気にする東日産業株式会社の勤続20年のサラリーマン。第23集「夏座敷」では「和彦」と呼ばれていた。第25集「遠まわり」では課長に出世。初恋相手は中学時代の桜井花子。貿易会社を経営している兄・竜一が家に来た際、家族が尊敬のまなざしで見たり自分と比較されたりで悔し涙を流す。しかし竜一の実情は借金だらけの闇屋商売で、加藤一家に見栄を張っているだけであった。第30集「向日葵」では、長年腹の底から大笑いをしていないなと思い、ひろし達に協力させ大笑いを試みる。なかなか笑うことができないが、部長が転ぶシーンを思い出して笑うことができた。第36集「お父ちゃんの出番」では、山田さんが隣の家だということが判明。登場したりしなかったりするが、倹約好きでペチャペチャ音を立てて食事する母も住んでいるが、お盆に死んだ（第23集「夏座敷」）。湯たんぽ1つを家族で使いまわしていたが、後に3つ買い足す。
加藤スミエ（かとう スミエ）
加藤光吉の妻。口うるさい性格。妹のフミ子は他界しており、その娘のひろ子を引き取り本当の息子のひろしと双子ということで育てている。男の人をおだてて仕事をさせるという立場を心得ている。よし子という遺産にガメつい親戚がいる。学生時代はかなり慣らした不良（スケバン）だった。
角松子（すみ まつこ）
51歳の専業主婦。仕事ばっかりで家での会話もあまりない夫に嫌気が差し、夫がまもなく定年を迎えるのと下の娘が嫁に行ったのをきっかけに、離婚して自立しようと決意。ただ現実は厳しく、50過ぎの女が働ける職場や住むアパートがなかなか見つからず、さらに夫から「定年退職がなくなり重役で会社に残ることになった」と言われ、疲労と精神的ショックで寝込んでしまう。しかし夫の松子に対する態度が変わり、松子は夫に惚れ直し自立を諦めることとなった。巨人ファンで、試合の結果により機嫌が変わる。
角さん（すみさん）
角松子の夫で丸丸商事の課長。仕事一筋で家ではゴロゴロして何もしない。ポチという老犬を飼っており、ポチが病気になった時出張先から何度も電話をする。松子は私が出産や病気の時一本も電話をしなかったのにと寂しがると、その時は電話が不通だったり若くて不器用だったと説明し常に大事に思っていたと話す。ナイターをよくラジオで聴くが、特に好きな球団はない。子どもに次郎と和子がいる。
田中紳一郎（たなか しんいちろう）
60を過ぎ、友人が次々と死に、自分の白髪やシワを見て老いを実感するようになった某文芸雑誌編集長。第5集「陽だまりの中で」で初登場。妻は他界。以前は部下で現在はフリールポライターをしている立花と娘の麗子が結婚し、男の孫ができた。犬も飼っている。街の煙突が火葬場の煙突に見えてしまうノイローゼにかかったことがある。
江戸宇戸高満（えどうど こうまん）
茶川先生が人形砂吉名義でカストリ雑誌に連載している「淫欲の獣人」を映画化したピンク映画監督。作品には石崎宏美がベティ朝岡名義で主演した。興行的には失敗に終わり、その後何十本か作るが、酒に溺れて他界する。
山崎一家（やまざきいっか）
父・吉蔵と母・富子は家出して行方がわからない息子の為男(ためお)を家に戻らせようと、新聞の三行広告の尋ね人を出す。まったく音沙汰がなかったが、炭屋の大石商店の家出をしていた息子が家に戻ったと知る。彼の名も溜男(ためお)で、山崎家が出した尋ね人を自分と勘違いしたとの事。肝心の為男はその後間もなく家に戻る。船乗りの正船員として立派になって帰ってきた。
遠藤きぬ江（えんどう きぬえ）
女性。結婚して10年経つも子宝に恵まれなかったが、ようやく妊娠し、長男の貴男を出産。妹の律子は大助という子どもがいる。
緑川今日子（みどりかわ きょうこ）
夕日高校の社会科教師の34歳。担任を受け持つクラスの中林明子が家出して板東錠という不良と同棲しているから家に戻せ、と校長から指示される。夫の達男は戦争で他界。息子の達彦は中学生。姪に理香がいる。
国木田一郎（くにきだ いちろう）
下町工場に勤める19歳の男性。ボーナスが出て実家に帰るのを楽しみにしていた矢先、仕立て屋銀次というスリにボーナスをスられ、犬飼という社長から強盗を企てるも、逆に投げ飛ばされる。しかし犬飼は警察につき出しはせず、説教をした後お金を無利子で貸してくれた。犬飼も過去に強盗をした経験の持ち主。
新井栄子（あらい えいこ）
短大卒業後、自宅で花嫁修業をしている。桜井哲夫（27歳）という学問以外には無知な変わり者の恋人がいる。
魚川耕介（うおかわ こうすけ）
仕事一筋だったが定年を迎え、唯一の趣味である釣り三昧の日々を送るも、今後の生活が厳しいと奥さんに言われ、釣り堀の管理人に再就職した。
竹田英雄（たけだ ひでお）
石崎宏美の12人目の男。E大の医学部4年。宏美とつくしを食べたり茶川先生の駄菓子屋で駄菓子を食べたりと、厳格な家庭では体験できないことを味わう。両親に宏美の素性がバレて別れないと勘当すると言われるも、それでも宏美と結婚する気でいたが、結局宏美が身を引いた。
白井権兵衛（しらい ごんべえ）
六さんと同じ中学校だった17歳で、当時は札付きの不良だった。ヨネクニボクシングジム所属のボクサー。111ポンド1/2。憧れの先輩ボクサーのスーパー風間が落ちぶれていくのを許せず、勝負を挑んだ。亀寿司という寿司屋の店員もしている。
田所松蔵（たどころ まつぞう）
三丁目の郊外にある農家のおじいさん。「鬼ジジ」と呼ぶ一平たちを案山子を使って脅かし、田んぼを守る。息子の次郎が農家を継ぎに戻ってきた。
草葉茂（くさば しげる）
神風特別攻撃隊の生き残りで、戦友だった上条の奥さんと息子の面倒を見ている。自分だけ幸せになる訳にはいかないと思っていたが、やがて結婚した。山野タクシーの運転手をしている。
栗林武（くりばやし たけし）
中小貿易会社の会計課長の42歳。絵描きが趣味。岡本次郎という画学生4年と知り合い、彼の描く抽象画が理解できなかったが、やがて彼は自分の火月荘というアパートが火事になって町を去り数年後画家デビューし、栗林も印象派から抽象画へと変わった。彼から一枚絵をもらっており、妻のトモ子はそれを玄関に飾って近所の人に見せびらかしている。母と子どものマサル・ヒナ子と暮らしている。妻と母は仲が悪い。
山田さん（やまださん）
鈴木家の隣人。鈴木家にテレビが無かった頃は、よく自宅のテレビを見せていた。松原商事株式会社の部長。飛行機に乗ることを怖がっていた。母親のお松さんと妻のナミエと一人息子のトモユキとの4人暮らし。宅間先生に太りすぎと言われ早朝マラソンを始めるも、2ヶ月で止めてしまった。愛煙のたばこは「ピース」。
山田ナミエ（やまだ なみえ）
山田さんの妻。主婦。パーマ頭が特徴で現在は図々しい性格ともいえるが、昔はかなりの美少女で繊細でもあり、好意を持っていたいとこの村田さんを友人に取られてしまったことがある。また、義母と洗濯や炊飯の主導権をめぐって対立していたことがある。吉田ヨシ子が醤油を借りに来た際、玄関に置いていた財布から千円札がなくなって彼女を疑うも、犯人は夫だった。疑ったおわびに吉田家に二十世紀梨を差し入れる。自転車に乗れなかったが、懸賞で自転車が当たり、以来よくサイクリングをしている。
花咲さん（はなさきさん）
山田さんが早朝マラソンをしている時に出会った、定年退職し一人暮らしをしている老人。マラソン中に他人の家の庭や道端に花の種を蒔くのが趣味。その後癌で入院し死去する。
朝子さん（あさこさん）
青森の浅虫温泉の「ハトヤマ旅館」の長女。両親から町の観光会長の息子との縁談を進められるが、三日月旅館の板前見習いの次郎と駆け落ちして上野までの鈍行に乗るが、翌朝、特急「はつかり」で上野に先回りしていた両親に連れ戻されてしまった。しかし次郎は両親を説得して結婚を認めさせ、婿入りして一緒にハトヤマ旅館で働いている。妹がいる。
亀川新二（かめがわ しんじ）
「○○物産」の新入社員の22歳。五月病で仕事を挫折気味だが、三丁目で幼い頃の自分と祖母の姿を見て自信を取り戻す。
玉川草一（たまがわ そういち）
38歳。小さい頃からプロ野球選手を夢見ており、ようやくプロ入りするも1軍と2軍を行ったり来たりの日々で、ついに自由契約を言い渡された。寂しく河原を歩いていたとき、「夕焼けの精」と出会う。
植木ひさし（うえき ひさし）
御花見商事の営業部課長。38歳。宴会芸と部下上司問わずにするゴマスリが得意。妻は秋子。太郎（小学5年）と次郎（小学3年）という二人の息子がいる。母・文枝が死に、ガンコで横柄な父・守雄（70歳）を引き取るが、太郎と次郎と折り合いが悪い。しかし父は押し込み強盗を剣道5段の腕前でノックアウトしてみせ、その一件後は息子達と仲良くなり性格も多少柔らかくなった。離婚歴があり前妻との間に双子の子がおり、そのうちの一人が太郎でもう一人は別れた妻が引き取った西郷一郎だった。
石川広美（いしかわ ひろみ）
19歳。「貿易産業株式会社」に勤めるOL。だらしない性格で、ジャズ喫茶で知り合った山野敬一郎という男と暮らし始める。いい加減なその日暮らしをしながらも、徐々にしっかりしなければと考え始める。職場の真面目な男と結婚する。
北条夫婦（ほうじょうふうふ）
夕日町の古いアパート・みすず荘に引っ越してきた真一郎と貴美子。貴美子は父の政略結婚から逃れるために助教授の地位を捨てた真一郎と駆け落ちしてこの町に来た。真一郎は後に家庭電機メーカーの技術部長になる。
山野敬一郎（やまの けいいちろう）
ジェームズ・ディーンに憧れる青年。石川広美と同棲するが、彼女をほったらかして遊び回ったりする。仕事も長続きしない。将来は真面目な父親になる。
藤井不二子（ふじい ふじこ）
藤井マモルの妻。小春荘に住む。マモルとはよくケンカをしては実家の荒井家に帰って母に相談する。夕食にハンバーグばかり作る。マモルの影響で野球ファンになる。
藤井マモル（ふじい マモル）
藤井不二子の夫。松芝電機株式会社に勤務。巨人ファンでラジオのナイター中継に夢中になっていたが、仕事の取引相手と巨人・阪神戦を観戦して阪神ファンの相手を怒らせてしまった。それ以来冷めてしまう。アパートの隣の部屋には植田マモルという人物が住んでいる。
柴口錬太郎（しばぐち れんたろう）
三丁目にやってくる紙芝居屋。通称「シバレン」で、自分でもそう名乗っている。生活が荒んでおり、酒と煙草が何よりも大好きで、自分の縄張りに新人紙芝居屋がやってくると殴って追い出そうとするなど、悪辣な手口も行う。
しかし「この道三十年」と自ら語っているように紙芝居の技術は抜群で、かつては全国紙芝居コンクールで優勝したこともある（部屋の優勝カップや記念写真で確認できる）。最後まで紙芝居の未来を信じ「紙芝居はこの先もずっと続くんだ、子供たちはいつの時代も紙芝居が大好きなんだから…」と語っていたが、やがて胃ガンで死ぬ。
その後テレビの普及と共に紙芝居は急激に姿を消してしまい、シバレンと最後に話した新人紙芝居屋の青年は「シバレンさんの死と共に、紙芝居の時代は終わった…」と後になって思うのだった。
伸子さん（のぶこさん）
椿アパートに住む身長175cmの女性。自分より背が低い佐々木小次郎の恋人。実家は長野で、両親も父より母の方が背が高い。
正男さん（まさおさん）
男性。実家を出て上京し、看板屋に弟子入りし、主人夫婦の一人娘の婿になり、会社を任され、社長になる。実家からは母が死ぬまで干し芋が送られ続けた。旧姓は大河原。
トンボ
17歳のマコと同棲を始めた19歳のミュージシャン志望の男性。二人は喧嘩をするも仲良く暮らしていくが、ある日クインレコードの服部伸一というプロデューサーに見出され、売り出してもらうために女と別れろと言われたため、マコを捨ててアパートを出た。
怪人X（かいじんX・本名不明）
町外れの掘っ立て小屋に住み、廃品回収や煙突掃除で生計を立てている正体不明の人物。壊れた物を元に戻す不思議な力を持つ。いつも大きな帽子をかぶり長いマフラーを巻いていて、顔は見せない。第38巻のラストで、30世紀の未来と関わりがあることが明らかになる。一平たちが遊び場にした自然保存館の管理もしており、20世紀にやってきた未来人とも関わっている(後述)。「三丁目七不思議」の一つで、正体は元プロレスラー、サンタクロース、30世紀の未来人が送り込んだロボット、電球や真空管が頭の部分に詰まっているなどいろんな噂がある。三丁目には前述の自然保護館やおばけ煙突と夕日小学校のあかずの物置に通じる防空壕がいくつもあり、よくここに出没し、中で迷った一平たちを助けたりした。
神保さん（じんぼさん）
日真田大造にある女性の捜索を依頼する神田で古本屋を営む男性。その女性は道端で腹痛に襲われた際に介抱してくれた、空襲で死んだ妻によく似た女性とのことだったが、実はその正体はタヌキであった。ショックを受けるも、そのタヌキの化ける亡くした妻にその後も逢いに行っている。
山口さん（やまぐちさん）
男性。大学のミステリー研究会のOB同士で親友の斉藤は、3ヶ月前に電車に轢かれ死んでしまった。警察は自殺と断定するも山口は信じることができない。
関谷年男（せきや としお）
出版社に勤める青年。5人兄弟の末っ子で母は5歳の時に他界。恋人の真理子の家に行き家族全員に好かれるが、結婚式直前に真理子は交通事故で死んでしまう。年男はその後もこの家を訪れ仏壇に線香を上げ、庭になるいちじくの実を味わい、家族と親交をもつ。5年後、年男のことをひそかに憧れていた真理子の妹の奈津子と結婚した。
死神（しにがみ・本名不明）
大田キンをあの世に連れて行くために大晦日に迎えに来たが、寝過ごして期限の0時を過ぎてしまったので連れて行くことができなかった。
佐藤さん（さとうさん）
鈴木則文の友人。浮き沈みの激しい人生を送っている。サンマが好き。
かつては出世頭で、自ら会社を立ち上げベンツにのっていたほど儲かっていたが、会社が倒産してしまう。その後道路工事で働いて日々を暮らしていたが、離婚した（妻に離婚を突きつけられた）後、ダッコちゃん人形ブームの際に「オンブちゃん人形」を作り一山当てようと狙ったが大失敗。その後、コーヒー豆を原料とした味噌や醤油を作るため、ブラジルへ移住。現在はハワイに移り、現地の旅行会社で働いている。
別れた妻との間に息子の英太郎が、ハワイ移住後に再婚した現地の人間・アグネスとの間に娘のシンシアがいる。ブラジルへ移住した回のラストでは「その後の消息は分からない、コーヒーみそとしょうゆはとうとう送られてこなかった」と記されていたが、作品中でその後数回鈴木家を訪れている。
天地めぐみ（あまち めぐみ）
人気ポップス歌手。愛嬌をふりまくアイドル生活に疲れて失踪し、星野サクラの勤める松上電機工業で「暗井めぐみ」として働く。サクラは六さんに紹介して付き合うことになるが、周囲にアイドルの天地めぐみとバレ、六さんは別の世界の人になってしまったと諦める。
町田勇介（まちだ ゆうすけ）
「大手商事株式会社」に勤める営業部係長の35歳。妻の良子と息子の勇太郎を事故で亡くしている。ススキヶ原のタヌキに化かされて事故で亡くした妻の良子と息子の勇太郎の幻影を見た。
美空さん（みそらさん）
三丁目に住む気象庁職員。しかし気象庁では経理の仕事をしており予報官ではないのに、三丁目の住人からは天気を尋ねられることが多い。まれに天気予報が外れると文句を言われてしまう。怪雨などおかしな気象の解説をしたこともある。妻を交通事故で亡くして一人暮らし。生活は非常に質素であることが窺える。嫁いだ娘がいるが、浮気性でギャンブル好きの旦那の宏一に愛想をつかして孫二人を連れて家に出戻りに来た。三人を養っていく覚悟を決め宏一が謝りに来た時も追い返そうとしたが、娘と孫は再び宏一と一緒に暮らす事になった。愛煙のたばこは「しんせい」。
石上三年（いしがみ みつとし）
毎朝新聞政治部記者の48歳。一人息子の勇気の登校拒否に悩む。
上村冬子（うえむら ふゆこ）
家事手伝いの27歳。なかなか縁談がこないので、器量のいい妹・愛子（24歳）を姉より先に嫁に出せないと両親は嘆いていた。そこに愛子の見合い相手の大門銀太郎の父の銀蔵がやってきて、冬子に大門物産の開発部の課長である29歳の小倉敬助と言う男性を紹介し、冬子との縁談がまとまった。小倉は音楽をやっていて「愛ははばたく」というヒット曲の作詞作曲をしており、冬子との結婚をきっかけに会社を辞め音楽一本で生きていく決断をした。
野口ヒデキ（のぐち ヒデキ）
エース自動車販売に勤めるサラリーマン。父は都電の運転手を30年勤めて定年を迎えた。子どもの頃は父を尊敬していたが、中学生になるとだんだんと父に冷たくなっていく。
酒井則夫（さかい のりお）
新橋商事株式会社に勤務するサラリーマン。22歳のクリスマスイヴに恋人の小百合にプロポーズをしようとしたが、彼女には三井という婚約者がいてフラれる。その時に小百合にあげるはずだった父から貰ったお金で買ったスカーフを母・文枝（46歳）にあげたらとても感激して喜び、自分のお金で買ってあげていればと後悔する。後に春子という女性と結婚。新婚1ヶ月の頃、お酒を飲みすぎて意識がなくなり、妻との自宅ではなく実家に帰ってしまったが、朝起きて朝食を食べるまでまったくその事に気づかなかった。高校の同級生の松原はバーのママをしている。
初奈純（うぶな じゅん）
28歳の独身サラリーマン。真面目で誠実そうだが気の弱そうな風貌。高木寫眞館に飾られた写真の女性に一目惚れするが、その女性・千代子は十数年前に空襲で死んでこの世にいないと知りショックを受ける。直後に交通事故で入院するが、その病院の看護師であった千代子の姪・智代と出会い結ばれる。
遠野行雄（とおの ゆきお）
48歳で大手生命保険会社の課長（平成12年時点）。入社以来30年ずっと経理にいたが突然営業に回され、1ヶ月たって1件も契約が取れず落ち込んでいたが、靴を磨いてもらいやる気が出てその後契約をどんどん取ることができた。死んだ父も靴磨きをしていた。息子と娘がいる。
犬吠岬五郎（いぬぼうさき ごろう）
弁護士を目指している27歳。恋人の港野ヨーコに彼女が拾った猫とともに捨てられる。
港野ヨーコ（みなとの ヨーコ）
歌手を目指してジャズ喫茶で歌う21歳。猫を拾い同棲中の犬吠岬五郎の反対を押し切って飼うが、田舎に帰って結婚し犬吠岬と猫を捨てることに。大田原という土地成金の家に嫁ぎペルシャ猫のマリリンと幸せに暮らすも、犬吠岬と猫のことを思い出すと胸が痛む。
旗本一郎（はたもと いちろう）
妹の百合子とチャンネル争い中、ガラスの灰皿を額に投げつけられて大出血し、三日月形の傷ができる。40歳の時、妻・美枝子にその話をすると、美枝子はそれまであまり好きではなかった百合子に対し親近感が沸くようになった。百合子は現在人気女流作家。一郎には二人の子ども（清美と正明）がいる。
お花さん（おはなさん）
三丁目の「幽霊屋敷」の主人のお婆さん。普段は息子夫婦と別の家で暮らしているが、たまに嫁と喧嘩して愛猫のタマとともに家に戻ることがある。家が荒れ放題なためか、子供達には勝手に死んだことにされている（故に、いるはずの無いお花さんの幽霊がいるという噂の遠因になった）。
吾一さん（ごいちさん）
単行本3巻『おじいさんの旗』に登場。三丁目の夕日台の踏切番をする、一年後に定年退職を控えた男性。真面目に誠実に務める傍ら、待機所で花を上手に育てていた。ようかんが好物。
大田キンに好意を持たれており、「退職したら（タバコ屋を）手伝ってくれないかい、部屋代はいらないから」と持ち掛けられ、本人もまんざらではなかった。その際、「お互いに戦災で連れ合いをなくした身だし」とキンが発言しており、かつては妻がいたことが示唆されている。
近年では一平達のイタズラや、危険な踏切横断に手を焼いていた。ある日ほんの少し目を離した隙に、一平達が勝手に遮断機の下りた線路を渡ろうとしてしまう。そして一平はレールの隙間に足を挟まれてしまい、慌てて助けを求める。急いで踏切内に入り非常手旗を振ったが、緊急停車はとても間に合わなかった。
一平を助けようと身体を抱えこみ、なんとか足を抜こうと試みる。ギリギリで足が抜けて一平は助かったのだが、吾一さんは退避が間に合わず電車に轢かれてしまい、帰らぬ人となってしまった。
キンに「チューリップ、咲いたらおばあちゃんのところへ持っていくよ」と約束していたが、それは叶うことはなかった。キンはしばらく待機所に来るたびに涙を流し、「チューリップがきれいに咲いたよ…」と彼を偲んでいる。それ以降は流石に一平達は懲り、線路遊びをしなくなった。皮肉なことに吾一さんが亡くなった後間もなく、夕日台の踏切は自動踏切になった。
大滝さん（おおたきさん）
三丁目の子のよく塀に落書きされる家に住む主人。一平が書いた似顔絵のおかげで家に入られた泥棒が捕まり、そのお礼に一平に好きなだけ落書きをさせてあげることになった。
大前田春子（おおまえだ はるこ）
大前田章一郎と新婚ほやほやの女性。仕事はモデル。旧姓は石川。朝が弱い上に家事全般がまるでダメなので、新婚1ヶ月ともたずに実家の母（父は他界している）の家で同居を始めた。ある日、そんな事情を知らない章一郎の母が尋ねてくることになる。
大田正吉（おおた しょうきち）
息子のいる男性。子どもの頃、仲の良かった北山修一と中原和子とよく縁日に行っていた。大人になって久しぶりに行ってみたら和子と再会し、修一と結婚していたことを知る。その縁日には宇宙人の親子が紛れ込んでいた。
亀川伸男（かめがわ のぶお）
「小額出版」に勤める男性。高校の時から付き合っている鮎子という恋人がいるが、百合子というセクシーな女性に誘われ家に行ってしまう。そこで台風がやってくる。
引田天吾（ひきた てんご）
丸屋デパートでおもちゃ売り場の手品コーナーを担当する54歳の課長。手品の腕は抜群。ある日、同期の大山部長が会社の金庫から金を盗み、引田に事情を打ち明ける。引田は得意の手品で大山部長を救う。
西野さん（にしのさん）
35歳にもなって登山にばかり夢中になる男。普段は頼りないが、山に行くと凛々しい表情となり頼もしくなる。母を心配ばかりさせていたことにようやく気づき、山をやめて結婚し子どもも出来た。
高木絵理（たかぎ えり）
19歳の女性。15歳年上の弁護士の霧島咲郎と結婚したいが年が離れ過ぎということで母・文枝と祖母に反対される。彼を家に連れてくると反対していた二人の態度が一変。霧島は死んだ絵理の父にそっくりだったのだ。晴れて結婚が決まり、高木一家は田園調布の彼の家に同居することになるが、霧島は歳が近い文枝と気が合って話がはずみ、それを絵理は嫉妬してしまう。
高木宇津夫（たかぎ うつお）
中小産業株式会社の課長。49歳。更年期障害に悩む。ある日、バーバー野村で間違えて白髪を黒く染められて以来、元気を取り戻す。
犬久井一家（いぬくいいっか）
仲が悪くケンカばかりする夫婦と、息子の宏之と友之の一家。ある夜父と母がケンカし、翌朝になると母の姿がなくなっていた。
良美さん（よしみさん）
出産を控えた女性。夫の光一は結婚してすぐ九州に単身赴任してしまった。10ヶ月振りに光一が帰ってきた大晦日、急に産気づく。予定日まではあと一週間あったので準備も足りない。産婆たちは忘年会をやっていたので酒が入って使い物にならない。大晦日の夜では病院もあてに出来ないという状況で子供を取り上げてくれたのは、それまで馬が合わなかった光一の母だった。無事に赤ん坊が生まれ、以降はその義母とも仲良くなった。
須藤太郎（すどう たろう）
両親の反対を振りきってプロボウラーを目指す21歳。恋人の椿百合が流産による出血多量で死んでしまい、悲しみあまって自殺をするも失敗する。ボウリングや恋人の記憶がなくなったのをいいことに、両親は太郎を大学に入れ父の会社に勤めさせる。後に結婚し息子を儲ける。
柿本さん（かきもとさん）
妻に先立たれ、男手一つで育ててきた一人娘の桃子をデパートの火災で亡くしてしまった男性。桃子の婚約者だった栗夫と飲みながら桃子の思い出に浸る。
峰子さん（みねこさん）
小さい頃から猫を飼ってきた女性。夫は正次。娘の恵と息子の実がいる。新しく飼う猫が以前大切にしていたぬいぐるみの猫・トンコにそっくりだったので同じ名前を名付ける。旧姓は猫田。
中畑一家（なかはたいっか）
夢のマイホームを頭金50万を条件に探すもなかなか見つからず、ようやく見つかり入金を前に喜ぶ中、主人の従兄弟の熊田寅夫が息子・太郎の手術費用を無心に来る。主人は妻のヒトミと家を諦め彼にお金を貸すことにした。決めかけた物件の不動産はサギ会社だった。
榊原郁代（さかきばら いくよ）
夕日町がエリアのバス会社「マルワバス」の女性車掌。16歳の入社時は車内で転んだり乗り物酔いしていたが、その後改善。伊豆ゆきの貸切バスのバスガイドも務める。同僚の春子とスキーに行ったときに加山裕二郎という恋人ができた。
萩原キン（はぎわら キン）
28歳のマルワバスのベテラン・バスガイド。新人に厳しくあたるため「オニババ」と呼ばれていた。やがて結婚退職することになり、榊原郁代からビックリ箱となった退職祝いをもらう。
金田松子（かねだ まつこ）
鈴木則文の親戚で、保険の外交員。山田さんが初めて飛行機に乗る際に保険の契約を行った。おしゃべりな性格で、入院している人に本人の目の前で死亡時百万円の生命保険を薦めるなど、空気を読まない発言で相手を苦笑いさせることが多い。無臭ニンニク粉を方方に配り歩いている。「おネズミ様」という御利益のある本尊を薦める宗教の勧誘員でもある。子どもは長男の文男、長女の淳子、次男の京助（もとは耕助という名前だが、松子が勝手に改名した）。夫は浮気して家を出ている。
梅村通（うめむら とおる）
フリーの旅行記者。仕事が減り人生に疲れ、結婚して仕事から足を洗おうと思い、旅先で出会った女性の元を訪れるも、誰も相手にしてくれない。そんな中、持病の痔が悪化する。
大久保彦吉（おおくぼ ひこきち）
明治22年生まれの70歳の老人。元公務員。妻・息子夫婦・二人の孫（達彦と美樹）と暮らす。嫁に行った長女・和子夫婦のもとにも三人の孫がいる。倹約家で、節約に関して口うるさく頑固な性格。囲碁中に脳卒中で死去。甘党でおはぎが好物。
風間仁兵衛（かざま じんべえ）
錠前屋で前科4犯の空き巣。盗みはするが児童施設にお菓子の寄付に行ったり、盗みに入った家で一家心中を図ろうとしていた落田さん一家をお金を渡して思いとどまらせたりし、義賊と自称している（だがバクチと酒にも使う）。後に刑務所に入り出所した後、脳卒中で倒れ生活保護を受ける身となる。息子の小太郎と15年振りに会い引き取ってくれるが、息子は自分のしてきたことの反省もしない父にうんざりしている。小太郎の嫁・山内千代子は昔、聖小羊園という児童施設におり、そこに寄付にきた風間の事を覚えていた。話を聞くと千代子の家族は心中しており、その原因は父の会社に泥棒が入って金を盗まれたからとの事で、その犯人が自分なのではないかと思った風間は、人を傷つけ不幸にしてきた自分は義賊なんかではないという事をようやく悟り、悔やむのであった。
尾形英夫（おがた ひでお）
男性。戦争で両親を亡くし、14歳の時に遠い親戚の尾形家に引き取られる。その家の娘・淳子を妹として面倒を見る。新しい両親は国立大学にも入れてくれたが、タクシー事故で他界。残された女子大生の淳子と二人で暮らしている。淳子にいい相手を見つけたいと思いつつも、自身も淳子の事を好いている。後に淳子と結婚する。
富岡梅子（とみおか うめこ）
税理士で節約家の夫をもつ老婆。夫の死後、いつもの迎えの電話が鳴りまさかと思って迎えに行くも夫は来ず、悲しみに耽る。
糠田ナス（ぬかだ ナス）
ぬかみそ漬けが得意のおばあちゃん。長男家族と暮らす。40年以上使っているぬか床で作るぬか漬けは長男家族や長女の花子夫婦にも大好評で、花子の夫・光男が勤める新聞社主催のぬかみそ漬けコンテストでは第1位を獲る。85歳のとき、ぬかみそをかき混ぜながら死んでしまう。
トミ子さん（トミこさん）
女性。一戸建てを買うために、サラリーマンの夫とボロアパートに住み生活費を切り詰めながら内職をしたり廃品回収をしたりして貯金をし、ようやく土地を買うめどが立つも、理想の場所はどこも予算オーバー。諦めかけていたときに、夕日町に予算内で買える土地を発見。夫と気に入って買う事を決めるが、妊娠が発覚し出産費用や養育費がかさんで家を諦めることになった。後に郊外の団地が当たり、そこに家族で引っ越す。
マチコさん
若い頃に両親を戦争で失い、ホルモン焼き屋、バー、キャバレー、銀座のクラブを経て、居酒屋のおかみをしている。同じような境遇の松下耕之介との出会いを繰り返す。
吟醸麗子（ぎんじょう れいこ）
中小物産株式会社に勤めるOLの27歳。お酒が大好きで日本酒に詳しい。酒好きが元で恋人の雅彦にもフラれるが、旅行先で参加した利き酒大会で優勝し、地元の蔵元という酒造組合の会長から跡取り息子の嫁になってくれと頼まれ嫁に行った。
千葉慎二（ちば しんじ）
29歳。売れない映画俳優。質屋で夏物と冬物を出し入れして常にナフタリン臭い。恋人・ヨー子に振られたりしながらも、いつか大役がもらえる事を信じてやられ役を続けている。毎朝マラソンをして体を鍛えている。百合子という女優志望の女性の面倒を見たことがある。
高岡健（たかおか けん）
刑務所から13年ぶりに出所した51歳。お好み焼き屋の純子と知り合い、一緒に支え合っていこうと言われる。
桜井みどり（さくらい みどり）
27歳のホステス。22歳の大学生の山口次郎と松原荘で同棲している。同じアパートに住むおばあさんと仲が悪いが、山口の留守中に40度の熱で苦しんでいる時、看病してもらった。
桜井明美（さくらい あけみ）
29歳のホステス。駆け落ちして上京し、雪菜荘に住む。年末に同じキャバレー「閑古鳥」で働く遠藤豆子の息子の豆太郎を預かり、正月に彼を息子と偽って勘当された実家へ一緒に行く。
某博士（ぼうはかせ）
何を研究しているかわからない博士。正体は謎。しかし職業の割に三丁目の安い住宅に住んでいて、安い食事をしているし、電気の契約も5アンペアである。スパイが調査しに来たが、蛙のへそで茶をわかす研究をしていたことがわかりあきれられた。スパイも気が付かなかったが、実は『蛙のへそで茶をわかす研究』は、微弱なエネルギー源から莫大な力を引き出す事ができるという、とてつもない大発明であるが、研究している博士もその事はあまり理解していない様子。電子レンジや物質電送機も発明している。『鎌倉ものがたり』にも出演しているが、こちらは「某博士（ぼうひろし）」と読む。
松平幸吉（まつだいら こうきち）
東都産業の課長。45歳。妻と二人の子どもがいる。若い頃は外国航路の船員になるのが夢。双子の兄がいたが4歳のときに川で溺れて死んでしまった。ある日港で出会った船乗りからメリケン政という船乗りの話を聞き、死んだはずの兄かもしれないと考える。
宇奈田早男（うなでん はやお）
夕日電報局に勤務する32歳の電報配達員。三丁目の人々に電報を配達する。妻・サトコさんが無事に長男を出産したことを電報で知り、喜ぶ。
若林慎吉（わかばやし しんきち）
夕日中学校の英語教師。23歳。生徒に呼ばれているあだ名が、自分が中学の時に嫌っていた野毛山源吉という英語教師と同じ「ケムシ」という事を知り落ち込むが、実はベン・ケーシーの「ケーシー」だっと知る。眉毛が太く、スティーブン・フォスターが好き。
田所さん（たどころさん）
老人。春代という50年連れ添った妻を亡くしたが、その霊魂は今もそばにいて一緒に生活していた。やがて亡霊という正体を明かして消えていなくなってしまう。
青島（あおしま）
「ヨドバシオモチャ」のデザイナー。ライバルの「土井玩具」に負けじと、相手が作っていない戦争もののオモチャを作って売り上げを伸ばし次期社長も視野に入っていたが、ヨドバシ製のオモチャで子どもが手を怪我してしまう事故が起こり、取引先からどんどんキャンセルされてしまう。
木下昌子（きのした まさこ）
19歳の女性。こ難しいことを言うW大学経済学部4年の森田進一という21歳の男と「鏡荘」というアパートに引っ越してきた。喫茶店のウェイトレスをしている。部屋の窓に映る中島礼子という以前その部屋に住んでいた女性の姿を見るようになる。
亀田夫婦（かめだふうふ）
苦労して頭金を貯め新築の分譲住宅を購入し二人の息子と暮らしている夫婦。分譲の隣の家に越してきた鶴田一家が元気がないことを住宅ローンの返済が苦しいと思い込み、自宅の食事に招いて励ました。実は鶴田一家は田園調布の300坪の豪邸に住んでいた金持ちだったのだが、事業に失敗してこの家に引っ越してきたのだった。
林真季子（はやし まきこ）
主婦。若い頃、歌手の加山栄作と同姓同名の3歳年下の人物と同棲していた。今は結婚し息子と娘がいる。旧姓は江原。
松井スマ子（まつい すまこ）
80過ぎのおばあちゃん。60年連れ添った夫と元気に暮らしている。お見合いを沢山していたせいで、今の夫とお見合いした場所を勘違いしていた。最近忘れっぽい夫はその場所の事はきちんと覚えていた。
お花（おはな）
庭にヨモギがたくさん生えている家に黒猫のタマと暮らすおばあちゃん。人嫌いで近所付き合いがあまりなかったが、とある事件がきっかけで人嫌いが直る。
大杉さん（おおすぎさん）
大杉勝男の母。40歳目前。体力には自信があり力持ちだが、ことわざを間違って覚えたりしていることから、あまり学がない模様。
酒好きで怠け者の夫と喧嘩が絶えなかった。たまたま競艇で儲け、上機嫌で家族全員をレストランに連れて行ってハンバーグを食べさせてくれた数日後、酔っ払って道路で寝ている所を車に轢かれて夫は死んでしまう。しかし、その時は棺にすがりついて大泣きしており、あれだけ喧嘩をしていても、彼女にとっては大切な夫であったことが表現されている。
その後次男と三男は養子に出され、長男の勝男と末っ子のしげ子と三人で暮らしている。キャバレーで働くがお客がつかず（接客したお客が2度と店に来てくれなくなる。オーナー曰く「たまたま君の顔が死んだおふくろに似ていたから、気の迷いと懐かしさ、甘えたさで採用してしまった」）すぐクビになり、その後は大衆食堂で働いている。
買い物ではとことん値段をまけさせたりするドケチぶりで、すぐ勝男を殴ったり、言葉遣いが乱暴で相手を罵倒するなど気が強いが、実は子どもに甘い面もあり、ジャンパーに迷子になった時の非常用のお金百円を縫い付けたりした。亡くした夫が唯一くれた物はオルゴールの宝石箱。花が好き。
木下捨子（きのした すてこ）
水商売をしている女性。最初は子供の木下清一に虐待を行っていたが、「弁当勉（べんとう つとむ）」先生という音楽家が清一の音楽の才能を見つけ、イタリアに連れて行く。最初は弁当先生を信じていなかったが、後に高く評価するようになる。
ユカさん
両親に無理矢理お見合いをさせられ、恋人の牧田順一と駆け落ちするも、待ち合わせの東京駅に順一は現れず、結局駆け落ちは中止。親の決めた相手と結婚し、二人の子を持つ。後に東京駅で順一と再会し、駆け落ち当日の真相を知る。
牧田順一（まきた じゅんいち）
ユカさんと駆け落ちをしようとした男性。だが駆け落ちは中止になり、会社の重役の娘と結婚するも、離婚し会社を辞める。その後、下町出版有限会社のデスクとなり別の女性と再婚した。
広尾（ひろお）
根倉冬樹と仲吉今日子の幼馴染で、大手出版社に勤めている。今日子の事が好きなようである。マンガの持ち込みにきた三ノ輪について才能がないと思うも本人には言えず、荒川恵一に忠告するよう頼む。
藤井さん（ふじいさん）
とある会社に勤める独身貴族。ある年の暮れに遊びすぎて、正月に金も無い食べる物も無いという大失敗をしでかす。その窮地を友人の家族の暖かさに救われたことから、半年後に見合い結婚をした。
北国親子（きたぐにおやこ）
父の耕二郎は東北出身で7人兄弟の次男、母の奈津子は九州出身の一人っ子。毎年お正月は耕二郎の実家に帰省することに決まっているが奈津子はたまには自分の実家に帰りたいと思うも、息子の哲也もスキーを楽しみにしていたりでなかなか言い出せない。そんな中、耕二郎は勤務先の友住物産株式会社の上司の田村部長から、一人娘の奥さんを大切にしろと言われ、正月は奈津子の実家に帰ることにした。
鶴亀竜彦（つるかめ たつひこ）
父・竜吉から三味線鶴亀流を引き継ぐよう教育を受けていたが、陰でギターを練習しておりシンガーソングライターになるといって父と対立し家を出る。その後バックバンドや流しをやるも目が出ず、父が危篤状態と知り、家に帰る。父に三味線を弾いてみせると、父は息子の腕前に納得いかず病床から立ち上がり、一喝。元気になった父から三味線の指導を受ける日々が戻った。
中村秋子（なかむら あきこ）
病気で入院している母を持つ女性。母が亡くなった後、家の行李から母が若い頃に書いた詩集を発見した。息子がいる。
母（はは・本名不明）
子ども3人の母。子どもの頃は泥だんご作りの名人。犬のシロ、猫のミーを飼っている。
おばあちゃん（本名不明）
飼い猫のモモと話ができる、リューマチ持ちのおばあちゃん。家族は息子夫婦と孫が二人。家族が一泊旅行に出かけている間にモモがつれて来た三丁目の猫達と新年会を楽しんだ。北斎先生(猫)にリューマチを治してもらった。
岡本山太郎（おかもとやま たろう）
腹話術師。戦前は日本一の腹話術師といわれていたが、最近はあまり仕事をしていない。石坂浩一に腹話術を教えるうちに、また表舞台に立つようになった。空襲で妻と息子を亡くしており、息子の「小太郎」という名を腹話術の人形につけている。トムという犬を飼っている。
遠井道則（とおい みちのり）
M大学経済学部を卒業し中上産業株式会社に入社する男性。学生時代、アパートの隣の部屋に引っ越してきた雪国生まれの雪野トキに一目ぼれする。清楚な女性だったがだんだんと都会の汚れに染まっていく彼女を遠井は常に想っていた。悪友の飯塚のハッパに奮い立ちトキが実家に帰ろうとしていたところをプロポーズをする。
梅原隆二郎（うめはら りゅうじろう）
茶川先生の「少年冒険団」の挿絵を担当することになった売れない画家。芸大出身。茶川先生と意見がぶつかり何度も揉めるも、じきに和解し飲み仲間となる。貧乏暮らしで妻と二人の子どもと落穂荘アパートで暮らす。弟の家に金の無心に行くので弟夫婦から煙たがれている。
安田信男（やすだ のぶお）
神田商事に勤める係長の38歳。怖い妻の照子と二人暮らし。ある日野良犬を拾うが照子に飼うのを反対され、近所の未亡人の貞子に世話を頼む。信男が貞子と浮気をしていると勘違いした照子が貞子の家に乗り込むも真相を知り、野良犬はワン公と名づけられ安田夫婦が飼うことになった。
山田三枝子（やまだ みえこ）
48歳の主婦。夕日高等学校の同窓会の誘いが来てダイエットに励む。理恵と和行という子どもがいる。
三浦百和（みうら ももかず）
出版社に勤める男性。森久保アパートで同棲している広告代理店に勤める山口友恵にプロポーズしたが、友恵は最初エイプリルフールの冗談だと思った。
杉田さん（すぎたさん）
夫とヨシオという息子と娘と四人暮らし。隣に引っ越してきた松島さんの夫とは昔2年間同棲していて、その頃作っていたカレーを作って松島家に届けた。
松島さん（まつしまさん）
杉田さんの家の隣に一家で引っ越してきた男性。妻と息子のマサルの三人暮らし。タバコは「いこい」を吸う。
春子（はるこ）
第11集「コスモスの花」で初登場。伊藤秋子の双子の姉。目元に泣きボクロがある。「日商商事」に勤めるOL。駅でいつも見る男性に一目ぼれしたが、その男性は妹の秋子をデートに誘いプロポーズした。ヤケになった春子は年配の男性と結婚するが、夫には大切にされる。子供はいない。
伊藤秋子（いとう あきこ）
第11集「コスモスの花」で初登場。春子の双子の妹。夫の伊藤幸男が３年前に交通事故で他界し、その後ポーロ化粧品（ポーラ化粧品がモデル）でセールスを務める。中学生の息子・修一がいる。修一の親友・原田辰則に惚れられたことがあったが、後に辰則の父親と再婚した（後述）。
園山田鉄造（そのやまだ てつぞう）
園山田郁子の父。会社では部長。五木杜夫という作家と同級生で、若い頃作家を目指していた文学青年だった事を園子に知られた。園子が同じ職場の遠山志郎と結婚することになった際、志郎の母・志津子と会うが、二人は昔、文学を語り合う恋人同士だった。他に裕子と早苗という娘もいる。
園山田郁子（そのやまだ いくこ）
「神田館出版社」に勤める雑誌記者。父の鉄造が頑固で、よく取材内容や行動にけちをつけられる。大食漢であったこともあり、いつも体重を気にしている。雑誌の企画で水着のモデルになるためダイエットをしたが、グルメ取材に変更されてからリバウンド。柔道３段で、ドラキュラを投げ飛ばしたこともある。女三人兄弟の長女のため、婿を取って家を継ぐことを父から期待されていたが、同じ職場の遠山志郎と結婚し嫁に行った。
文子さん（ふみこさん）
第10集「短編小説」に登場。大正時代の末、まだ帝大の学生だった頃の茶川竜之介が泊まった温泉旅館「栄華館(えいげかん)」の娘。美人ではないが性格が良く、客にも人気があった。彼女にとって茶川は初恋の人だったのだが、彼女はいつしか茶川のことを芥川龍之介だと思い込んでしまっていた。茶川が30数年ぶりに栄華館に泊まった時はすでに故人で、彼女の娘である現おかみから、茶川はその話を聞かされる。
山野秋子（やまの あきこ）
第58集「ライバル」に登場。茶川竜之介のファンで、20歳くらいの清楚なロングヘアの美女。ハンサムな兄がいる。裕福な家庭に生まれ容姿にも恵まれながら、病気のため幸薄い人生を送ってきた。入院中、茶川の冒険小説を偶然読んでファンになり、自分でも小説を書き始める。やがて「緑沼アキラ」のペンネームで連載を始めるが、その結果茶川からライバル視されてしまう。その年の秋病床から一時的に解放され、尊敬する茶川に会いに行くが、その後再び病状が悪化。連載の最終回をなんとか書き上げてのち、息を引き取った。なお、映画版の緑沼アキラの正体は淳之介。
森田さん（もりたさん）
角丸商事という会社で課長をしているサラリーマン。妻子とともに三丁目に住む。部下にボウリングなどを教えたり女子社員を下の名前で呼んだりとフランクな付き合いを心がけているが、実際は部下からは疎ましく思われていた事を知りショックを受けた。ネクタイのセンスも若々しいつもりだったが趣味が悪いと言われた。学生時代からの知り合いの女性が経営している「赤い灯」というスナックの常連（やがて閉店）。運動神経は抜群だが、過去のトラウマから水泳だけは苦手。息子のマサルに海水浴をねだられて、本気で悩んだこともある。会社では営業成績ナンバー1。妻に自分の書斎をマサルの勉強部屋にすると言われ、反対するも押し切られ虚無感でいっぱいだったが、マサルから一緒に使おうと言われ喜ぶ。元日には父の実家に親戚が集まり明治神宮に初詣に行く習慣がある。飼い犬はコジロー。
幸子さん（さちこさん）
病気のお姉さん。名前とは裏腹に幸薄い人生を送っており、小遣いを必死で貯めて買ったという幻燈機が唯一の宝物。
常に臥せっていなければならない、一旦せき込むと止まらないほど体調が悪く、煙草の煙も駄目なことから、恐らく結核か、気管支関連の病気だと思われる。三丁目の大人たちからの評判も良くなく、「病気がうつるといけないから」という理由で子供達は遊びに行くことを差し止められてしまった。また、「色街にいたらしい」という噂をたてられたりもしている。
真面目そうな青年の婚約者がおり、幸子のことを「結婚した後、僕の田舎の実家で静養しよう」と考え、必死に自分の親を説得していた。ようやく説得が叶い、田舎から手紙と共に桃を幸子の元に送っている。
「この半月ほどは身体の調子が割と良いから、彼と一緒になれば私も幸せになれるかもしれない」と、引っ越しのための荷造りをしている最中に喀血。「所詮、すべて夢だったんだ…あの幻燈の中の絵のように…」と、沈む夕日が部屋を照らす中、自らの死期を悟る。普段から何かと懇意にしてくれていたおばあさんが慌てて医者を呼んでくれたのだが、もはや手の施しようが無く、その日のうちに亡くなってしまった。何もない部屋の中にたった一つ残された遺品の幻燈機を見ながら、青年は涙に暮れた。

### 中学、高校、大学、専門学校生
川崎敬三（かわさき けいぞう）
夕日高校に通う高校生。この当時の学生らしく、太宰治にかぶれてニヒルを気取っていた時期もある。姉・光子と弟・ユキヒロがおり、家を建て替える前は狭い部屋に3人一緒に入っていた。母の京子（「まき子」の表記の回もあり）、「三共精機」の二課で働く父の広太郎（誕生日は11月23日）と祖母と6人暮らし。合気道を習う姉との仲はあまりよくなく喧嘩ばかりしていたが、姉の結婚後は自殺未遂をした姉の面倒を一時見るなどしている。ユッコという彼女がいたが京都に引っ越した模様。「敬造」の表記の回もあり。飼い猫もいる。母の姉は姑と仲が良くない。家に電電公社に電話をひいてもらうも、姉の大学の入学金のために1年あまりで売ることとなった。山本悦子の家とは隣同士で、向かいに坂上やす子が住む。
山本（やまもと）
高校生。川崎敬三の親友。裕福な家庭で勉強もよくでき、教師のものまねでクラスの皆を笑わせるなど、一見好青年で人気者にも見えたが、梅雨の6月に突然自殺した。実は本人は、母親の過度の期待など、家庭内の事情でかなり思い悩んでいたようで、皆の前では自分はピエロを演じていたと、生前に郵送していた遺書で親友の川崎に告白している。
古永小百合（ふるなが さゆり）
聖マリア女子大4年生。弁護士を目指している霧島三郎（きりしま さぶろう）と婚約していたが、彼は司法試験に計4回落ち、小百合を捨てて故郷へ帰ってしまい町役場の職員となる。そんな彼を追いかけて結婚した。
佐伯祐子（さえき ゆうこ）
美大生。21歳。岸田竜平という25歳の恋人がいる。夢だったパリへの留学が決まり、反対する竜平と喧嘩をしてしまうが、留学はとりやめになり竜平とも仲直りする。住んでいるアパート「銀巴里荘」の庭の木が憧れのパリの街路樹のマロニエの木だと知り驚く。
品川（しながわ）
同じ大学（アニメではヤセダ大学）に通う親友、細野と一緒に白雲館に下宿している苦学生。小説家を目指していたが、父の危篤の知らせにより故郷に帰ることになる。豪快で友情に厚い。
細野（ほその）
同じ大学（ヤセダ大学）に通う親友、品川と一緒に白雲館に下宿している苦学生。線が細く丸眼鏡をかけている。アルバイトで三浦雄一郎の家で家庭教師をしている。後に念願かなって三友商事という大企業に就職が決まる。
相馬（そうま）
T大生。白雲館に下宿している。三丁目に住む中学生、広岡陽一（後述）の家庭教師をしている。勉強には厳しくリアリスト的な発言が多いが、実際は友情に厚く心優しい好青年。過去に火事で両親を亡くし、親戚に財産を取られて一家離散の憂き目に遭った事がある。卒業後は故郷に帰り就職、兄弟を引き取って幸せに暮らしている。
広岡陽一（ひろおか よういち）
中学生。家庭教師に来た相馬に最初は困惑するものの、仲良くなり成績も上がる。妹がいる。
岩田和夫（いわた かずお）
岩田内蔵助の息子。実際は内蔵助の弟の鉄三の息子で、空襲で和夫以外が死んだため、内蔵助夫婦が引き取った。その事と母の松子が再婚だった事を後に結婚する妻のトモ子から知らされ驚愕した。大人になり広新広告株式会社という会社に勤める。
マコ
美咲女子高の生徒。学校の森田先生に恋をするが、彼を狙うライバルは多い。そんな彼の誕生日に手編みのセーターをあげようと、編み物好きの母の指導を受けながら四苦八苦してようやく完成させるも、誕生日当日、森田先生は家庭科のユリ子先生と婚約したことを知り、撃沈。その後セーターは道端で告白され付き合うことになったR高校の大友にあげた。
佐々木小次郎（ささき こじろう）
北奈荘に住むN大学の4年生。恋人の伸子は自分より背が高く、上底の靴と髪型で身長をカバーして付き合っているが、靴を脱ぐ場所に行けないのが悩み。
尾形淳子（おがた じゅんこ）
血の繋がっていない兄の尾形英夫のことをずっと想う女子大生。同じ女子大の親友の江夏京子の協力で、京子の弟と恋人という芝居を英夫に見せつける。後に英夫はプロポーズしてくれた。
大山根子（おおやま ねこ）
グラフィックデザイナーを目指して上京し、代々木のデザインスクールに入学する女の子。先生に絵が上手いからイラストレーターへ転向することを薦められ、その後フリーのイラストレーターとして活躍する。同じクラスの森静一に告白されるが、彼はデザイナーを諦め実家へ帰ってしまう。笑うとネコ顔になる。
赤井（あかい）
小さい頃からの親友の青島と大学で応援団に入り副団長となる。デパートのエレベーターガールの直子に惚れ、青島の協力で付き合うこととなる。
井上周平（いのうえ しゅうへい）
W大学政経学部4年の21歳。アキ子という広告会社で働く恋人と毎朝上野の喫茶店でデートするために早起きしている。結婚も考えていたが、アキ子は三河島事故で帰らぬ人となった。後に35歳で結婚をし、かつてアキ子が住んでいた我孫子に家族と住む。
中原めぐみ（なかはら めぐみ）
夕日高校の女子高生。学校では暗くて嘘ばかりつき「ホラミ」と呼ばれ嫌われていたが、自作の詩の才能を発見され、クラスメートが尊敬の目で見るようになった。後に女流詩人となる。年子の妹・江美がいる。
中原江美（なかはら えみ）
中原めぐみの妹。いつもいばったりバカにしてくる姉と同じ高校に入る。姉は自分の事をクラスのアイドルで人気者と言っていたが、姉の教室に行くと、姉は一人ぼっちでおりクラスの嫌われ者だということを知ってショックを受けた。姉の自作の詩を勝手に雑誌に投稿し、それが掲載されたことで姉を見るクラスメートの目が変わった。
麵出留（めんでる）
夕日高校の生物部。二年の時の文化祭が終わり、次期キャプテンを任命されると思っていたが、キャプテンの駝宇院（だういん）が任命したのはおとなしい小松原徹で、麵出留はマネージャーだった。納得がいかなかったが、活動していくうちにつれて自分と彼の性格を理解しだんだんと納得することとなる。
小松原徹（こまつばら とおる）
夕日高校の生物部。おとなしくて実力が発揮できないタイプだが、生物部のキャプテンを任命される。戸惑いつつも、頑張り屋の麵出留のサポートもあり一年間を乗り越えた。
石田鉄也（いしだ てつや）
夕日高等学校の2年。読書が苦手だが、電車で知り合った白水仙女子高の遠山令子という女性と話を合わせる為に頑張って読書をする。クラスメイトで読書家の望月に力を借りようとデートに付き添わせると、彼は彼女と盛り上がり、恋のライバルとなってしまう。しかし、彼女はやがて北海道に引っ越してしまった。
近藤正彦（こんどう まさひこ）
私立青葉高校に通う17歳の男子。吉永小百合のファン。夕陽総合病院に入院する女性（松原小百合）に一目ぼれしお見舞いの花を渡すが、近眼だったためにおばさんだと気づかなかった。じきに松原の娘と付き合う。
望月（もちづき）
夕日高等学校の2年。デブの読書家。石田鉄也と恋のライバルとなる。後に石田と、自分の高校の文化祭がつまらないからと女子高の文化祭にガールフレンド探しに行く（第29集「文化祭」）。
石上勇気（いしがみ ゆうき）
石上三年の息子。いじめられていて友達もおらず登校拒否をしている。将来の夢は映画俳優。
坂本優子（さかもと ゆうこ）
高校二年の時、親友の田中ヒロ子に誘われ、ユースホステル旅行にハマり始める。やがて文京区役所の年金課に就職し、そこで青山さんという男性と出会い付き合うが、彼に思わぬ誤解を与えてしまう。
仲吉今日子（なかよし きょうこ）
両親と兄・隆一の仲良し家族と暮らす、芸術美術大学の学生。同じ大学の洋画科の先輩の根倉冬樹と付き合っている。毎年家族で行なっているクリスマスパーティーに根倉を誘うが、家族は緊張して根倉を困惑させてしまう。その後、中堅企業株式会社に勤めながらもイラストの勉強をしながら根倉と暮らす。やがて父・母・飼い猫のトミーが次々に死に、会社を辞めて、画家となった根倉と結婚しイラストレーターをしながら暮らす。
根倉冬樹（ねくら ふゆき）
芸術美術大学の洋画科4年の学生。画家志望。後輩の仲吉今日子と付き合っている。幼い頃両親を亡くし、兄弟とも遺産争いでバラバラになった。九州生まれ。仲間5人とデザイン会社を立ち上げるも倒産するが、その後有名な画家となって今日子と結婚する。38歳の時、竹矢部医師にあと半年の命と診断され、残される今日子を心配し、学生時代の友人の広尾に今日子と結婚して欲しいと頼む。しかし竹矢部の診断が誤診とわかり、急いで広尾を止めた。
落谷洋一（おちたに よういち）
私立朝日高校の2年5組の学生。彼は留年していて年が1つ下のクラスメートとなかなか馴染めずにいたが、ザ・ビートルズがきっかけで同級の中村と原田と井上順子と仲良くなり、順子とは後に付き合うこととなった。
青島（あおしま）
大学で応援団の団長となる。幼馴染の赤井のために、彼が惚れた直子を襲って彼に助けさせるという芝居をする。二人は晴れて付き合うようになりその後結婚することになるが、痴漢役を演じたがため式には行けず赤井とは疎遠になってしまう。北海道転勤前に赤井が直子に真相を話したことで、二人と再会することができた。
淳子（じゅんこ）
犬を散歩する男性と親密になりたくてロッキーという野良犬を飼い始めた女子。ロッキーは小さいが凶暴でその男性からは避けられるようになってしまい、だんだんと面倒も見なくなってしまった。やがて大人になる。
大田和夫（おおた かずお）
アイドルのキャンディーマコの熱烈なファンの大学4年。彼女が引退した後も彼女のことを忘れられずにいた。その後、就職先の食料品会社で出会ったマコ似の女性と結婚し、だんだんとマコのことは忘れていくが、マコが芸能界に復帰することを知り、再び彼女を気にする日々となる。息子と娘ができる。
日野正平（ひの しょうへい）
夕陽高等学校3年B組の学生。サイクリング中に知り合った宮崎よし子という女性に惚れ、デートを重ねるが、クラスメートの遠山から彼女をブスと言われたのをきっかけにだんだんと冷めてしまい別れてしまう。その後、彼女への罪悪感を残しながら、遠山と一緒に私立のS大へ入学する。好きなアイドルは柏原郁恵。
正男（まさお）
友人のキヨシと共に熱帯魚の飼育が趣味。隣町の魚住さんの家からたくさんの熱帯魚の盗みをする。
川島（かわしま）
弁護士を目指す苦学生。同じアパートの部屋に住む画家志望の学生・熊本星児の恋人で、近所の中華そば屋「中華軒」の娘・幸子は二人のために毎日のようにラーメンをタダでもってきてくれる。川島は幸子に惚れるも熊本の恋人ということで手が出せずにいた。ある日熊本は外国に留学することになり、幸子を頼むと言われるも彼女に思いを告げることはできなかった。月日は流れ、弁護士になった川島は画家となった熊本と再会。幸子を懐かしむ川島に熊本は自分の妻に合わせる。その妻とは幸子であった。
熊本星児（くまもと せいじ）
画家を目指す苦学生。近所の「中華軒」の幸子と付き合っていたが、留学し幸子を捨てる。7年後、画家で食べていける見通しが立つと幸子を呼び寄せて結婚した。
石川琢三（いしかわ たくぞう）
法学部に通う大学生。同じ白雲荘に住む女学生に好かれ、文学青年のような勘違いをされるが、通販で買っていたのはエロ本だった。
平野幸子（ひらの さちこ）
S女子大1年。電車で不良に絡まれているところを助けてくれたW大理工学部3年の山口英明とじきに結婚。息子の英一をもうけるが、彼が26歳の時、駅のホームから落ちた女の子を助けるために死んでしまい、彼への恨みをひきずったまま息子と生きていく。
石川達郎（いしかわ たつろう）
私立Z大法学部4年の22歳。就職活動中、服装や髪型などを気にせずありのままを見てくれという信念で何社も受けるも落ち、結局髪を切って真面目な格好で受けてようやく松越デパートに就職が決まるも、信念を売ったことに虚しさを感じる。
松山理恵（まつやま りえ）
20歳の女子大生。器量はイマイチだが、子どもたちには美人といわれる。山田一郎という医大生の彼氏にフラれ、彼にあげようとしていた手編みのマフラーを自分を好きになった男の子にあげた。
山本悦子（やまもと えつこ）
女性。妹・英美は味噌汁をごはんにかけたり、寡黙な父はごはんにバターを乗せたり、弟・球児は生玉子に穴を開けて飲み込むなど、行儀の悪い食べ方ばかりする家族と安上がりなおかずから、ボーイフレンドの夏川を家の食事に招くのが恥ずかしく思う。その後、父の部下の国見慎吾とお見合いをさせられるが、既に赤羽登という婚約者がいたため、国見との縁談を断り、保守的な性格の父と大喧嘩して家を出て赤羽と東都荘で同棲し始めた。やがて父とは和解した。水仕事のせいで手が荒れている母・鈴子は初恋の人と駆け落ちをしたことがあるという事実を、鈴子の末の妹でイラストレーターの理恵から聞き、驚く。将来の夢はグラフィック・デザイナー。山本家はこの時代にはまだ多くない電話を持つ家で、隣の川崎敬三の家に呼び出し電話をしていた。
山本球児（やまもと きゅうじ）
山本悦子の弟。夕日台高校の野球部キャプテンで、ピッチャーで4番を務める。甲子園の関東大会予選でベスト16まで進み、三丁目の人々からちやほやされてプロへのスカウトを期待していた。将来は弁護士を目指している。生玉子に穴を開けて飲み込むという食べ方をする。
原田辰則（はらだ たつのり）
夕陽中学校に通う中学生。同級生の伊藤修一の母・伊藤秋子に惚れるが、自分の父と秋子が再婚し、修一とは兄弟となってしまう。7月3日生まれ。
伊藤修一（いとう しゅういち）
原田辰則の同級生で、伊藤秋子の息子。原田辰則とはよく喧嘩をするが、前述の件で兄弟となる。6月生まれ。
植村大助（うえむら だいすけ）
N大学1年生で山岳部。登山が大好きで、「いつかある日」を口ずさむのが癖。そのためかつては先輩に「まるで山で死にたがっているようだぞ」と言われていた。登山者としての才能と運は幸いにも恵まれており、めきめきと頭角を現し、山岳部でも1番の腕前になって単独行をするほどになる。
やがて中堅企業株式会社に就職するも、仕事中も山のことばかりを考え上の空。ある時雪山で遭難し死を覚悟するも無事に生還すると、家族とともに同じ課の山口さんが心配して来てくれていた。彼女と結婚してもしばらくは山に登っていたが、子どもが出来ると危険な冬山登山をやめ仕事にも真面目になる。
しかし息子の慎一が高校に進学後、山岳部に入ると言い出し（ちなみに慎一も「いつかある日」を口ずさんでいた）、懇願されて大反対の妻を説き伏せしぶしぶ認めたが、入部後初の登山にて、彼の山岳部グループが雪山で遭難。引率の教諭を含めて全員絶望となる大惨事を招き（新聞の見出しに「冬山経験の浅いリーダー」「無謀な登山計画」と書かれていることから、上級生たちの実力やコミュニケーション能力などに相当問題のある山岳部であったことが示唆されている）、「俺が捜しに行く」と冬山に入ろうとするも「猛吹雪だから無茶ですよ」と周りに止められ、慎一は他界した。遺体が回収された後、久しぶりにその山へ妻と二人で登山し、慎一を偲ぶと共にかつての自身を反省する。他に娘の由美がいる。
荒川恵一（あらかわ けいいち）
W大学政経学部2年の20歳。都電通りのすぐ前のアパートに住む。大手出版社でアルバイトをしそこへ就職を目論むが失敗し、小さな江戸橋出版社へ入り腕利きの編集者となる。
三ノ輪（みのわ）
荒川恵一のアパートの隣に住む19歳。2年前に地方の高校を中退し上京してきてマンガ家を目指している。大手出版社の編集の広尾に才能がないと思われており、それを荒川の口から知らされるが、やがて将来、荒川の出版社の雑誌で描くマンガ家となる。同じアパートに住む青山さんという美人OLを荒川と狙っていた。
早川（はやかわ）
夕日高等学校の幻想文学研究会という同好会の会長兼マネージャー。「怪奇博物館」という同人誌を文化祭で売るために奔走する。やがて出版社の編集長となり、同じ同好会のメンバーだった世紀末光も彼の雑誌で書く作家となる。中学生時代、修学旅行先の城山公園にて城山中に転校し番長となった駒田大介と再会した。
世紀末光（せいきまつ ひかる）
夕日高等学校の幻想文学研究会という同好会の作家。本名は山田。書くのは遅いが読者には人気がある。やがて作家になる。
金田正太郎（かねだ しょうたろう）
夕日中学を卒業した男の子。同級生の白井・川島とともに「ブラック団」というグループ名を名乗っている。卒業式の3日後、ブラック団で奥秩父の山頂へ行きUFOとの交信を行いUFOを見る事が出来た。卒業後は高校へ進学し、白井は家業のクリーニング屋を継ぎ、川島は鉄道会社に就職した。
山本与太郎（やまもと よたろう）
不良の高校生。父親を殴り家を出て夜の道を歩いていると、3匹の幽霊が与太郎の元にやって来た。昔チロという飼い猫を飼っていた。
白石春美（しらいし はるみ）
江南高等学校に通う高校2年生。同じ放送部で幼馴染の野沢夏夫と恋人同士だったが、彼は突然破傷風で他界。悲しみにくれた春美は飛び込み自殺を試みるも未遂に終わる。その後「高松屋デパート」に勤務し、そこで出会う男性と結婚し、娘が出来る。
永谷園則男（ながたにえん のりお）
W大学の法学部の学生。三丁目にある白雲館という苦学生ばかりのアパートの5号室に住む21歳。山本山陽子という女性に一目惚れし、陽子の家に柿泥棒をしようとしたのがきっかけで彼女と結ばれた。陽子の父は陽子宛に男からの手紙が来ると勝手に開封して破いてしまうため、女性の偽名とあぶりだしをつかって陽子に手紙を送った。
吉野京子（よしの きょうこ）
県立夕日高校の3年。卒業したら郵便局に勤める。友達の咲子（サッコ）の恋人だと思っていた小野寺から告白され、小野寺のことが好きだった京子は友情と恋の板ばさみに悩み、プレスリー好きの姉の助言でサッコに打ち明けるが、喧嘩になってしまう。だがサッコは小野寺を京子に譲り、じきに結婚する。
吉野清一（よしの せいいち）
夕焼けヶ丘中学校の1年3組。いつも貧しい弁当を食べていることをクラスメートにからかわれていた同じクラスの小泉京子が気になり、自分の弁当のごはんを彼女の弁当と同じ麦ごはんに変えた。やがて京子と結婚し、松上電機東京本社に勤める。
早見優子（はやみ ゆうこ）
私立夕焼高校に通うガリガリの女子生徒。16歳。クラスメイトには「ガリ子」と呼ばれバカにされていたが、ツィッギーが来日し美人コンテストで入賞するやいなや、学校中の生徒からチヤホヤされるも、彼女が選んだのは山口君という彼女のことをバカにしてこなかったガリ勉の男子だった。やがて彼と結婚し新ゆりヶ丘団地に住み二人の子供をもうけるが、体質が変わって太ってしまった。
小山（こやま）
大学受験に四浪しており、浪人最後の一年を猛勉強し受験に挑むが、試験当日の朝、牛乳販売店のミヨちゃんがくれた牛乳を飲んだせいで試験中腹をくだし、あえなく惨敗。故郷に帰りミヨちゃんと文通の続け、5年後結ばれる。甘党のネコの面倒をみる。
高倉健一（たかくら けんいち）
鈴木則文の古い友人の息子で、大学受験のために上京し鈴木オートの六さんの部屋に同居する。六さんとパチンコしたりし友達となるが、大学に入ると会うことがなくなってしまう。その後偶然六さんと再会するが、六さんは彼の大学のグループに馴染めず、二人は再会を約束し別れる。
洋子（ようこ）
チエ子の姉。苗字は不明。夕日高校の女子高生。「耳無し芳一」「狼鬼」など怖い話を話すのが得意。幼馴染で初恋相手でもある岩坂裕次郎の面影が宿った押し絵の羽子板を買って大切にしていたが、チエ子に折られてしまい大激怒する。後に裕次郎と再会しチエ子を許してあげた。
白川冬美（しらかわ ふゆみ）
陽中高校に通う高校生。勝負事となると子ども相手にも本気になってしまう癖がある。万葉研究会に所属。憧れの藤原先輩の家の新年会に招かれ猫を被りおしとやかにしているも、百人一首の勝負で地が出てしまい藤原を負かしてしまって、醜態をさらしたと後悔するも、藤原は冬美宅に勝負のリベンジにやって来た。大学受験の年、兄は大学受験に二浪しており、この出来の良くない兄に冬美の両親は頭を悩ませている。翌年、兄妹はそろって大学に合格した。妹は直美。
ナガシマさん
野球をしている一平たちに声をかけ、北島三郎に慕われる。北島三郎は憧れのあまり、彼の正直な話を聴いてもなお「甲子園で活躍した大選手なんだ」と思い込んでしまった（本当は本人も言う通り補欠）。しかし、高校時代は甲子園出場経験もある強豪校に所属して甲子園のベンチメンバーにまでは選ばれていたこと（当時は子供の数が多いため、球児もとても多かった）、1打席だけ代打で立った時は見事ヒットを打っていること、町内野球大会ではホームランを4本も打っていることが作中の描写で示唆されており、草野球とは比べ物にならないレベルで上手いのは事実。野球を離れてしばらく経っているはずだが動きも健在で、かつてはレギュラー目指して毎日練習漬けの球児だったことがうかがえる。はるか年下である三郎に対しても少しも偉ぶることなく、部屋に招き入れてはお菓子をくれたり、野球関係の話や雑誌を見聞きさせてくれたり、時には野球の技術を教えてくれた人格者。
就職が決まったことで三丁目を引っ越す前に三郎から勝負を挑まれ快諾。高校時代のユニフォームを着て真剣勝負をし、彼の投球を見事打ち返しホームランとした。それでも三郎の球については評価しており、「ゴムまりだけどすごい変化球だ」「ピッチャーもすばらしかったよ、全力でやっと打てたんだ」と褒めたたえていた。彼が去った後、プロ野球界に長嶋茂雄が現れる。
権藤勇（ごんどう いさむ）
不良高校生。父・信吉は大蔵省の役人、母・美佐子は有名な女性評論家。父方の祖母が小さい頃から面倒を見てくれており、現在も両親は祖母に勇のことを任せっぱなし。勇は祖母に反抗しつつも祖母をいたわっていた。やがて祖母が他界し勇は更生した。
水野竜子（みずの りゅうこ）
子どもの頃は男勝りの女の子で、男の子相手に喧嘩するほどのおてんばだった。私立紅百合女子高校に入ると他校の男子番長を打ち負かすほどのスケ番となり、通っていた高校の名前から「紅百合のお竜」の二つ名を持つに至る。一方で尊敬していた男性教諭・滝川の言葉に従い猛勉強をして卒業式の代表生徒となり、大学にも進む。大学では、かつて尊敬していた滝川が校長と教育に関することで対立して追放された経緯から学生運動の活動家となり、その指導者の男子学生・山ちゃんに想いを寄せるも惨い形で裏切られる。さらに社会人となってからも男に負けないように生きながらも、男に振り回されてしまうが、後に自分の生き方を見つけることに成功した。

### 小学生より下の子（小学生は後述）
太田小雪（おおた こゆき）
3歳の女の子。母・由紀子がしてくれるお話を聞きながらでないと眠ることができない。母は交通事故で死んでしまうが、幼いのでその事もわからない。母の声が聞きたいと泣いていると、ある夜母とそっくりの声の人から電話があり、小雪の好きなクマとリスの話をしてくれて小雪は安心して眠れるようになった。声の正体は母の姉の秋子だった。
昭三郎（しょうざぶろう）
貧乏な家族の4人兄弟の三男。子どもができない父の兄の家に養子に出され、贅沢な暮らしに喜びつつも、本当は家族と離れ寂しくて泣いていた。年齢の記述がないため小学生の可能性もあり。
和彦（かずひこ）
4歳の男の子。母との思い出が全て母ではなくシロというメス犬だったことを大人になって父から母の23回忌の時に聞かされる。母の和代はずっと入院していてシロが和彦の身代わりで交通事故で死んだ1ヶ月後に他界した。家にはウメさんというお手伝いさんが現在も通っている。
桃山咲子（ももやま さきこ）
6歳の女の子。男の子とケンカばかりしている。小学校に入り、仲良しの吉永薫が実は男の子だということを知り驚くが、その後薫とは高校生になっても仲良しな関係でいる。
吉永薫（よしなが かおる）
桃山咲子の親友。母は薫の生前、息子を二人3歳で亡くしていた為、次に生まれた薫を小学校に上がるまで女の子として育てていた。高校生になると男らしく成長している。
美濃島淳子（みのしま じゅんこ）
5歳の女の子。母方の祖母の家に兄の正一郎とひと夏預けられ、夏の終わりにやってきた両親は離婚することとなり、父は兄を、母は妹を引き取り、別々に暮らすことになった。やがて高校生になり、祖母の家に帰っていた時、ずっと会っていなかった兄がやってくる事を聞き、胸を高鳴らせる。「美濃島」は旧姓。
瀬戸内秀男（せとうち ひでお）
5歳の男の子。先天性代謝異常の為なのか偏食が酷く、体の成長が遅かったが、母・和枝の努力により10歳頃には平均的な身長になり、体も丈夫になった。その後、夕日中学校に入学。

### 千夜一夜劇場（7巻）の登場人物
当項目の登場人物は7巻のエピソードにスター・システム的に出演している。しかし、他のエピソードにも出演している登場人物もいる。
青木五郎（あおき ごろう）
主に主役で二枚目半の役どころを演じる。
ヨーコ
基本的にヒロイン格の役どころを演じる。
黒田（くろだ）
厳つく豪快な人物を演じる。主人公の友人役から単なる暴漢まで演じている。
4巻『コッペパンの日々』の品川に良く似ている。
細野（ほその）
丸眼鏡をかけた細面の青年。主人公の友人役から敵役まで演じている。
4巻『コッペパンの日々』の登場人物で三浦雄一郎の家庭教師でもある細野に良く似ている。

## 夕日小学校
公立の小学校。昭和3年創立。生徒数1,200人。数年後に木造から鉄筋コンクリートになり、体育館やプールができる（第33集「クラス替え」）。

### 夕日小学校の先生
校長先生
のびのび教育を実践する先生。2学期から転任した。東北で仕事をしていて、娘の絵美子と一緒に東京に来ている。絵美子と一平たちがかまくらを作っていたところへ、なまはげに変装して登場し驚かせた。
山村先生
4年3組の担任を務める女の先生。普段は明るくやさしい先生で通っている。他の子と仲良くできず荒れていた頃の勝っちゃんに、学芸で主役を任せて更生へ導くなど、教育者として力量のある所を見せた。目覚まし時計が鳴っても起きれぬ程の朝寝坊。クラス替えではあまり生徒の入れ替えをしない方針。なお、鎌倉ものがたりでは、鎌倉ルパンの手下に同デザインのキャラが存在し、こちらはメガネを外すと中々の美人。
折口先生（おりぐちせんせい）
夕日小学校で40年教えている一番古い先生。日本の文化に詳しい。
稲葉先生（フランケン先生）
理科の先生。第8集「フランケン先生」で初登場。額の傷と怖そうな外見から、夕日小学校の児童の間では「フランケン」と呼ばれており、フランケンシュタインの孫の孫ではないかという噂がある。市川雷蔵に似ている。既婚で、美人の奥さんと可愛い子供がいる。理科クラブの顧問でもあり、北川美加の憧れの先生でもある。クラブの生徒を絹の博物館に連れて行ったことがある。また「ヌートリア」や「デジャブ」など、当時ではあまり一般的でない言葉も解説した。
熊田先生（くまだせんせい）
図工の先生。それなりに人気がある。立小便をしている所を、坂上やす子に目撃された（この時やす子は「山村先生」と呼んでいた）。美大で彫刻をやっており、二宮金次郎像に代わる夕日小の新しい像の作成を依頼されたこともあるが、女性のヌードの像だったためPTAの顰蹙を買い、意味不明なオブジェに替えられた。山村先生に好意を抱いている模様。
三坂先生（みさかせんせい）
図工の先生。生徒に一番人気がある。教育熱心で校長先生とよく対立する。学校で豆まきをしなくなったのを不服に思い、鬼に扮装して各家庭を回ることにしたが、警察に捕まってしまう。後に他の学校に転任してしまう。
山村幸子（やまむら さちこ）
5年1組の担任。第19集「狼少年」で登場。無意識に狼化した受け持ちの生徒・健一に襲われ大ケガを負う。4年3組の山村先生と容姿も似ているので、作中の時期が違うだけの同一人物の可能性あり（5年生の健一が本来4年生の大杉勝男にいじめられているので、普段の1年後の設定という説が成り立つ）。
豊島先生（とよしませんせい）
家庭科の先生。ミッちゃんに母がいないことを忘れていて母へのエプロンを作らせた。
桜井貞子（さくらい さだこ）
家庭科の先生。年齢は33歳。戦争未亡人で、15年間帰らぬ夫・忠太郎に対し操を守り続けていた。化粧もせず地味な服装なので実際の年齢よりも老けて見え、若手の先生に厳しく接することから教師間での評判はあまり良くない。しかしある日、戦死したと思われていた忠太郎が、南方の部族の娘と結婚し家庭を持っていたことを知り、悲しみにうちひしがれるも、心機一転、イメージチェンジして若返り、新たな人生を歩むことを決意する。
山田先生（やまだせんせい）
昭和46年。昭和32年度卒業の佐藤和夫と中村恵子という元教え子から結婚式の祝辞を頼まれるが印象の薄い二人のことをほとんど覚えておらず、他の先生や当時の同級生に話を聞くも誰も二人の事を覚えていない。
保健婦さん（ほけんふさん）
生徒たちや近所の主婦の間で宅間先生と噂になった。クラシックが趣味の独身の32歳。
若山先生（わかやませんせい）
ノースリーブにミニスカートを履き、桜井先生に怒られた新任教師。
吉岡先生（よしおかせんせい）
鼻毛の出た先生。
川崎先生（かわさきせんせい）
1組を担任する先生。山村先生と違い、クラス替えで伸びると思う子は他のクラスにする。だがその方針のせいで、お気に入りの渡辺ケン太にうらまれ続ける。数年後、病気で休職する。

### 夕日小学校4年3組
全児童47人のクラス。担任は女性の山村先生。座敷わらしが出没したのか、出席を取ると48人の日があった（後述）。
鈴木一平・古行淳之介は上記を参照。
北島三郎（きたじま さぶろう）
男の子。通称「サブちゃん」。一平の一番の親友であるが、年末に一度大喧嘩をしたことがある（除夜の鐘が鳴る直前に仲直りした）。髪型は坊主でよく帽子をかぶる。車に酔いやすい。体育は得意だが勉強は得意でない。運動会では裸足で参加し、毎年いろいろな種目に出場し賞品を取ることに燃えていた。野球の投球も得意。おねしょが直っていない。飛び出しナイフをひそませていて大怪我をしたことがある。北島家は男の子が一人なのに「三郎」なのは、長男の一郎が戦争中に空襲で死亡し、次郎は戦後栄養不足で病死してしまったから。ハム公というハムスターやコケ公というニワトリを飼っていた。第11集「お年玉・大作戦」では名前が原田三郎と表記されていた。妹がいる。将来の夢は野球選手。
三浦雄一郎（みうら ゆういちろう）
男の子。通称「ユウちゃん」。一平とサブちゃんと仲が良く、いつも一緒に遊んでいる。榎本美佐子に「一平の金魚のフン」と呼ばれた時に、一度だけ一平に反発したことがある。その後一人で遊んでいるところを誘拐され、一平に暗号の手紙を送り事件は解決した（この時の名前は雄二郎だった）。本人は知らないが、実は雄一郎は養子で、三浦家には以前に新一郎という子供がいて、小学2年のときに病気で亡くしていたという経緯がある。後に本当の母親が訪ねて来るが養父母に門前払いをされた。その後母親は病に倒れ入院したが、病床の元で最後に雄一郎と再会。自分が本当の母親だと雄一郎に告げぬまま息を引き取る。苦学生の細野に家庭教師をしてもらったことがある。三浦家は礼儀作法に厳しく、行儀が悪いと納戸に入れられるというおしおきがある。尊敬している人物はコロンブスで、将来の夢は電車の運転手。
矢沢健一（やざわ けんいち）
男の子。通称「ケンちゃん」。髪型は坊主で、左目尻の下に泣きぼくろがある。夕日町で1番のベーゴマの達人で、子供たちの間では「ベーゴマ仮面」の異名を取る。必殺技はイナズマ斬りと真空斬り。第20集「はらっぱ・ひろっぱ」では遊び場の原っぱを巡って他のグループとベーゴマ勝負し、見事勝利。第49集の「三丁目 スタンド・バイ・ミー」では、遠方の追萩町にいるベーゴマ番長とベーゴマ勝負をする為、一平たちと一緒に遠征に出向いたこともある。第34集「黄金の腕」では長江喜太郎とベーゴマ勝負に勝利し、喜太郎の妹の由美子を一時的に妹にしたことがある。かつて怪人Xにオモチャの自動車をプレゼントされたことから、怪人Xの「サンタクロース説」を支持している。「谷沢健一」との表記をされている話もある。体重は27.6kg。
大木戸ミチコ（おおきど ミチコ）
女の子。通称「ミッちゃん」。第3集「ミッちゃんと凧」で初登場。父親は建具屋を経営。2歳の頃に母親の春代が亡くなった為に現在は父親と2人暮らし。小学4年生ながら自分で家庭内の家事をこなしつつ父親の面倒も見ている。その為、多少大人びた所もあるが、時折子供らしい面も見せることもある。大の父想い。母の日がくると不機嫌になる。母親にそっくりな秋子さん（伊藤秋子と容姿も似ているが別人）という叔母がいる。家が貧しいこともあって、デパートに行った事がなく、デパートでお子様ランチを食べるのが憧れだったが、父の見合いの場に同席して達成した。初恋の相手は六さん。
北川美加（きたがわ みか）
女の子。お嬢様風の容姿で、ポニーテールの髪型をしている。第6集「パパはお金持ち」で初登場。元は豪邸に住み、毎日の目覚ましはお手伝いさんがするほどで、欲しい物は何でも買って貰える本当のお嬢様であった。が、父親の事業失敗により全てを差し押さえられ、三丁目に移り住む。当初はわがままだったが、ミッちゃんと知り合って以来変わり始めた。「光太郎」という弟が生まれたときはやきもちをやいている。極度の偏食だったが、大学に入って飲酒の習慣ができて改善。虫嫌いで理科の成績も悪いが、フランケン先生に憧れ、理科クラブに入ったことで、蚕の大切さに気づく。映画版では一平のはとこという設定になっている（姓は鈴木）。特技はピアノ演奏（豪邸の時に家にピアノがあり、先生にも習っていた）で、ショパンのポロネーズ（どれも小学生が弾くにはなかなか難しい曲）が弾ける。学芸会の演技が苦手。ジュウシマツを飼っている。尊敬している人物はフローレンス・ナイチンゲールで、将来の夢はお嫁さん。鎌倉ものがたりでは、「大西美加（おおにし みか）」「御馬背美加（おませ みか）」としても登場している。
大杉勝男（おおすぎ かつお）
男の子。通称「勝ちゃん」。初期にはゴンちゃん、勝彦（かつひこ）と呼ばれたこともあった（アニメでは勝彦としてのみ登場）。第3集「スカスカ人生」で初登場。4人兄弟であったが、父親が亡くなったため2人の弟は親戚に養子として出され、現在は母と妹・しげ子との3人暮らし。母想いの優しい少年で、新聞配達をして家にお金を入れて家計を助けている。弟たちと別れて以降も小さい頃は周辺の少年たちからはガキ大将として慕われていたものの、次第にやることなすことが裏目に出て、周りからは不良やいじめっ子と呼ばれ荒れていた時期もあったが、第11集の「君こそスターだ」で、学芸会の「レ・ミゼラブル(ああ無情)」で、主役のジャン・バルジャンを見事に演じてからは、皆に見直され一躍クラスの人気者になり更生した。第19集の「狼少年」では、矢沢健一と一緒にいじめっ子として登場したが、これが学芸会での主役を演じた後かどうか時期は不明。第39集「種まき」ではしげ子とたくさんの花を（半年間も粘り強く）育てて母へプレゼントした。第46集「ガスタンクの秘密」では、しげ子の病気がガスタンクの動きと関係していると思い込む。座高は76cm。尊敬している人物は二宮金次郎。
松田よし子（まつだ よしこ）
女の子。第3集「ミッちゃんと凧」で初登場。父親は公務員、母親は弁護士。誰とでもすぐ友達になるが、思い込みでよく喧嘩やトラブルを起こす。ままごとで自分中心の行動をとることが嫌われることもある。最初期には「みどりちゃん」と呼ばれていたこともある。父親が21歳ホステスと浮気し、離婚話にまでなったことがある。おこづかいは毎月300円（ノートや鉛筆代含む）。尊敬している人物はキュリー夫人で、将来の夢はお医者さん。
坂上やすこ（さかうえ やすこ）
女の子。第21集「おままごと」で初登場。おしゃべりで秘密の話までも喋ってしまう事から当初は「放送局」というあだ名だった。きよこという妹がおり、時折いじわるすることもあるが基本的には妹想いの優しい姉である。姉妹なのに2人とも雛人形を買ってもらえないことが不満であったが、ある日、地蔵のお堂に置いてあったお内裏様の人形を拾う。母に見つかり持ち主の野々宮トミに返されるが、母は翌年雛人形を買ってくれた。書道教室に通っている。おやつのカステラを楽しみにしながらの下校中、車にはねられ竹矢部総合病院に運ばれ生死の境をさまよっていたが、「カステラ…」と言いながら意識を取り戻すほどの食いしん坊。すき焼きを作ってもらえないことが不満だったが、豚肉と野菜の多いすき焼きを作ってもらって満足。雨蛙に好かれた事がある。一平達に騙されサブちゃんを殺したと思い込んでしまい、蛇苺を食べて死んで償おうとしたことがある（蛇苺は無毒）。可愛がっていたぬいぐるみのうさちゃんに飽き、きよこにあげるも気が変わってまた取り返したりしたことがある（最終的にきよこにあげた）。ミーちゃんという猫を飼っている。
榎本美佐子（えのもと みさこ）
女の子。第22集「植物標本」で初登場。メガネと三つ編みが特徴の委員長タイプで、現在は一平とともに学級委員をつとめる。普段は至って真面目な性格だが、時折多少こすっからい面も見せることもある。山口考太郎と仲がいい。作文が得意。実はメガネを外すと美人。母と一緒に植物採集に出かけて立派な植物標本を作ったことがある。父親は交通事故で他界しており、美佐子の偏平足は父親似らしい。
加藤ひろし（かとう ひろし）
男の子。第16集「一番星みつけた」で初登場。加藤ひろ子とは（表向きは）双子の姉弟。頭は悪いが基本的に普通の男の子で、サンタクロースの存在を頑なに信じたり、祖母から聞いた湯たんぽが歩き回るという話を信じるなど純粋な面もある。ひろ子とは毎日喧嘩ばかりしていたが、ある時、ひろ子は母・スミエの妹の死んだフミ子の娘であることを叔母から聞かされ、以来、ひろ子のことを思いやるようになり仲良くなった。ひろしはこの秘密を誰にも話さず心の奥底でずっと守り続ける。
加藤ひろ子（かとう ひろこ）
目の大きい女の子。第16集「一番星みつけた」で初登場。加藤ひろしとは（表向きは）双子の姉弟。気が強く頭も良いが、多少ずるがしこい所もある。赤ん坊の頃に事故で両親を亡くし、母・フミ子の姉のスミエに引き取られたという経緯がある。その際、息子のひろしと誕生日が同じであることから、2人は二卵性双生児ということにされて育てられた。おままごとが好き。小学生時代以外にも、第27集の「星に願いを」や第29集の「合格祈願」などで中学→高校と成長した話もある(成長したひろしは後姿でのみ登場)。中学時代には遠山君という同じ夕日高校を受験したボーイフレンドがいる。将来の夢はバスガイド。
倉田まり子（くらた まりこ）
女の子。第14集「お母さんのミシン」で初登場。一時期父が体の不調で入院したため、母が洋裁で家計を支えている。家庭が貧しいことや母親が洋裁が得意という理由で、子供の頃はつぎはぎの手製の洋服を着せられることが悩みである。しかし、いつも糸と針を持ち歩いており、裁縫は得意。一平が企画した4年3組の美人コンテストで、勝手にノミネートされたにも関わらず審査員の一平たちとの利害関係が無かったことでメンバーで唯一落選し、泣いてしまった。箱庭好きの祖父・兵吉がいた。中学（夕陽中学校）→高校→朝日信用金庫に就職→大友さんと結婚→娘を出産するという人生を描く話もある。
菊地マリ子（きくち マリこ）
女の子。第18集「白いエプロン」で初登場。母親を亡くした後に父が再婚するも、新しい母親のユミ子と中々馴染めずにいたが後に和解。料理が得意で、病気で入院して母親が不在だった長江喜太郎の家に、毎日晩ご飯を作りに行くなど優しい面もある。クラスの会計委員でもある。ヒロユキとトシという2人の弟がいる（ヒロユキが一平たちと野球をしているシーンがあり同級生のようにも見えるが、マリ子が一平たちと同級生）。足が速いらしく、運動会では800メートル競走の代表選手に選ばれたこともある。初出の時の名字は岡田。「菊池」の表記の時もあり。『鎌倉ものがたり』では、「倉井闇子（ヤミー）」という容姿が全く同じ魔物のキャラクターが登場しているが、性格は三丁目の夕日とは正反対である。
湯川進（ゆかわ すすむ）
トーマス・エジソンを尊敬している男の子。第14集「発明王エジソン」で初登場。実家は和菓子屋。母の親戚の江地さんは金物屋を営む発明家。中学では科学クラブのキャプテンになり、江地さんの発明の特許から入るお金で行かせてくれた大学で科学者の卵となる。
森戸いずみ（もりと いずみ）
女の子。第35集「猫達の午後」で初登場。モモちゃんという猫を飼っているが、実はやすこちゃんが飼っているミーちゃんと同じ猫。互いの家を行ったり来たりしている（後述）。
岡部めぐみ（おかべ めぐみ）
女の子。第23集「優曇華の花」で初登場。お金持ちで裕福な家庭に育っており、新築の大きな一軒家に住んでいる。1学期の終わりに引っ越してきた。クリスチャンらしく、家では食前にお祈りをする習慣がある。以前北川家で差し押さえられた美加のピアノはこの家に買い取られており、美加がこの家に誕生会で呼ばれた時に再会した。同じクラスのチエ子とは相互の家にお泊りをするほど仲が良い。自分では歌が上手いと思い込んでいたが、後にテープに録音された自分の歌声を聴いて音痴だと気づく。歌手の夢を諦めたあとは看護師を夢見る。一平の事が好き。ペスというスピッツ犬を飼っている。後に野良猫を拾い、ペコと名づける。
阿部マリア（あべ マリア）
美少女。歳をとっててツギハギの服を着ている両親と貧乏な家を恥ずかしく思う。その後スカウトされ子役でデビューし大人気女優となって両親を贅沢させている。
大原れい子（おおはら れいこ）
女の子。第10集「いたずら教室」で初登場。級長(クラス委員)をしている。風紀のチェックが厳しくおせっかいだが、級長の選挙では皆大原に票を入れるらしい。生真面目でがり勉なところから「ガリレオ」がニックネーム。強度の眼鏡をかけていて、眼鏡を取られると何も見えない。突然結核を患い療養することになり、ラストは死を連想させるような終わり方で、原作では1話限りの登場だったが、アニメ版ではその後のエピソードにもちゃんと顔を出している。
山岸陽太郎（やまぎし ようたろう）
男の子。第26集「節分」で初登場。父は病気で借金をしていてある夜一家心中を考えていたが、その父と母が鬼の姿に見え逃げ出した。その後両親は優しいいつもの姿に戻っていたが、父は半年後に他界。母から一家心中の話を聞いたのは大人になってからだった、
堀チエミ（ほり チエミ）
女の子。第21集「夕日小学校」で初登場。父親が大酒飲みでロクに働かない為に母親が次男を連れて家出しており、給食費も払えないという非常に貧しい生活を強いられている女の子。物覚えも悪く話すことも苦手だが実は頭は良く、作文では花丸を取ったり、図工でセンスの良い花瓶を作ったりと、時折隠れた才能を見せることもある。弟が二人いる。人間とは話すことが難しいが、鳥や動物と話せる能力がある。
松本聖子（まつもと せいこ）
第14集「潮干狩り」で初登場。クラス一の美少女。足のやけどの痕を気にしていつもズボンを履いていたが、クラスメイトの男の子の近藤俊彦に励まされカミングアウト。近藤俊彦のことが好きになる。比較的裕福な家に住む。4年3組のクリスマス会のプレゼント交換では高いシャープペンシルを出してみんなにお金持ちと冷やかされ泣いてしまうも、俊彦の手作りの糸巻きヨーヨーが自分に回ってきて喜ぶ（さらに俊彦にも自分のシャープペンシルが回る）。後に妹、伊代子（いよこ）が生まれる。縁日でヒヨコのオスを買ってもらい、ピー子ちゃんと名付けて可愛がっている。父は耕太郎、母は由美子。耕太郎の母も一緒に住んでいる。飼猫もいる。耕太郎のいとこの拓蔵は三浦市で農業をやっており、松本家によくスイカを持ってくる。また、たんぽぽさんの詩にも同姓同名で出演している。
近藤俊彦（こんどう としひこ）
男の子。第14集「潮干狩り」で初登場。家は貧乏。最初は他の男子と一緒に松本聖子のことをいじめていたが、後に彼女をかばうようになり友達になった。彼女と一緒に潮干狩りにも行った。
古賀鉄也（こが てつや）
男の子。第11集「十三夜」で初登場。家は貧乏。父はフルート奏者。鈴木オートの隣に住み、色んな家に貰い物をしに行かされる。父の就職先の楽団が決まり、遠い町に家族で夜逃げした。
犬山（いぬやま）
女の子。第43集「近道」で登場はしないが存在が明らかになる。一平がよく庭に忍び込んで近道をする家の妊婦が産気づいた時、この家の産婆を連れてきた。
河野隼人（こうの はやと）
カッパに似た男の子。二学期のはじめに転校してきた。明るい性格で水泳が得意。三丁目のはずれの河童沼が埋められた跡地に家がある。
ゆり子（ゆりこ）
女の子。苗字は不明。大きくなったら芝生のある家に住むのが夢。前の小学校で仲良しだったテッちゃん（ゆり子が呼ぶ松山徹男の愛称）と再会し、大人になって結婚する。二人の夢を叶えた小さな庭のある家に住む。
松山徹男（まつやま てつお）
ゆり子が前にいた小学校の生徒。大きくなったら庭に池を作って魚を飼うのが夢。夕日小学校4年3組に転校しユリっぺ（徹男が呼ぶゆり子の愛称）と再会し、大人になって結婚する。二人の夢を叶えた小さな庭のある家に住む。
チエ子（チエこ）
女の子。苗字は不明。第28集「家においでよ」で初登場。4畳半2間の家に、父、母、祖母、叔父(失業中でいそうろう)、姉、弟2人、飼い猫の大所帯。岡部めぐみと仲が良く、互いの家に泊まったこともある。祖母の臨終間際の誤解から、宅間先生を「人殺し」と勘違いしていた。姉の洋子（初登場時は和子）の大切な羽子板を勝手に持ち出して折ってしまい、洋子に殺されかけた。山椒大夫に似ているからということで、行商に来る富山の薬売りを怖がっていた。
井上洋太郎（いのうえ ようたろう）
男の子。第27集「迷信」で初登場。母は他界している。姓名判断や風水などの迷信好きの祖母がおり、父と近所に住むトヨ子の再婚をなかなか許さなかったが、祖母はだんだん心を開いてトヨ子は洋太郎の新しい母となった。
長江喜太郎（ながえ きたろう）
男の子。縁日や駄菓子屋のクジが大好きな勝負師。抜群のウデでよく1等や2等を引き当てるが、ハズレが続いてドツボにハマることもある。実力で茶川商店のクジで当たりを引いた数少ない人物。由美子という可愛い妹がいる。ベーゴマ仮面のケンちゃんに勝負を挑んだことあるが、善戦むなしく破れベーゴマを全部取られる。最後の大勝負に妹の由美子を賭けて勝負したがこれにも敗れてしまい、ケンちゃんに由美子を取られてしまった（後に由美子はちゃんと返してもらった）。一時期母親が入院しており、菊池マリ子が夕食を作りに通っていた。祖母（姓は大沢）の家が歩いて2〜30分のところにあり、よく兄妹で遊びに行く。坂上やす子の家がすぐ近所で、夜中にトイレで怖がっている声が聞こえ合う。
北野新一（きたの しんいち）
男の子。厚子という妹が1人いる。彼自身は比較的おとなしい性格だが、妹の厚子は正反対な性格。しかしクラスメイトは兄に似て妹の厚子もそうだと思っているので、人に紹介する手前、彼女にはおとなしい性格になってほしいと思っている。家は貧乏。小学生時代は病弱で、自宅で長期療養をしていたことがある。その際クリスマスプレゼントに鉱石ラジオを買ってもらった。厚子が間違えて古い油で作ったオムライスを食べて腹を壊して以降、オムライスは見るのも嫌いになった。社会人になってからは「中学社」という出版社に勤務。子供〜大人時代の話が何度も描かれ登場する珍しい例。
山口太郎（やまぐち たろう）
男の子。第24集「雪合戦」で初登場。腕白で、がき大将や女の子と喧嘩になることもしばしば。しかし自分に原因がないのに親や先生に叱られてしまう。「男は泣くものでない」との考えから、弟・次郎の弱虫ぶりが気に入らず、いじめることもある。しかし、弟が他人にいじめられていると助けることも多い。自分の弟と違い頼もしい父の弟（叔父）の裕二郎を尊敬している。
山口考太郎（やまぐち こうたろう）
榎本美佐子と仲がいい男の子。一緒に歩いているのを一平たちに見られた。山口太郎と同一人物の可能性があるが、顔が微妙に違う。
雪村ユカ（ゆきむら ゆか）
おでこに傷がある女の子。第37集「出航」で初登場。歌手である伯母さんのマリコが本当の母親なのだが、ユカは知らずにマリコの姉に育てられている。
植木太郎（うえき たろう）
男の子。植木の長男。5年生として描かれた時もある。4年1組の西郷一郎とそっくりだと周りから言われ、会ってみると本人同士もビックリするほどのそっくりだった。しかし実は彼らは双子で、別れた父・ひさしが太郎を、母が一郎を引き取ったのだ。本人達はその事を知らず友達として付き合っている。父をリンカーンや野口英世より尊敬している。
日辺美子（にっぺん みこ）
女の子。第32集「文通」で初登場。大井文男と幼馴染みであり、2年の時、結婚の約束をした。彼の転校後も文通を続けていたが、文を書くのが苦手なため程なくやめる。
大井文男（おおい ふみお）
男の子。第32集「文通」で初登場。文章上手。転校後もどこかで聞いた話のように幼馴染みの日辺美子に文通を提案し、それは小学生のうちになくなるが、S大学で再会し恋人同士となる。
松沼ひろし（まつぬま ひろし）
男の子。第14集「おもちゃの行進曲（マーチ）」で初登場。松沼おもちゃ店の息子。弟と妹とともに友達に店を宣伝しまくり、経営を助ける。
大蔵省太（おおくら しょうた）
男の子。第38集「省ちゃんと本」で初登場。クラスでも屈指の裕福な家庭に育ち、皆からも信頼されていた。
尾花勇（おばな いさむ）
男の子。第26集「おっぱい物語」で初登場。当時には珍しい横分けヘアーでおしゃれな服装と、外国文学が好きなインテリ風な面から女子には人気があるも、男子からはいじめられていた。母・房子のおっぱいを触りながらでないと眠れない。母は後に重い病にかかり帰らぬ人となってしまう。理科クラブに入っている。
酒井陽子（さかい ようこ）
女の子。第38集「省ちゃんと本」で初登場。酒井酒店の酒井美佐子の娘。弟がいる。大蔵省太と仲が良かった。
三沢大助（みさわ だいすけ）
男の子。第18集「雨やどり」で初登場。大工の父を持つ。
雨宮由美（あまみや ゆみ）
女の子。第18集「雨やどり」で初登場。家は雨宮カサ店で、お店を手伝っている。
木下清一（きのしたせいいち）
男の子。水商売をしている母、木下捨子から虐待を受けていた。寝小便をする、運動から勉強に至るまで冴えないが、ハーモニカの腕前だけは認められていた。その才能を認められて弁当勉先生と一緒にイタリアに渡り、母と別れた。
江口英和（えぐち ひでかず）
松葉荘に母と住む男の子。第40集「お父さんの顔」で初登場。図画の宿題で父親の似顔絵を描くことになったが、生まれる前に戦死した父の顔がわからず困っていると、女子高の美術部だった母が酔っ払いながら父の顔を描いてくれて、翌日母がそのことを覚えていないのをいいことに、自分が描いたことにして提出した。すると花丸を取って教室に飾られ、さらに区のコンクールでも金賞を取ってしまい、罪悪感がわいてくる。
南野洋子（みなみの ようこ）
女の子。第28集「切手」で初登場。父・竜一が船乗りだったが、沈没して行方不明になり、保存してあったエアメールの使用済み切手を手紙に貼って風船につけて飛ばす。
亀田修平（かめだ しゅうへい）
内気ないじめられっこの男の子。一平の影響でカメラに興味を持ち、母の里子は以前の夫・佐竹がカメラマンだったのが引っかかるも、父の鶴の一言でカメラを買ってもらう。一平からもカメラの腕前を認められ、一緒に学級新聞を作る。
石橋ワタル（いしばし ワタル）
男の子。刈上げ頭の少年。小学生時代はケンカが弱く運動も苦手で、チャンバラに強くなり千葉周作に勝ちたいいう思いから剣道を習ったり、いじめっ子に対抗するために、通販で忍術や超能力の本を買い込んだりもした。しかし中学生以降は背も伸び運動部のキャプテンを務めるまでになった。ストレス性による胃炎の持病持ち。大人になると英会話やパソコンの勉強をする。実という息子と茜という娘を持つ。キツネの親子の化身に騙されそうになるが、昔飼っていたハチ公という犬の霊魂に助けられた。
吉田シゲル（よしだ シゲル）
男の子。第15集「行楽シーズン」で初登場。最初は失業していた父親があちこちを転々としており母子家庭だったが、捨て猫のラッキーを拾ってから、父親の仕事が見つかり、母親の質屋通いもなくなり円満な家庭となっている。赤ん坊の頃から8歳までは父の姉の家に家族で居候していて、叔父のことをみおやげをよく買ってきてくれることから「みやのおじちゃん」と呼んでいた。一時ラッキーが知人に誘拐され不在となり不運が続いたが、数日後にラッキーが戻るのと共に持ち直した。飛行機模型の作成が得意であり、後にUコンの大会で優勝する。大人になってからは模型店を経営。後に妹が生まれるが、原作で主軸となっている時期には登場しない。
木下慎太郎（きのした しんたろう）
里子の息子の一人で長男。家の食事が貧しいからか、給食好き。特に鯨カツが大好物。非常に弟想い。お正月に弟の裕次郎と各家庭を回ってお年玉を940円稼いだ。お菓子屋（茶川の経営する駄菓子屋とは別のうさぎ屋）限定で超能力を使えると思い込んでいる（実際は店主のおばあさんを介抱したお礼から、おまけしてもらっているだけ）。流れ星に「餅が食べたい」と祈ったら、本当に家に鏡餅が飛び込んできた（お金持ちの家から転がってきた）。
秋山恵子（あきやま けいこ）
女の子。第26集「24色のクレヨン」にて初登場。海野俊作と仲が良く、お互い図画が得意。写生の時間に大切なクレヨンがなくなり、俊作を疑ったが自分の勘違いで、謝ってもわだかまりが取れないまま俊作は転校してしまった。将来一児の母となり、画家になった俊作と再会し、一枚の絵をもらう。
海野俊作（うみの しゅんさく）
男の子。第26集「24色のクレヨン」にて初登場。図画が得意。転校する歳に秋山恵子からもらった24色のクレヨンで描いた絵で学童絵画コンクールで賞を取り、その後画家となる。
結城令子（ゆうき れいこ）
女の子。生まれつき心臓が弱く、体育の時間も常に欠席し、色白なところから「ユーレイ」がニックネーム。隣の席のサブちゃんは思いやりに欠けていたが、野良犬を退治したことから思いやりができるといった効果をもたらした。
亀尾春子（かめお はるこ）
女の子。第39集「心の色」にて初登場。頭が悪くて運動神経が悪い上に暗いという理由で男子からいじめられ、女子からも無視されていた。ふとしたきっかけから大杉勝男と仲良くなる。心優しくしっかりした美人の姉がいる。
亀山陽介（かめやま ようすけ）
男の子。第40集「算数」にて初登場。他の科目はそこそこだが算数だけが非常に成績が悪く、名門の女子高出でクラス委員をしていた母の鶴子を悩ませる。
北霧鈴恵（きたきり すずえ）
女の子。第42集「着たきりすずめ」にて初登場。貧しい家庭に住んでいるために何時も同じ服を着てくる（着たきりすずめである）為に周囲からからかわれていた。。着せ替え人形の服を作るのが趣味。やがて転校する。
大杉戸ピー子（おおすぎと ピーこ）
女の子。北霧鈴恵の親友。周囲からからかわれる鈴恵を常にかばい、本当はルックス、スタイルが良いことを評価している。後に大人となった姿が描かれており、そのときの姓は泉で、娘が三人いる。弟もいる。
桑原繭子（くわはら まゆこ）
女の子。夏休み前は男の子と変わらない格好をして一平や三郎たちと一緒に遊んだ仲だったが、夏休みが終わったあとは女の子らしい格好をし、立ち居振る舞いも女の子らしくなった。それ以降、一平たちとは遊ばなくなってしまった。
早慶（そうけい）
男の子。名前は不明。第40集「算数」にて初登場。頭はいいが非常にわがまま。
関口（せきぐち）
男の子。名前は不明。第36集「幻影の町」にて初登場。イガグリ頭で「3」の目をしている。
浅野（あさの）
男の子。名前は不明。第18集「夏の終わり」にて夏休みに溺死したことが確認されているが、第38集「省ちゃんと本」の夏休み明けでは出席を呼ばれている。ゴン太と容姿が酷似している。
早見ゆう（はやみ ゆう）
女の子。第18集「夏の終わり」にて教室に貼られている「夏のうみ」という絵の作者。「4年3組」という記述はないので他のクラスの可能性もある。
江本（えもと）
女の子。第38集「省ちゃんと本」で出席を呼ばれている。おかっぱ頭。
ゴン太（ゴンた）
典型的ないじめっ子。大柄な体格で、子分らしき少年と二人で弱いものいじめを行うことが多い。そのため、五年のクラス替えでは別のクラスに飛ばされてしまった。しかし、以降はほとんど背が伸びず、中学生になった頃にはクラス一小柄で気弱な人間になってしまった。かわいい妹がいる。
トモちゃん
男の子。勝男と一緒に知らぬ町に迷子になったが、勝男が持っていた百円札で三丁目に帰ることができた。母は優しいが、この件で勝男を叱った。

### その他の小学生
大島政男（おおしま まさお）
男の子。母は女優の大島まゆみで父とは離婚している。母は女優業が忙しくて家にほとんどおらず、住み込みのお手伝い・スミエがずっと面倒を見てくれていた。泣き虫でいじめられっ子だったが、スミエのおかげでいじめられなくなった。ある日スミエは結婚することになり田舎へ帰ることとなり、千羽鶴をくれた。4年後、スミエはユカをいう娘を連れて大島家を訪れる。
竹林修平（たけばやし しゅうへい）
男の子。両親と三人家族。飼い猫もいる。貧しいので1本の傘を家族で使い回して使っている。ブランコから落ちて骨折したり、母は盲腸、父は胃潰瘍になり、さらに二度も空き巣に入られ、挙句の果てには会社が潰れるなど災難続きの年があり、原因は家の床下に住み憑いていた貧乏神だった。しかし正月になると転じて幸福が次々とやってきた。学校の帰り道にオカヤドカリを買って飼い始めた。
金子章一（かねこ しょういち）
父・須藤章が母・文枝と離婚し文枝に引き取られたので母の金子姓となる男の子。父は養育費を滞らせても章一には毎月500円を口座に振り込んでくれていた。初めは大満足の章一だったが、養育費を滞らせていたことを知り、父が会いにきたときに激怒する。後に文枝はパン屋・金子ベーカリーを開業。
福島二葉（ふくしま ふたば）
女の子。3年生。福島家の6人兄弟（和子、一郎、次郎、二葉、三郎、三登利）の4番目。家族は弟の三男で鬼っ子(反抗的で可愛げの無い)の三郎に冷たかったが、4番目・5番目の子どもになるとガサツに育てられると思い込んでいる二葉がよき理解者としてやさしく接する。しかし三郎が行方不明になった時には家族みんなで心配した。学校帰りに雨宿りしていた山賀家の一人暮らしのおばあさんと仲良くなり、以後学校帰りに道草で通うようになる。おばあさんはやがて亡くなり、遺体を発見したのも二葉だった。なおアニメ版では一平と同じクラスの4年3組にいるので4年生という扱いになっている。
千葉周作（ちば しゅうさく）
チャンバラ好きの男の子。大人になると、夢だった時代劇俳優になる。
川村章一（かわむら しょういち）
男の子。父の総一郎は九州に単身赴任しており、お盆と正月しか帰ってこない。妹、母、病気の祖母（父方）と暮らしている。菊地マリ子や一平と遊んでいることから4年3組の可能性あり。
北公路正志（きたこうじ まさし）
男の子。幼い頃から物知りで語学に堪能な父・志郎を尊敬していたが、母・貞子がいつも不機嫌なのが気になっていた。叔母の政子も母に同情したり、家も豪邸から小さい長屋に引っ越してしまう。その家庭の実情をだんだん知るようになり、中学生の頃には父に対して軽蔑の気持ちしかなくなってしまう。父は48歳で他界。
小林由美子（こばやし ゆみこ）
女の子。幼い頃、共働きの両親の代わりに姉の雪子が面倒を見てくれていたが、姉はやがて入院し、今の由美子には幼い頃可愛がってもらった記憶はもうない。雪子はよく作ってあげた雪うさぎを見せ、なんとか昔の事を思い出させる事に成功。後に雪子はこの世を去った。
長江由美子（ながえ ゆみこ）
女の子。4年3組の長江喜太郎の妹。兄喜太郎に基本的には大切にされるも、賭けの対象にされたり夜道で置いてけぼりをくらったりしている。一度遠方の友人宅に遊びに行ったために迷子になったが、そこで数ヶ月前に行方不明になっていた飼い猫のチロと再会した。なお迷子のトラウマで暫く悪夢にうなされている。タヌキ達にばかされてお月見祭りに招かれたことがある。千代子と容姿が酷似している。
北野厚子（きたの あつこ）
女の子。4年3組の北野の妹。小さな頃からボーイッシュで、おてんば娘。小学校の頃は兄に嫌われていた。中学では陸上部、一人称は「俺」を使い、兄は「兄貴」と呼ぶようになる。大学では大の飲兵衛。両親が九州に転勤したため、兄と一緒に住んでいる。そのため兄が保護者役。やがて兄を驚かすまでに女らしくなったが、相変わらず呼び方は「兄貴」。古い油でオムライスを作ってしまい、家族中が食中毒になってしまったことから料理が不安になっている。将来の夫の名は「春男」。
佐藤行雄（さとう ゆきお）
男の子。卒業式直前に母親が男を作って出て行ってしまい、卒業式に来てくれると信じている行雄のために中学生の姉の洋子が母親に変装し、行雄の卒業式に参加した。
幹夫（みきお）
男の子。富山県の魚津市に疎開していた頃家族は全員空襲で他界したので、終戦後迎えに来たのは親戚のおじさん夫婦だった。
井上まどか（いのうえ まどか）
お金持ちの家に生まれた12歳の女の子。死んだ母から甘やかされたりピアノのコンクールで優勝し天才少女ともてはやされたりで、わがままに育った。やがて家に美保さんという新しい母がやってきたが、言う事をきかないまどかをぶったり、甘い物しか食べないまどかに野菜をたくさん食べさせたりと、厳しくしつける。まどかは涙ながらに耐え抜き、やがて自身の偏食やわがままが直ってくるにつれ、憎らしい母が優しく思えてきた。17歳でピアノの国際コンテストで優勝した。
加代（かよ）
黒くてツヤのある髪を持つ女の子。祖母も今は白髪だが昔は綺麗な黒髪をしていて、祖母は加代が中学生の時他界するが、出棺前に白髪染めをしていた。
卓史秋子（たくし あきこ）
女の子。父・五郎はタクシーの優良運転手だが、数年後ダンプカーと正面衝突して死亡。事故の当日の朝、父の出がけにケンカをし、そのまま一生の別れとなってしまったため激しく悲しむ。後に照男という父に似た男と結婚する。弟がいる。
春菜（はるな）
女の子。両親と祖母、兄、飼い猫と暮らす。ご馳走の夢を見るが夢の中で食べると風邪をひくという迷信を信じ込み、ジレンマに陥る。夕食の天ぷらを食べて母以外の家族が食中毒になった。
石坂浩一（いしざか こういち）
独り言が癖の男の子。岡本山太郎という男性に腹話術を習い人気者となった。父も独り言が癖。タマという飼い猫がいる。
千代子の兄（ちよこのあに）
後述の千代子とは別人の千代子の兄。父を早くに亡くしていて貧乏暮らし。6歳の千代子が病気で死ぬ前年のクリスマスの晩、母はプレゼントを用意していなかったのに、二人にプレゼントが贈られていた。それは大人になった千代子の兄が置いていった物だった。大人になった千代子の兄は住井産業株式会社に勤め、敏彦と由起という子どもを持つ。
渡辺ケン太（わたなべ けんた）
4年1組から5年3組になりクラス替えで仲のいい友達と離れて一平たちと同じクラスになった男の子。新しいクラスメイトとはじきに馴染むが、前の担任だった川崎先生をうらみ続ける。やがて高校生になり、偶然山村先生から川崎先生の真意を聞く。高校では新聞部とバスケット部に所属し、バスケット部ではキャプテンをしている。家族は両親と弟に、飼い猫がいる。
千代子（ちよこ）
女の子。父と離婚した母と文化アパートにて暮らす。母は千代子を一人で育ててみせると奮闘するも、とうとうダウンし、祖父母の家に行くことになった。
絵美子（えみこ）
東北の分校から夕日小学校に転校してきた女の子。木登りやブランコが得意で、一平達は最初男の子だと思い込み「鬼太郎」と呼んでいた。父も夕日小学校の新しい校長として赴任してきた。一平の事が好き。
美津子（みつこ）
体の弱い両親をもつ女の子。17歳の時に公務員の父は死亡。やがて就職した東立電機株式会社で、営業一課の汁部須太郎と知り合いプロポーズされるが、元気すぎてついていけない時もあって受けるか悩んでいると、母の「結婚するなら体の丈夫な人の方がいい」という言葉で心を決める。結婚後、母も他界。やがて二人の息子をもつ。
光（ひかる）
男の子。近所の「木多奈荘」に住むお兄さんの影響で天文学に興味を持つ。その後、1969年には私立R大では学生運動を行い、1983年には「中堅企業」の係長になり子どもを2人持つ。
マック・バーガー
三丁目に引っ越してきた外人一家の息子。一平達に当時の日本には全く知られていなかったハロウィンを教える。
一太郎（いちたろう）
男の子。父は普段は無口で厳格だが酔うと陽気になり、その姿を正月に初めて見た。父は子どもの頃凧あげチャンピオンだった。
西郷一郎（さいごう いちろう）
男の子。4年1組。4年3組の植木太郎と双子だが、本人同士はそれを知らない。
大橋正太郎（おおはし しょうたろう）
男の子。父は普段は無口で厳格だが酔うと陽気になり、その姿には「へべれけ」という悪魔が取り付いているのを発見し、その悪魔と顔見知りになる。夕日中学校に入る頃には見えなくなったがヤセダ大学の2年の時に再会し、自分を家まで引き連れてくれた。その際へべれけは父が会社でうまくいっていないという嘘をついて、酒を誘い励ましてやれといってくる。母は美津子、父は鉄之介。飼い猫もいる。
秀一（しゅういち）
男の子。昆虫採集が大好きでそれがきっかけで一平と仲良くなり、一平に虫の捕まえ方や標本の綺麗な作り方を教えた。たくさんの虫の標本を持ち、一平にそれらを捕まえたときの冒険譚をするが、実際には病気であまり動き回れず家の庭でしか虫を取れないため、デパートで買ってもらった標本をもとに自分のしていた想像を語っていた。
治（おさむ）
男の子。父親の友人の息子、医学部の北里英雄になつくが、姉の愛子と付き合っていることを知りショックを受ける。しかしその後は二人へのおじゃま虫はほどほどに、二人を気遣うようになる。
友男（ともお）
男の子。呼び名は「トモ」。妹は「ペコ」と呼ばれる真知子。乗っていた第・谷九号が沈み死んでいたと思われる父が、人食い熊のような容姿になって帰ってきて、家族は最高のクリスマスプレゼントだと思った。
金太（きんた）
男の子。通称「キンちゃん」。射撃が上手く、ピストルが撃てるという理由で警察官になるのが夢。夢が叶って刑事になるも、初陣で撃った暴力団員は同級生のタッちゃんだった。
大木次郎（おおき じろう）
男の子。交通事故で死んだ兄の一郎の死を受け入れられず、一緒に木登りをしたりする幻想を見る。
小太郎（こたろう）
男の子。中学生の姉・桃子は男勝りでいつもいじめてくるが、姉のことは大好きだった。そんな姉が初潮になった頃から、少しずつ自分から離れていくように感じた。
小太郎（こたろう）
男の子。母と田舎に行った際に母が出産し、妹ができる。母の出産前に後に妹となる女の子の霊を見る。
太郎（たろう）
男の子。忙しい父は約束した海水浴に連れてってくれず、弟の次郎と不満を漏らしていた。そんな中、父が自宅の庭でキャンプをしてくれることに。兄弟は楽しんだが、やがて次郎は病で死んでしまい、このキャンプが家族全員の最後の思い出となってしまった。
正一（しょういち）
男の子。乗り物酔いがひどかったが、母と再婚した新しい父が開通したばかりの東海道新幹線に乗せてくれて、全く酔わずに熱海まで行けた。作文に「4年3組」とあるが、この話は昭和40年とあるので、一平たちと同じ4年3組ではない。
山寺メイ子（やまでら メイこ）
女の子。父は売れない映画俳優だったが美声のおかげでラジオドラマの俳優で売れるようになるも交通事故で他界。大人になって父の声を忘れていた時、恋人の本郷が当時の父の出世作「竹笛童子」の録音テープを持っていて聴くことができた。メイ子は本郷と結婚した。
西郷高広（さいごう たかひろ）
男の子。一平の友達。父、母、祖母と暮らす。父の趣味は鉄道模型で、息子には触らせない。
森田マサル（もりた マサル）
森田さんの一人息子。かなづちだったが、父の指導のおかげで少し泳げるようになった。野球ばかりやって母が勉強部屋を与えてもまったく勉強しない。ボーイスカイトに憧れて入団しその後大きくなって班長となって年下の一平たちを引き連れるが、別の話では4年3組のクラスメイトとプールの授業を受けているという彼らと同級生のような想像シーンもある。
内出羽剛（うちでわ つよし）
外ではおとなしいのに家の中では威張る「内弁慶」の男の子。父親も同じ性格。社会人になっても性格は直らなかったが、お嬢様育ちの青山愛子（あおやま あいこ）と結婚すると性格が変わり、家事を手伝うなど家の中でも優しくなった。
和子（かずこ）
女の子。田舎に行く際に、飼い猫のニャンコが元気がないのが気になる。帰ってきたら、ニャンコは預けていた隣の家から姿を消していた。
朝日名和子（あさひな かずこ）
女の子。雛人形を大切にしている。妹が二人いる。やがて嫁ぐ。
山野鳩子（やまの はとこ）
女の子。6歳の頃はおばあちゃんの作ってくれた花柄の綿入れが気に入っていたが、大きくなるとともにだんだん嫌いになり着なくなっていった。やがて大人になり漫画家の富士山登という男性と結婚する。
キヨシ
男の子。病弱で4年なのに2年と間違えられるほど体が小さい。結核にかかり郊外の診療所に入っている間におばあちゃんが他界する。せんべいが好物。
洋助（ようすけ）
男の子。飽きっぽい性格。隣の家に一人暮らしをする元校長先生のおじいちゃんにこま回しを教わり、上達した。
耕太郎（こうたろう）
男の子。酒浸りの父とヒステリックな母を憎んでいたが、家に帰るのが遅くなったら両親が心配してくれたことを知り喜ぶ。赤ん坊の妹（弟にも見える）がいる。
江入庵（えいり あん）
父の転勤で未来からやって来て4年3組の生徒になりすました男の子。クラスメイトには以前から4年3組にいたかのように思い込ませていたが、一平だけはUFOから出てくるこの親子を目撃していたためにコントロールできず不審に思われ接触された。一平に真実を打ち明けて仲良くなるが、後に未来へ帰る。父の転勤先の会社・未来産業神田支店には怪人Xも内容は不明だが関わっている。山村先生はクラスの人数が合わないので座敷わらしと思い込んでいた。
小山実（こやま みのる）
男の子。サブちゃんの家の近所に住み、私立小学校に通っている。母の教育に反発し、一平たちと危険な遊びをする。
花岡政男（はなおか まさお）
男の子。離婚した母に会いに九州に行くため、一平に協力してもらって神隠しを演出して母の兄に会いに行き九州に連れて行ってもらった。後に両親は復縁。
リカ
女の子。父は小説家で、母はだらしない主婦。自慢の父がなぜ無知で失敗ばかりの母と結婚したのか不思議で仕方なかったリカは、ある日父の従姉妹の美樹おばさんに話を聞くことに。
健一（けんいち）
大杉勝、矢沢健一らにいじめられている男の子（しかし5年生）。母は病気で入院し、父は仕事が終わったらアルバイトをしており、姉の真理子が面倒をみてくれている。王神博士なる人物から狼バッジという物をもらってから、無意識に万引きをしたりいじめっ子を逆にコテンパンに叩きのめしたりという狼の呪いにかかる。バッジを捨てるとだんだんと呪いは消えていった。将来、友和という息子を持つ。
洋一（よういち）
男の子。日暮荘で母と母と再婚した消防署員の父と住む。北島三郎と互いに隠した宝物が消え、他の人は知るはずないからお前が盗ったとケンカするが、犯人はガラクタ収集癖のあるポチという犬だった。
友和（ともかず）
7月7日生まれの男の子。両親は離婚しており、父は1年に一回、誕生日に会いにきてくれる。数年後、父が別の女性と再婚し母がもう来ないように言ったという事を聞かされ、悲しむ。
アキラ
聖小羊園という施設で育つ男の子。弱い物いじめをしている子に立ち向かう正義感の強い子。成長し、新聞記者となる。
マリア
アキラを「お兄ちゃん」と慕う聖小羊園の女の子。母親が現れ、引き取られる。年齢の記述がないので小学生ではなく幼児の可能性あり。
大和田清（おおわだ きよし）
2年前に母を亡くした男の子。お父さんは夜勤をしていて夕食はいつも菓子パンを買って食べている。母に良く似た女性に化けたキツネに可愛がられる。
進一（しんいち）
鳥をこよなく愛す祖父、祖父と対立が多い母・光子、中立な立場の父と暮らす男の子。数年後、祖父が死んだ後も母が鳥の世話を引き継いでいるのを見て、二人は心のどこかでつながっていたんだと感じる。ミケという猫を飼っていた。
丸星陣太（まるぼし じんた）
夕日小学校5年3組の男の子。空軍パイロットだった父が死に3年。母・峰子が再婚し、順平という弟ができた。
考太郎（こうたろう）
やせっぽっちでクラスで一番前の男の子。父は体重が22貫ある大柄な体格をしている。大人になると大阪に転勤する。
一郎（いちろう）
新聞配達をする男の子。大田キンと仲良くなる。父は戦争で他界。新しい父・金丸から自転車を買ってもらう。後に大阪へ引っ越す。
四郎（しろう）
コロッケが大好きな男の子。前述の「コロッケ戦争」でのコロッケの値下がりに喜ぶも、元の値段に戻ってがっかりする。
白川直美（しらかわ なおみ）
女の子。風邪をひいて家で寝ているとさまざまな人が来客。中には父の兄の次男の正章と思われるヒゲモジャの人物も来るが、後にそれは正章ではないことが判明し、両親は「じゃああれは誰？」と驚く。姉は冬美。兄もいる。
陽太郎（ようたろう）
男の子。神保荘アパートでホステスの母とヒモの父と暮らす。父とお化け煙突を見に行った次の日、家を出て行き、母から彼は本当の父ではないと知らされる。
ゴン太（ごんた）
石橋ワタルの同級生で、小学生の頃は彼をいじめてばかりいたが、夕日高校の頃になると背が伸びたワタルに対しゴン太はチビのままで成績も悪く、立場は逆転した。しかし大人になっても2人の親交は続く。
山口次郎（やまぐち じろう）
男の子。4年3組の山口太郎の弟。兄とは対照的にやや気弱で臆病で泣き虫。その為にいつも兄から事あるごとにいじめられているが、それでも兄の後ろをついて歩いている。スーパー仮面というテレビ番組のヒーローに憧れている。チーコというジュウシマツを飼っていた。
大石健児（おおいし けんじ）
男の子。夕日小学校の6年生。卒業式で皆勤賞を貰った。同じく皆勤賞を狙っていた同じクラスの二宮金太郎は3学期の初めに転校してしまった。両親と弟と暮らしている。
緑川陽介（みどりかわ ようすけ）
男の子。突然家にアキラというおじさんがやって来て、パチンコや花札などを教えてくれ、勉強そっちのけになり彼に憧れる。実はアキラは陽介の本当の父で、陽介の本当の母が死んだ後ケンカで人を刺し刑務所に入り、引き取り手のなかった陽介を今の両親が引き取ったのだ。やがてアキラが緑川家を出て行こうとし陽介はついて行こうとするが、アキラに殴られ止められる。アキラは病気であと半年の命であった。
三沢大介（みさわ だいすけ）
男の子。一平の友達。底なし沼で溺れて死んだ美樹という姉がいた。一平たちと遊んでいることから4年3組の可能性あり。
上野真美（うえの まみ）
女の子。6年生。両親と弟の友行と妹の由美がいる。母親が長女の自分ばかりに家事の手伝いをさせることに疑問をもっていたところ、母は家族を捨て家を出てしまう。母を恨んだが、社会人になった時に母の気持ちが少しわかるようになる。
小林（こばやし）
男の子。明智小五郎のような探偵に憧れ、日真田大造に頼み込んで助手にしてもらうが、とある誘拐事件に巻き込まれてしまう。鳩のハト丸を飼っている。

## 動物その他
トラ猫大将（トラねこたいしょう）
三丁目の若い猫たちのリーダー格。北斎先生やモモの看病をしたこともある。以前熱海で真っ白い毛の美人猫と暮らしていた過去がある。元は流浪の野良猫で、三丁目で自分にそっくりな飼い猫と出会い、騙して自分が飼い猫の座に居座るが、後に再度野良猫となる。その後そのそっくりな猫とともに暮らしていたが、熱海旅行の際に彼が現地の猫と恋に落ちたため、離別した。子供の頃からの練習により、ほんもののトラそっくりの吼え声を出すことが出来る。アニメ版では解説役も務めた。
影武者猫（かげむしゃねこ）
トラ猫大将そっくりのトラ猫。元は和子と次郎という結婚3年目夫婦の飼い猫であったが、トラ猫大将に騙されて住処を失う。後に命からがら帰ってきたときには、自分に成り代わっていたトラ猫大将も棄てられていた。そのため大将の弟分として、大将とともに三丁目で野良猫として生活を始める。熱海旅行の際、現地の猫と恋に落ちたため、長年兄貴分だった大将と別れることとなった。
甘党のネコ
三丁目に住み着いているメスのブチ猫。猫なのに魚アレルギーで食べることができない(一度誤って食べてしまい、アナフィラキシーショックで倒れたことがある)。お菓子など甘い物が大好きで特に栗キントンが好物。そのせいで「三丁目の七不思議」の一つにされているが、なぜ甘党なのかは不明。三丁目の商店からは、ちょくちょく甘い物を失敬している。甘い物を食べることは、初期には子供たち以外知らなかった(と言うより、信じられていなかった)が、後に様々な人物に目撃されている。彼女の振る舞いのせいで三丁目の人々が思わぬ事件に巻き込まれたり、仲違いしかけることも多く、間接的なトラブルメーカーとなっている。そのため特に一平からは敵視されている。作中で何度か子供を産んでいるが、子猫も皆甘党であった。
モモ
三丁目の長老猫の一匹で年齢は20歳、人語を話す魔力を持っているが滅多に話さない。
ミケ
飼われた家のおじいさんの影響で野鳥保護に協力している鳥の味方の変な猫。
ドジ
ドブに落っこちたり飛べもしない高さを飛ぼうとしたりして落っこちるドジ猫。白鳥日美子に拾われ「ドジ同士一緒に生きていこう」と可愛がられる。山田さん宅の塀に挟まって動けなくなり、日美子に家出と勘違いされた。
ラッキー
飼い主に幸運を呼ぶ力を持った猫。ただし見てくれは良くない。第26集「僕のラッキー」にて、吉田シゲルに拾われ、貧乏だった吉田家を救う。一度母親の知人にさらわれるが、大損させ追い出されたため無事吉田家に戻った。
ミー
坂上家の飼い猫。メス。天気を当てるのが得意で、顔を洗った場合確実に雨になるとされる。坂上やすこの同級生、森戸いずみの家では「モモ」として飼われており、二重生活を営んでいる。石川家の飼い猫であるゴジラことマロン（オス）に狙われている。
タマ
チップと同じ犬飼家で飼われている猫。8歳。チップに対しいつも威張っていたが、その傲慢さの罰として動物の神様にチップと魂を入れ替えられ、彼の苦労を身を持って思い知り、少しは認めるようになった。
タマ
中田運送の家族に飼われるオス猫。
タマ
お化け屋敷と呼ばれる家でお菊さんが飼っている黒猫。
北斎先生
二まわり猫（24歳になる猫）。超能力が使える。世話になった家には小判を置いていく。家庭が荒れている砂上家に飼われている猫から家に住みついている鬼退治の相談や、ペコの母猫からペコについての相談を受けたこともある。
ロボ
三丁目の元野良犬で野良犬王の異名を持つ犬。三丁目の動物達で知らぬものはおらず野犬捕獲員の犬神さんに飼われてからもその地位は変わっていない。体が入れ替わって犬になった一平を助けたことがある。夕日町の草野球チームでは9番センターを務める。
ブンチンチン
警察犬。訓練士は真理子。お酒に弱い。動物園から逃げ出したマレーバクの金太郎を捕まえるのに活躍した。
トム
子犬の頃はある家族に飼われていて幸せだったが、突然捨てられてノラ犬となり、荒んだ性格の老犬となってしまう。ある日川で溺れている子どもを助け、その子の家で「ノラ」という名で飼ってもらう事になった。
ビッケ
耕太郎と鈴子が家に内緒で飼っていた犬。ビッケは病気で死んだのだが、耕太郎は鈴子にはお母さん犬が迎えにきて連れて行ったと話した。二人は親戚同士でやがて結婚する。
ハナコ
杉田さんに飼われるメス猫。大阪に転勤になった杉田さんの帰りを毎日夕日台駅で待つ。
花子（はなこ）
猿田さんに服を着せられて飼われるサル。夜の夕日小学校で仕事帰りの加藤光吉、一平たちを驚かせた。幽霊の女の子・阿尾みどろと遊んでいる。
スズメ
三丁目のどこかの家に巣を持つスズメ。冬の間はなかなかエサが取れないが、妻と生まれてくる子ども達のためにエサ探しに奮闘する。
スーパー猫1号（スーパーねこいちごう）
老メス猫。歳をとってお乳も出ず魚を盗む体力もなく、二匹の子にひもじい思いをさせていたところ、某博士の実験台にさせられテレポーテーションの能力を身につけたおかげで、エサを容易に獲る事ができ、二匹の子を餓死させずにすんだ。
金太郎（きんたろう）
元々捨て犬だったが、拾ってくれた優しいおばあさんに恩返しをしようと宝物を掘り当てる旅に出る夢を見る。
チップ
犬飼家で飼われるコタツ好きの犬。4歳。風邪を引いたときに同じ家の先輩格の飼い猫にコタツに入れてもらい、以後重度のコタツ中毒となったが、後に改善した。肉屋さんにのみおつかいに行ける。
コジロー
三丁目の森田さん宅で飼われている犬。昔、ジローという利口な犬を飼っていたが死んでしまい、姿が似ているこの犬を拾った。しかしコジローはジローとは違い失敗ばかりしていたので「ドジロー」と言われていたこともあった。少しはマシになっているが思わぬ勘違いをする事もある。夜中に散歩中に森田家に泥棒が入られ、責任を感じ家出をしたことがある。森田家が留守中、三丁目の猫達に酒を飲まされ眠ってしまい、その間に猫達に家の中で新年会をされた。大宇宙震が起こるということで、宇宙人に一平やミッちゃんらとともに大型宇宙船に作られた三丁目の町に避難させられたが、結局何も起こらなかった。とある日にコジローとうり二つな犬が道路工事車両に轢かれて、これを真に受けた森田家ではお墓が建てられ、冷たくしたことを酷く悔んでいた。
ポッキー
一平達と同級生の男の子の家で飼われていた犬だが、車にはねられて死んだ。
タマ
とある一家（母は春子）に飼われる老猫。祖母の静江を亡くした祖父は人付き合いが苦手で家族内でも浮いている。
タマ
お花に飼われる黒猫。お花が病気で寝たきりになっている時、道行く人の折り詰めを奪いお花に届けていた。警察から人命救助で表彰された。
ペコ
野良猫の頃、ネズミを狩ることができず親猫に見放されるが、岡部めぐみに拾われる。
三太（さんた）
九廊巣という資産家の家で飼われる老猫。サンタクロースとなり近所の子猫たちにプレゼントをあげている。
クロ
何花出荘に住みつく幽霊の黒猫。
コケ太郎（こけたろう）
一番鶏のオス。ケンカが強く、得意技はフライング・キック。彼が鳴くことで三丁目の人々が徐々に目覚め始める。ある日、前日の土佐犬との決闘の疲労と春の眠気により寝過ごした。
タヌキたち
三丁目に住むタヌキは変身能力を持ち、特に満月の晩には人を化かすこともある。茶川先生に葛籠の幻覚を見せてゴミ箱をあさらせたり、人に化けて銭湯へ行ったり人家に上がりすき焼きを食べたりと、様々ないたずらをする。宅間先生は動物を無料で診療するため、タヌキたちもお世話になっている。十五夜にはお月見祭りを催す。加藤光吉に化けて加藤家に潜り込み夕食を食べたりもした。「母と娘」、「父（寡夫）と息子と娘」、「父と母と子たち」、「タヌキの長老」など様々な家族が登場する。
ポン吉（ポンきち）
一人前のタヌキになるために長老の八百八狸から三つの試練を言い渡されるが、最後の試練で大田キンを騙そうと彼女の息子に化けて馬糞の饅頭を渡すも、心優しいポン吉は今川焼きを置いて家を出た。八百八狸からはそれで合格だと言われた。
ネズミたち
三丁目では害獣として嫌われているネズミだが、リスに変身して鈴木家で可愛がってもらったり、同じく鈴木家の風呂場で捕らえられたハツカネズミが「チュウ太」として飼われたりしている例もある。とあるネズミ一家が冬に住みついた家は火の気のない貧乏暮らしをしている老夫婦の家で、温かくするために雪だるまから炭と炭団を失敬して老夫婦にプレゼントした。
カメ
一平が飼っていたカメ。質素なエサを与え続けられ、やがて紐が切れて脱出し、安住の地を見つけた。
やもり
三丁目の片隅にある古い一軒家。そこには暮らしは貧しいが幸せに暮らす4人の家族と一匹のやもりがいた。
コウモリ
人々に気味悪がられている。鈴木家の天井裏に住みついていた。
ゴキブリ一家（ゴキブリいっか）
とあるボロアパートの一室の流し台のかげに住む、三世代の10人家族。
ちゃぶ台（ちゃぶだい）
ちゃぶ台。竹林家で永く愛用される。
アオ
田所家で飼われていた馬。オス。飼い主の松蔵とは良き相棒だったが、亡き後は他所に売られて行った。屠殺工場に連れて行かれる噂も立っていたが、最終的に動物園の馬車馬になっていた。